# Musée des Blindés de Saumur
 (juin 2025).
Si vous disposez d'ouvrages ou d'articles de référence ou si vous connaissez des sites web de qualité traitant du thème abordé ici, merci de compléter l'article en donnant les références utiles à sa vérifiabilité et en les liant à la section « Notes et références ».
Pour les articles homonymes, voir Musée des blindés.
Le musée des Blindés de Saumur ou musée des blindés Général-Estienne est un musée de véhicules blindés situé à Saumur.
Inauguré en 1977 dans les anciens hangars du clos Beaufort, le musée déménage en 1996 au no 1043 de la route de Fontevraud, dans des locaux rachetés à la SEITA et remis à neuf par le ministère de la défense. Il occupe une surface de 22 000 m2 afin de regrouper les collections alors disséminées notamment à Fontevraud, Bourges et Le Mans.
Le musée accueille en moyenne 80 000 visiteurs par an.
Le musée a été renommé « musée des blindés Général-Estienne », en hommage au général Jean-Baptiste Eugène Estienne, le créateur de l'arme blindée française.

## Histoire du musée
« À l'issue de la Seconde Guerre mondiale, l'établissement AMX de Satory a réuni de nombreux véhicules allemands récupérés sur différents lieux de combats. Ces derniers furent rénovés et remis en état pour être étudiés par l'armée française. C'est le colonel Aubry, fondateur du musée, qui a réuni ces nombreux matériels et d'autres venant d'horizons plus divers pour aider à la formation des stagiaires de l'EAABC (école d'application de l'arme blindée et cavalerie) ». Le centre de documentation sur les engins blindés (CDEB) est créé en 1965 et le premier musée est ouvert en 1977 au Clos Beaufort, avec 200 engins. C'est cette même année que se crée l'association des amis du musée des blindés (AAMB).
Il est officiellement créé par un arrêté du 29 mars 1982. En 1983, une convention avec le ministère de la défense confie la gestion du musée à l'AAMB qui est reconnue d'utilité publique en 1984.
Le musée s'installe en 1996 dans ses locaux actuels au 1043, route de Fontevraud à Saumur.

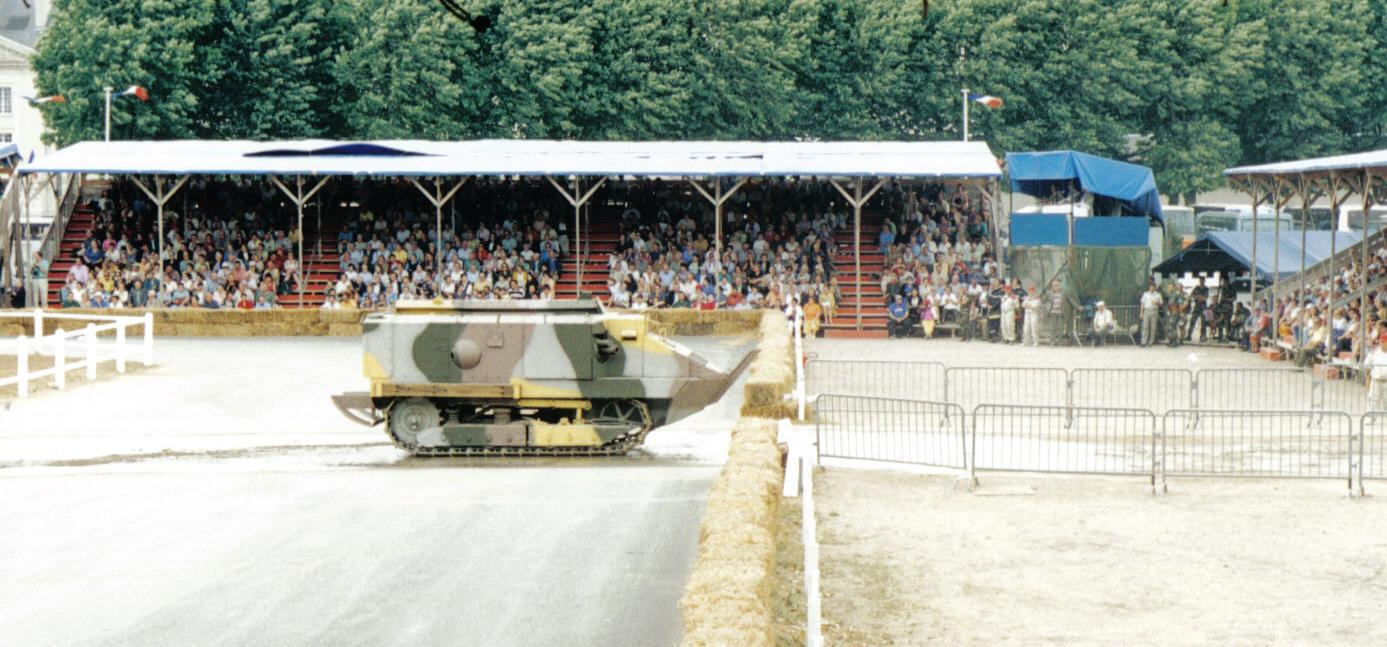
Le plus vieux blindé en état de marche, un Schneider CA1 français, en démonstration.
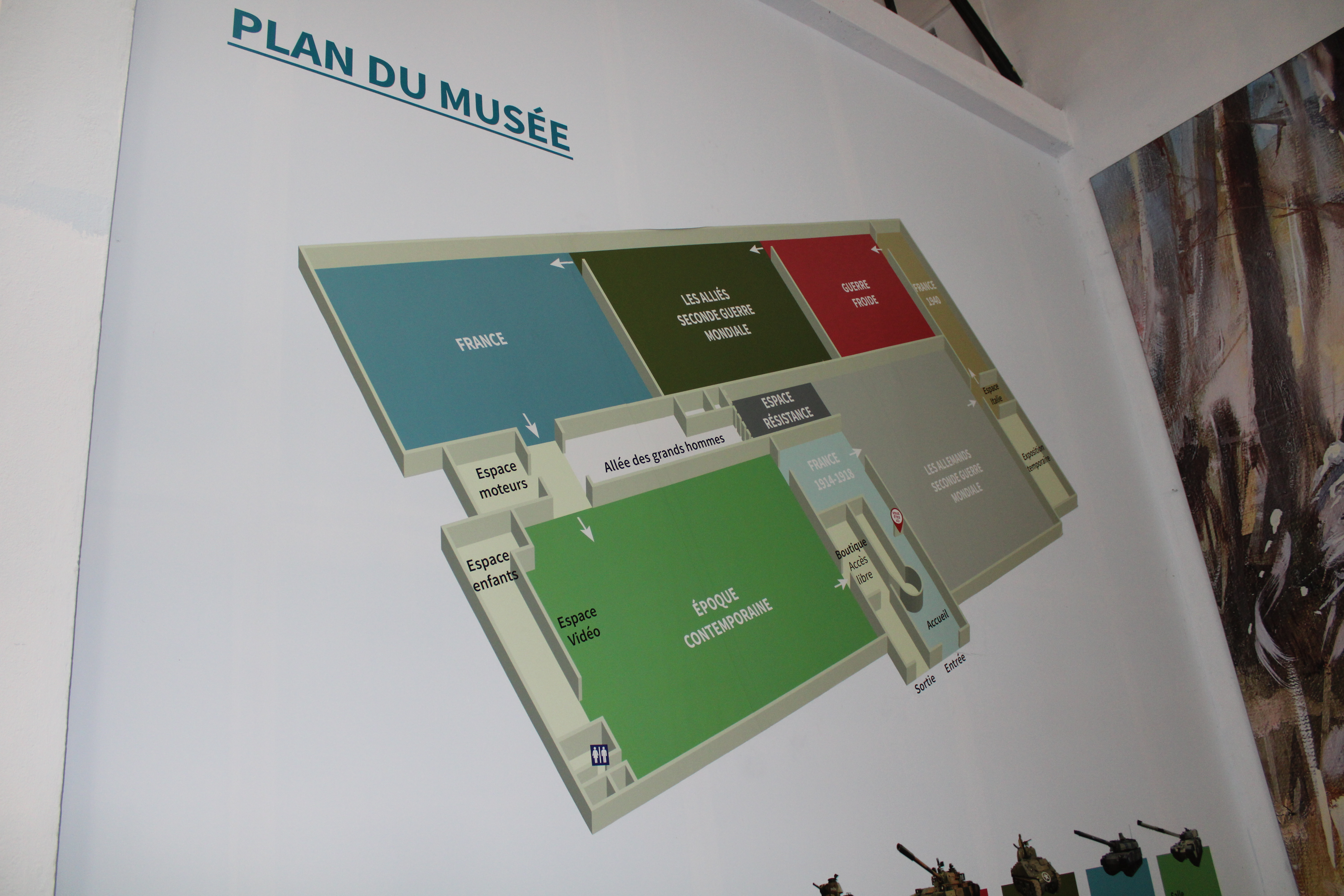
Plan de visite du musée.
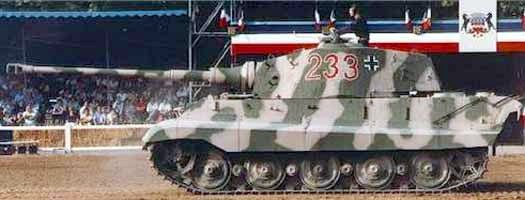
Le Tigre II.

Le musée des blindés et le musée de la cavalerie, lui aussi basé à Saumur, se sont rassemblés au sein de la même association reconnue d'utilité publique (ARUP) : l'association des amis du musée des blindés et de la cavalerie (AAMBC). Le président actuel de l'association est le général Jean-Albert Épitalon.

## Collections
Plus de 800 engins sont présentés au public, dont 100 en état de marche. Autour du musée, un parc de blindés à l'état d'épaves attend leur restauration. On y trouve la presque totalité d'exemplaires des engins blindés en usage dans l'armée française de 1917 à nos jours, du Schneider CA1 au Leclerc.
Le matériel de la Seconde Guerre mondiale est bien représenté, avec une grande collection de chars allemands dont un exemplaire de Tigre II de 70 tonnes, mais aussi des autres belligérants (américain, britannique, italien, etc.).
Un hall est consacré aux blindés de l'ex-pacte de Varsovie du T-34 au T-72, un autre présente des chars contemporains des années 1970-1990 des armées allemande : Leopard 1 et Leopard 2; américaine : du M26 au M60; britannique : Centurion et Chieftain; brésilienne : Cascavel, canadienne, suisse et israélienne : Merkava.
Enfin, un espace maquettes de plus de 600 dioramas présente des blindés en situation.
Le peintre des armées Florent Maussion est l'auteur de la fresque monumentale (2015) de la façade d'entrée.

### SalleFrance 1914-1918
Première salle du musée suivant l'espace Accueil, elle est consacrée aux premiers blindés français et canons français apparus lors de la Première Guerre mondiale. On y trouve un modèle de char Saint-Chamond (dernier exemplaire existant), un char Renault FT (canon), un char Renault FT (mitrailleuse), un char FT TSF (Transmission Sans Fil), un char Schneider CA1 (dernier exemplaire existant) ainsi qu'un camion Renault. Pour l'artillerie, il y a deux canons de campagne de 75 mm (équipant les chars Saint-Chamond), dont un écorché, un canon de 37 mm SA 18 (monté sur les chars léger français), un mortier 75 BS Schneider et un canon de 37 mm de marine.

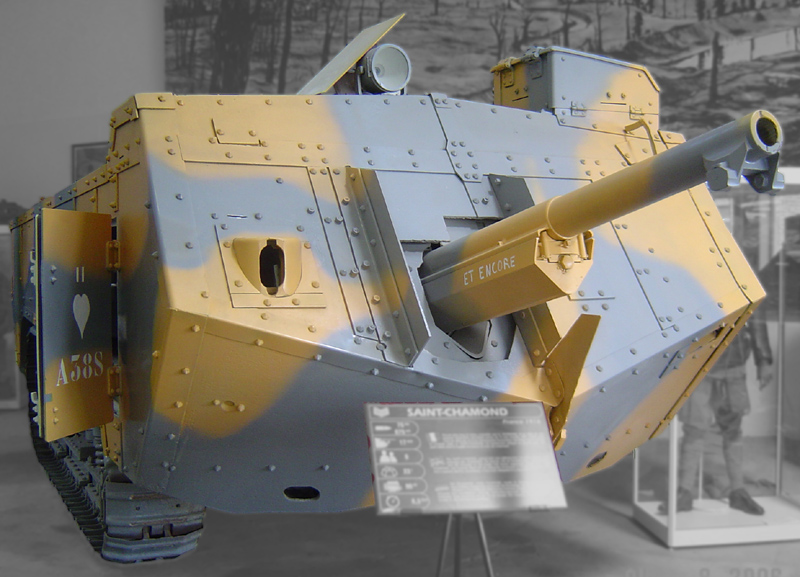
Char Saint-Chamond.
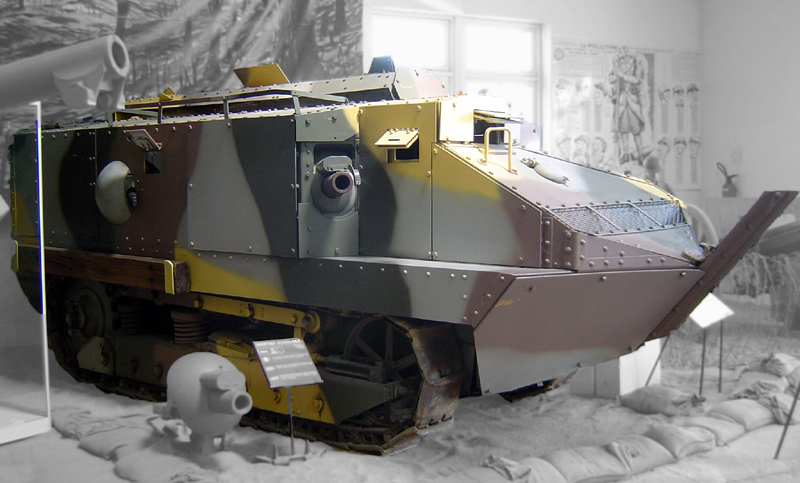
Char Schneider CA1.
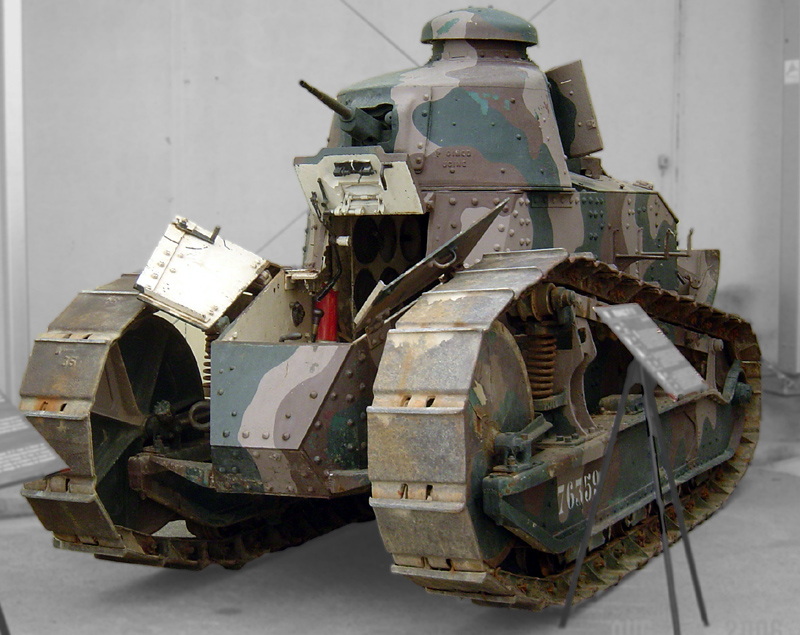
Char Renault FT.
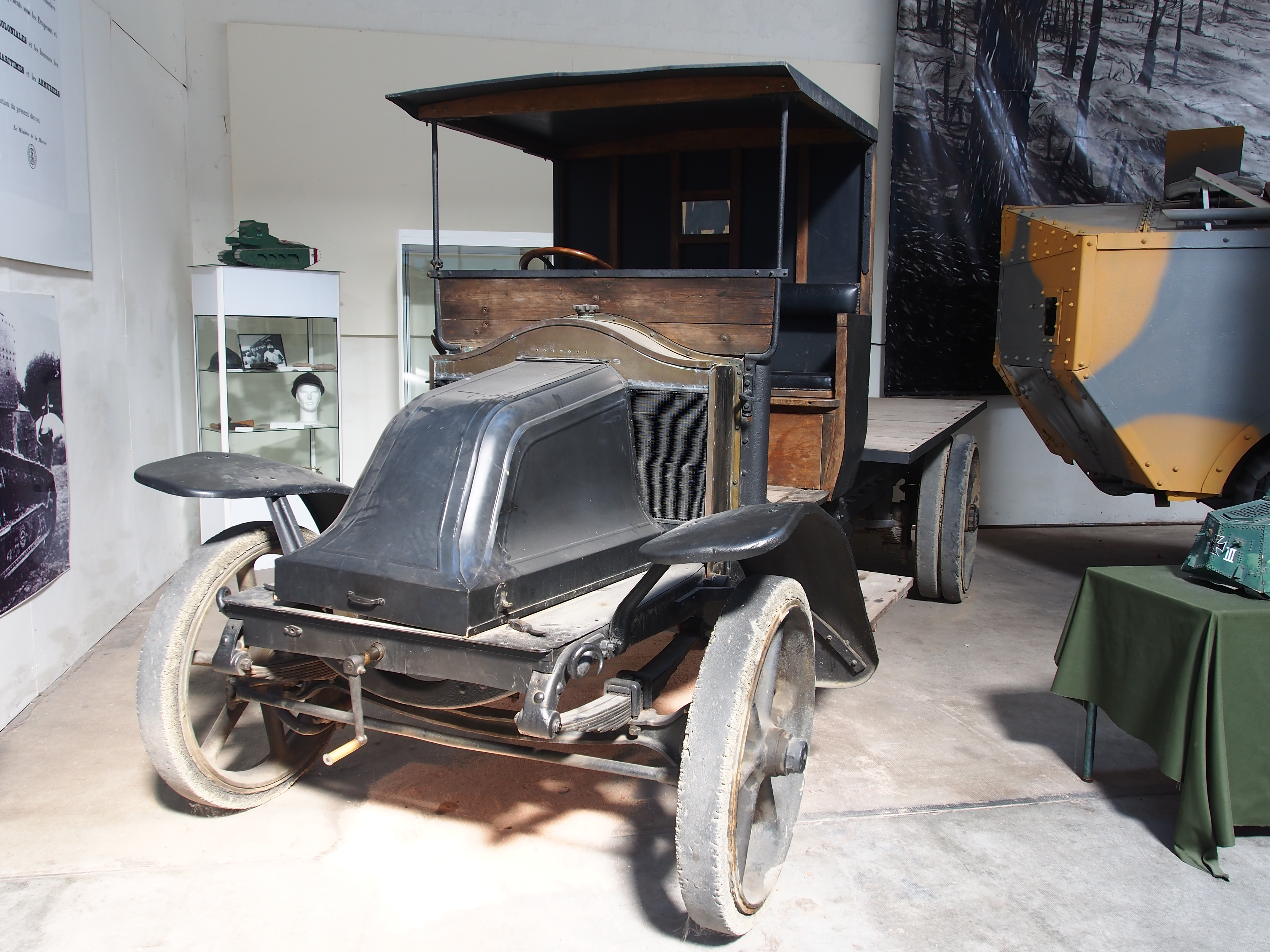
Camion Renault.

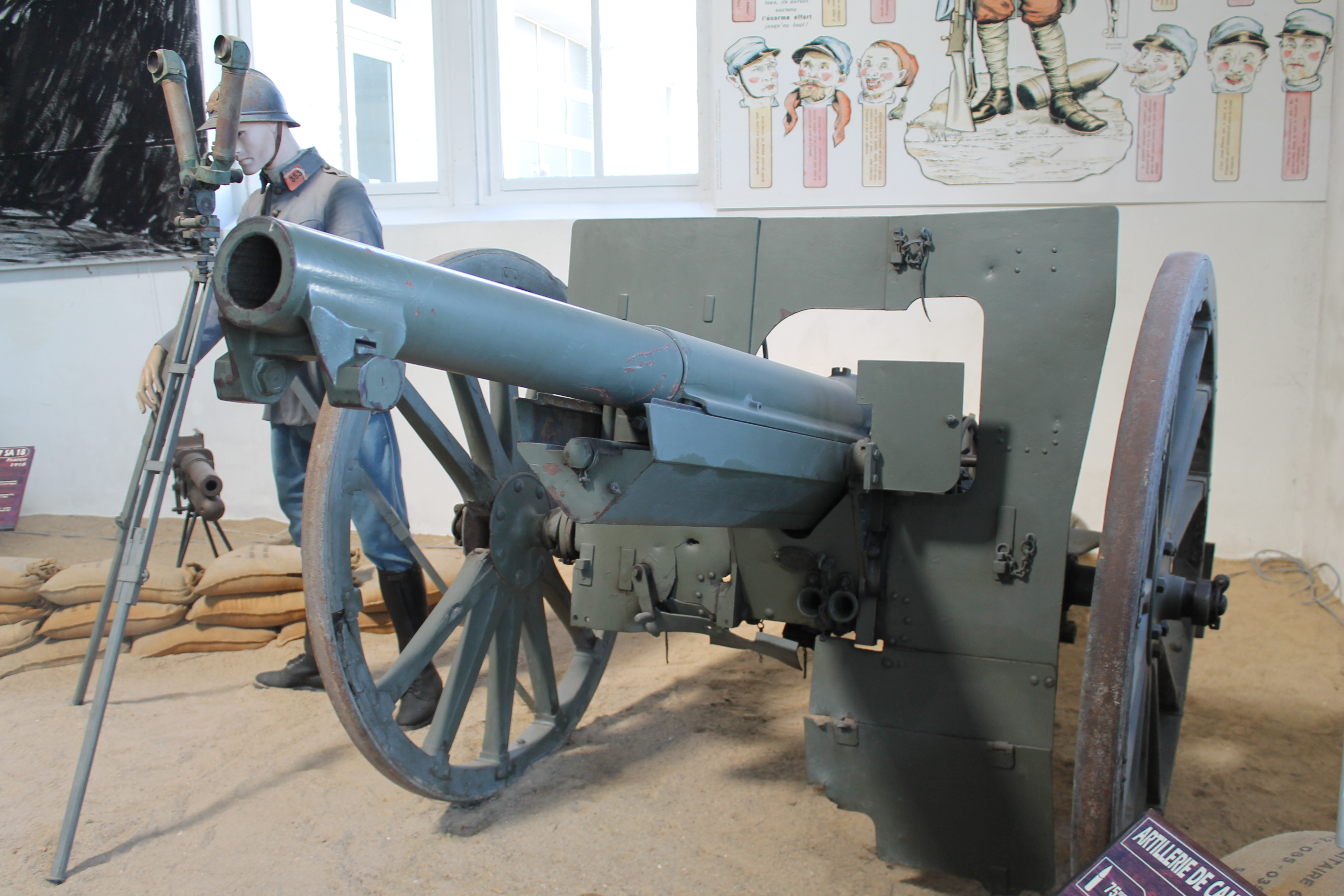
Canon de 75 mm.
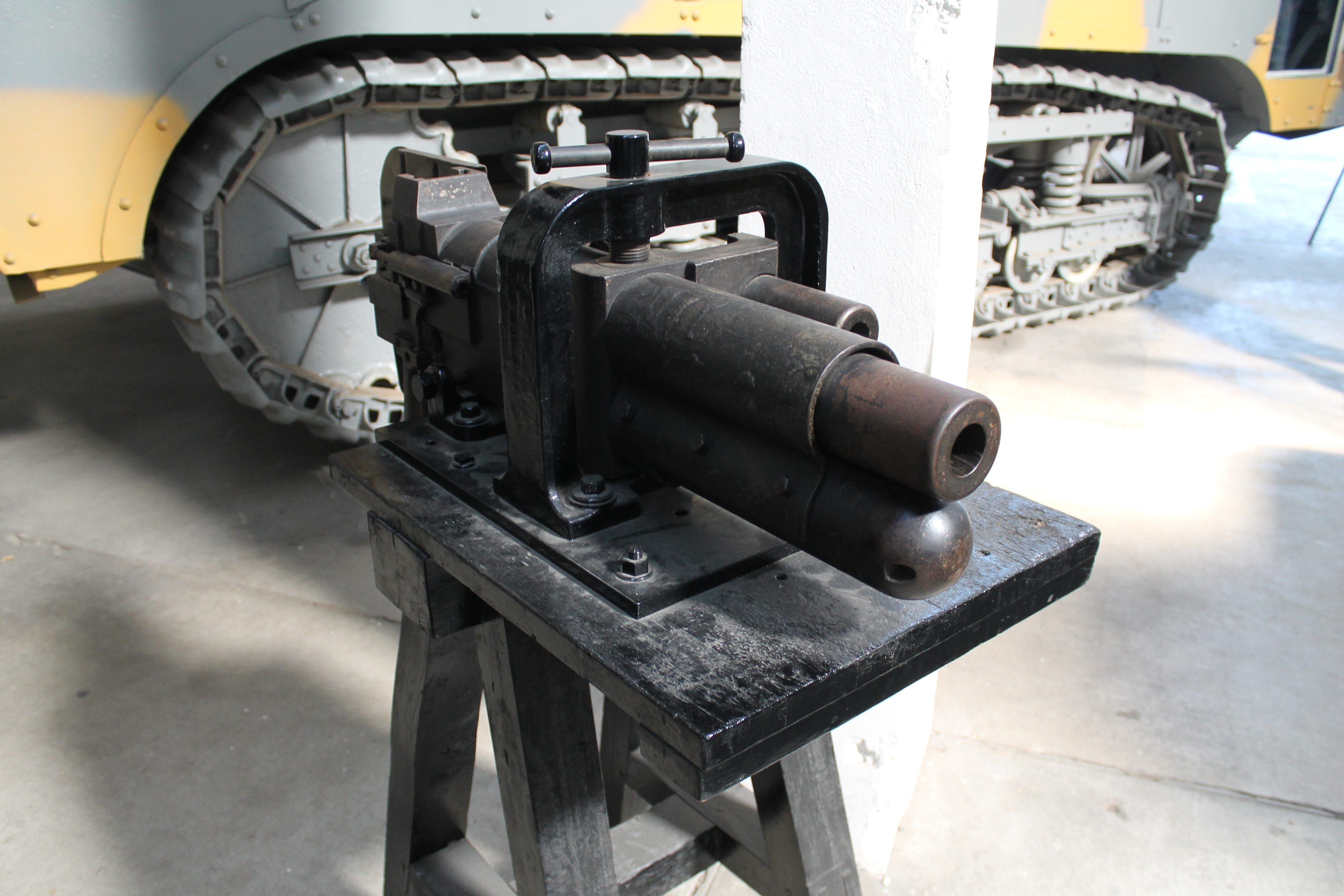
Canon de 37 mm.
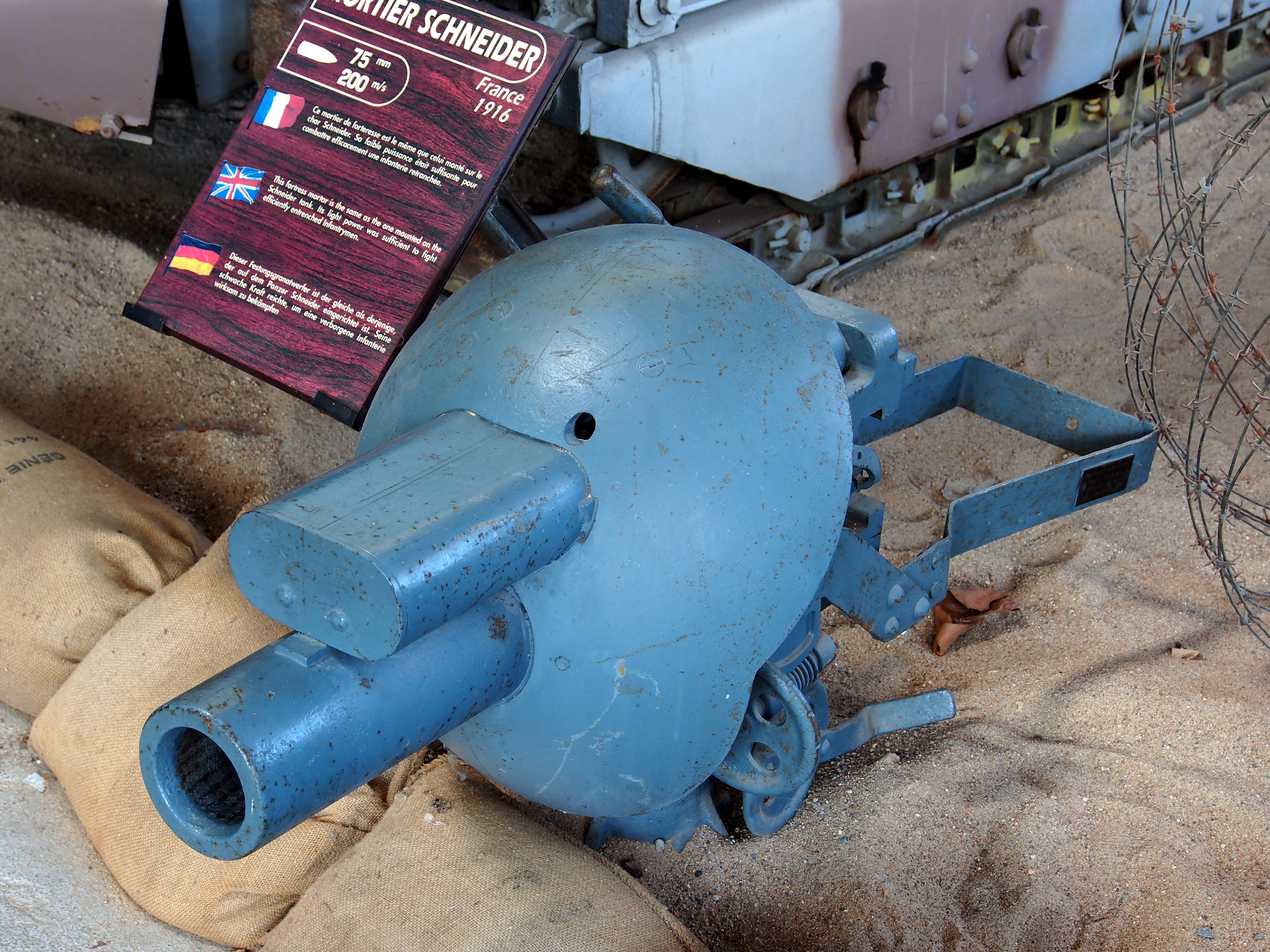
Mortier Schneider.
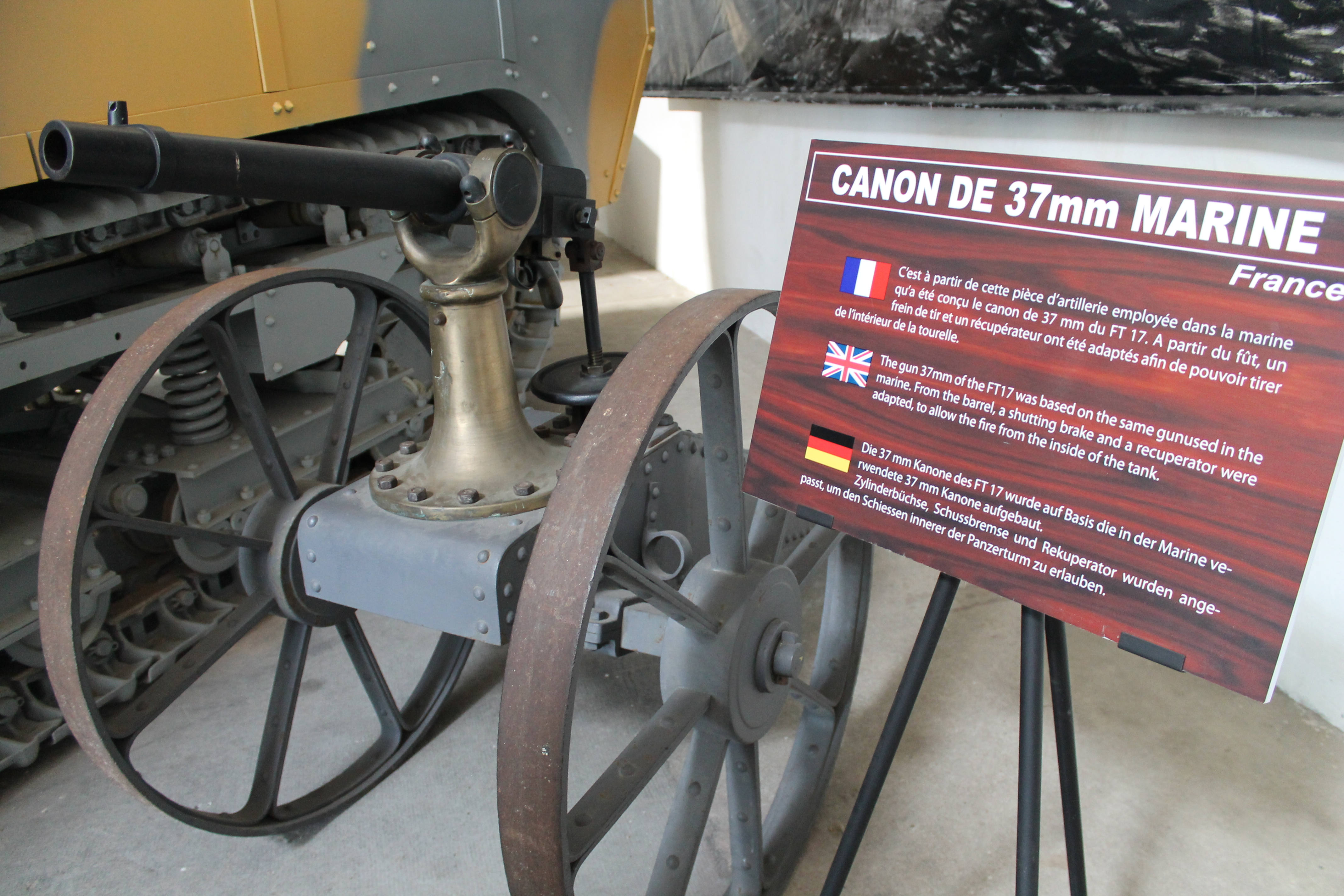
Canon de 37 mm.
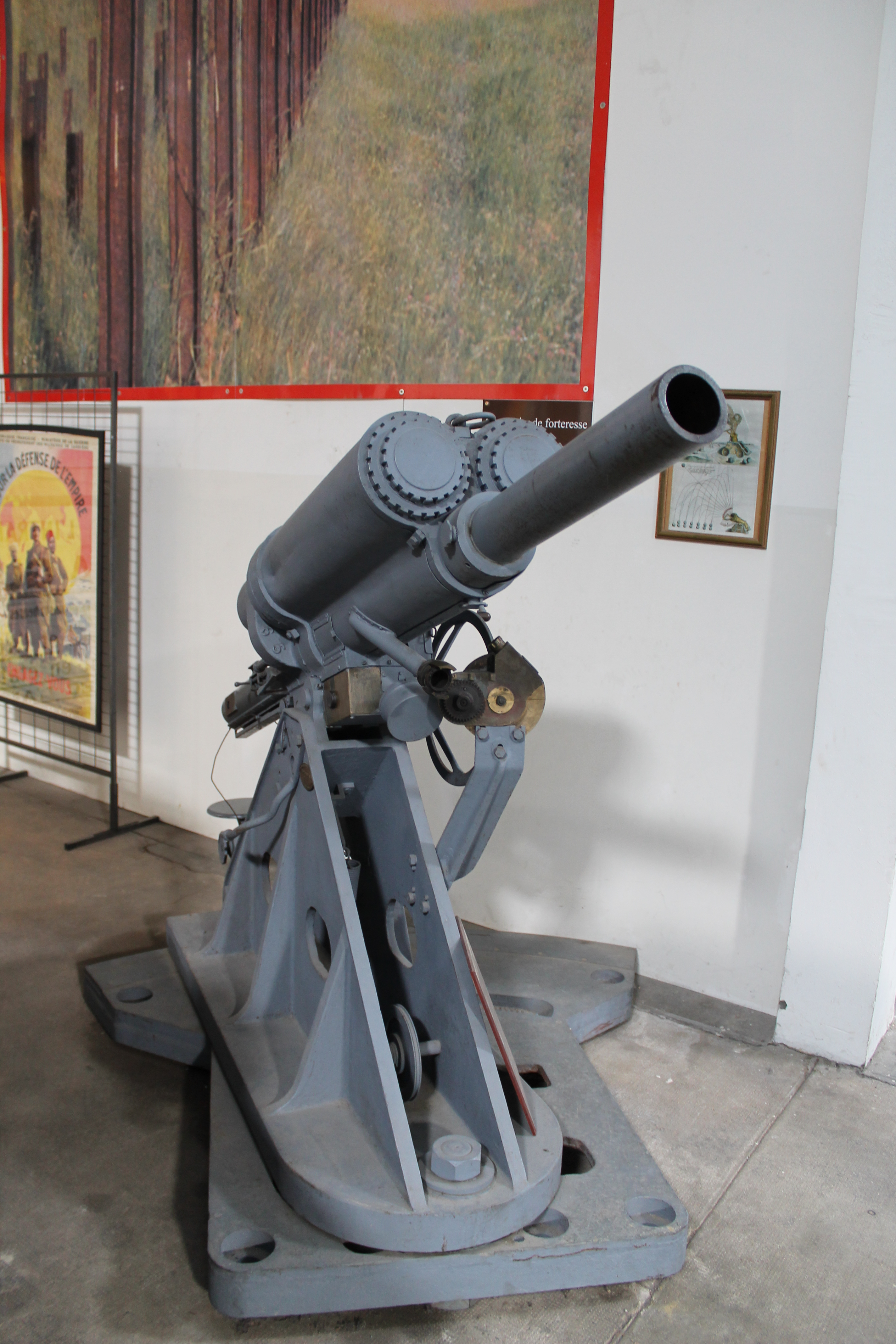
Mortier de 81 mm.

### SalleFrance, 1940
Quatrième salle du musée, la salle consacrée à la campagne de France met en lumière les blindés français de 1940 lors de l'invasion allemande. Un Renault R-35, un Panhard AMD-178, un Renault B1 bis, un Somua S-35, un Renault UE, un side-car Gnome et Rhône, un Renault ACG1, un FCM 36, un Unic P-107BU et un Laffly S15. Quelques pièces d'artillerie sont également exposées, dont un mortier de forteresse de 81 mm, un canon de 25 mm Hotchkiss, un canon de 25 mm APX, un canon de 47 mm SA 37 ainsi qu'un canon de 25 mm antiaérien Hotchkiss modèle 39.

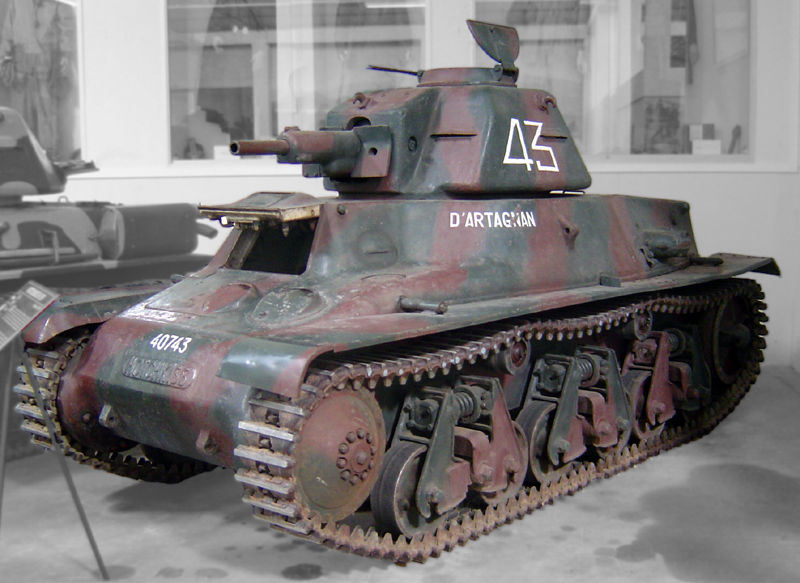
Hotchkiss H39.
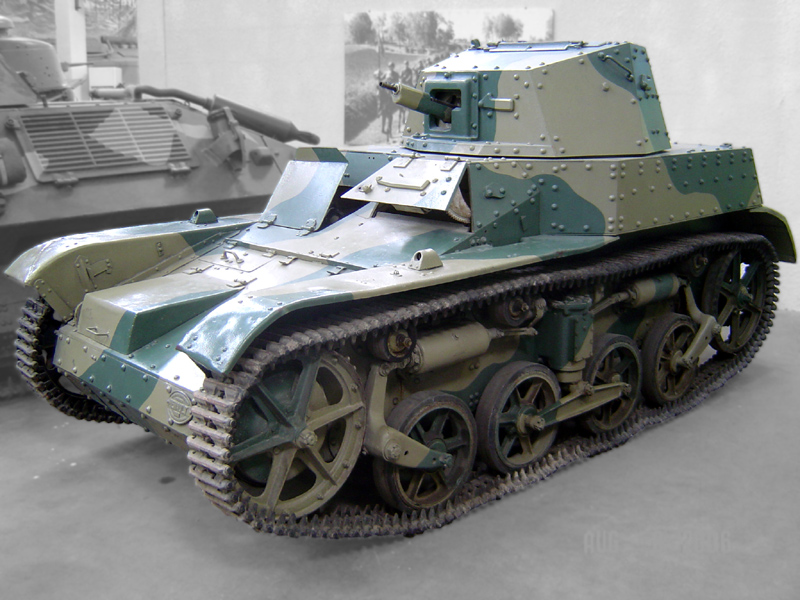
Renault AMR 33.
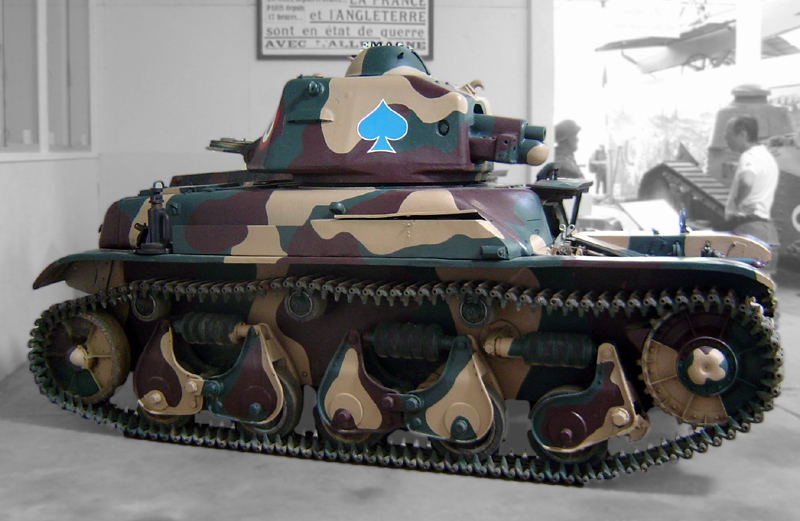
Renault R-35.
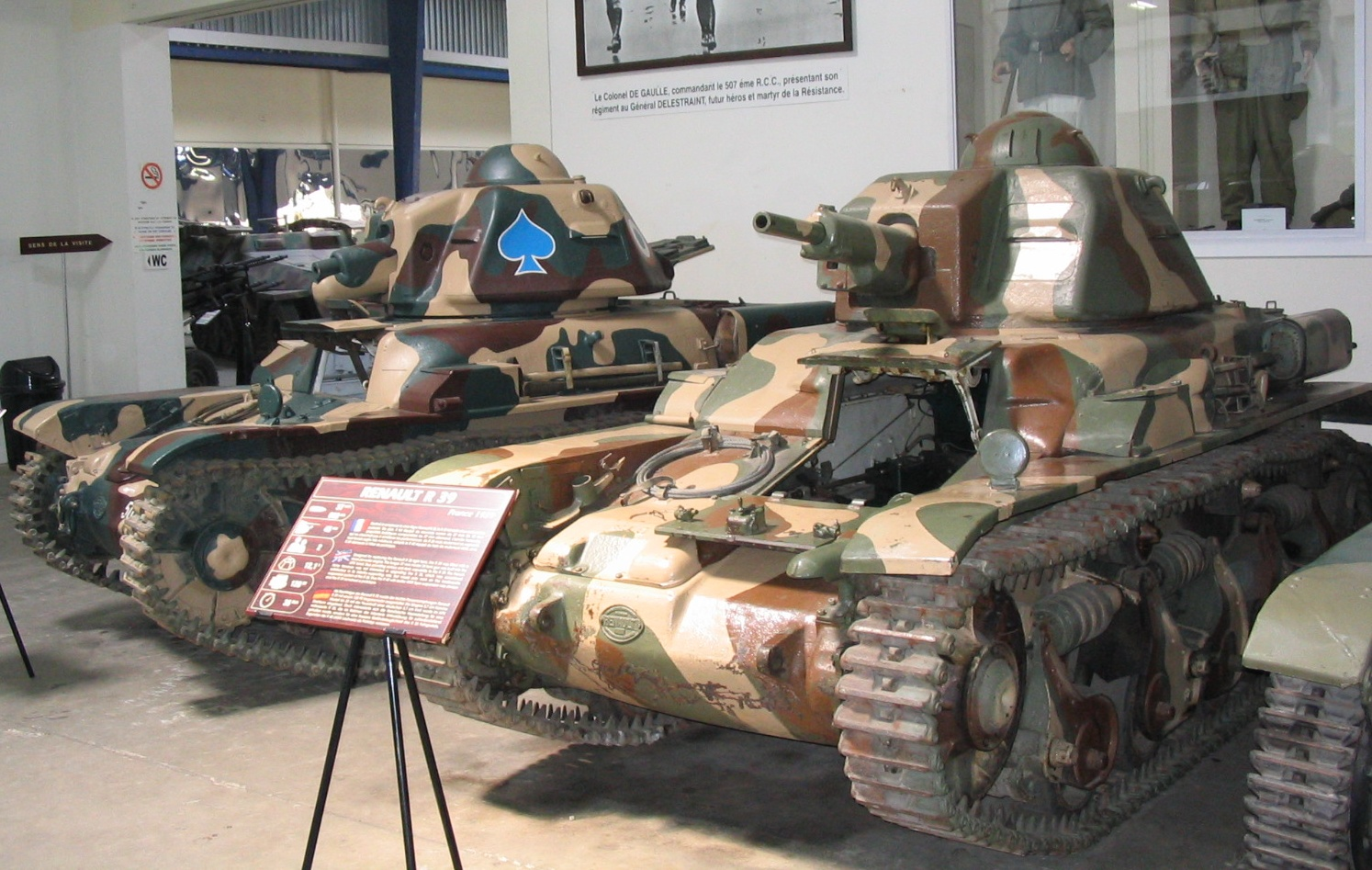
Renault R-39.
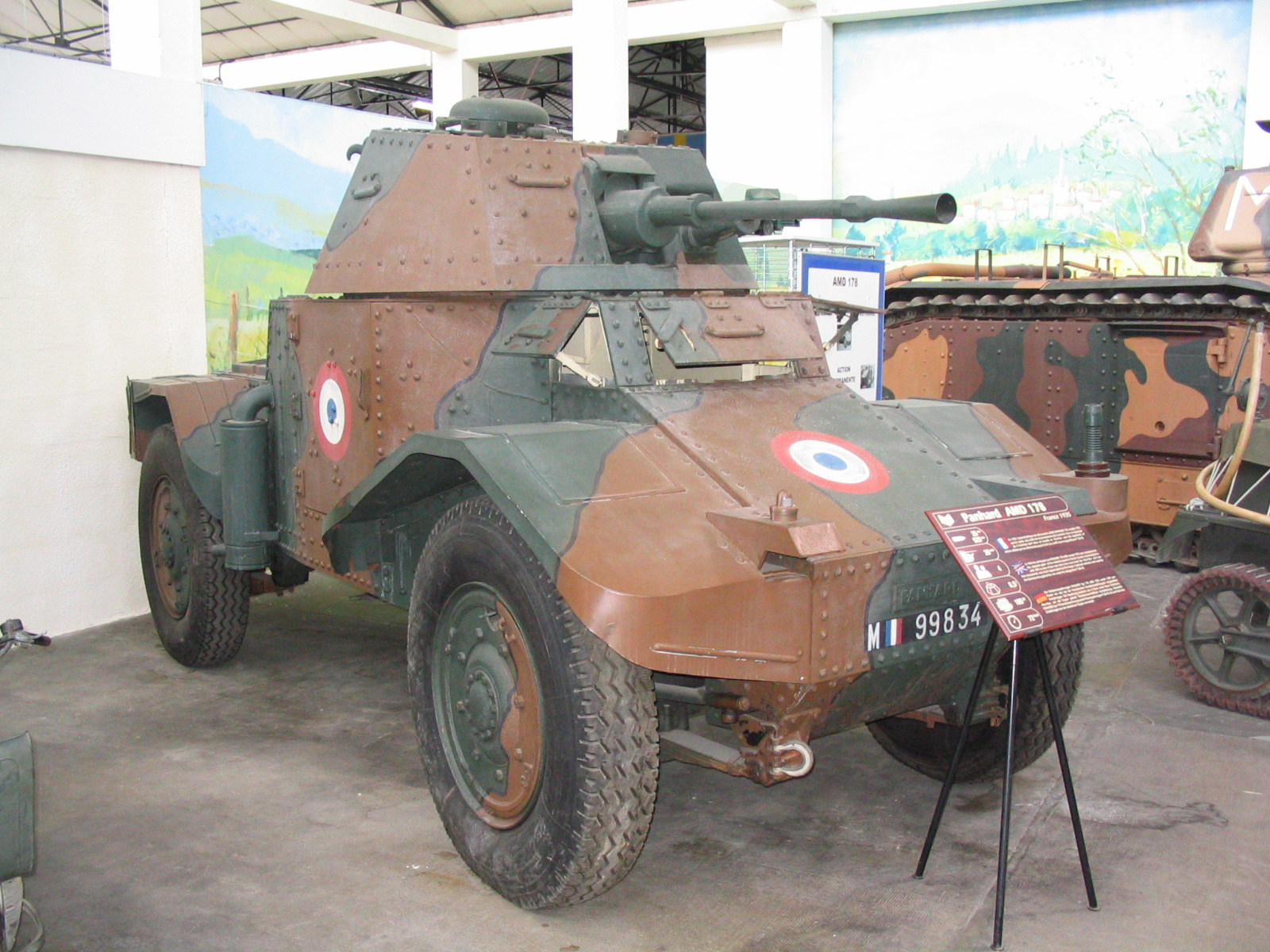
Panhard AMD-178.
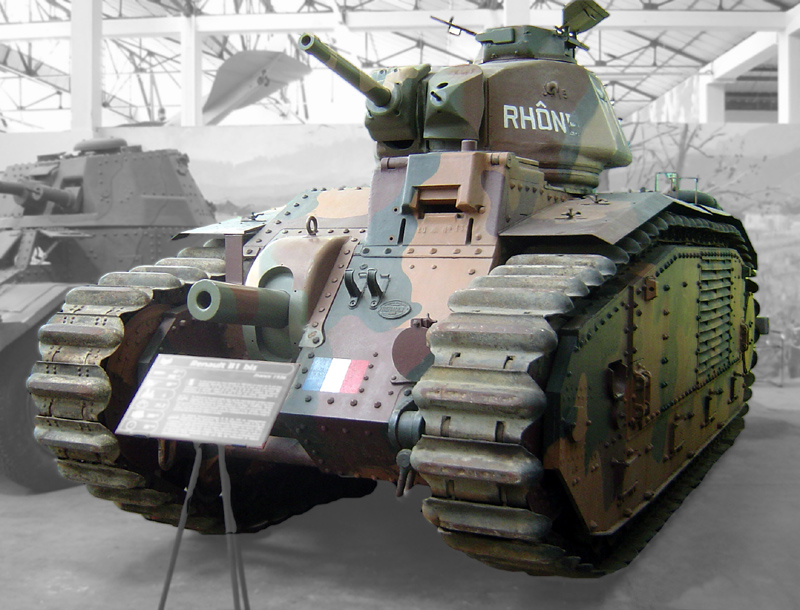
Renault B1 bis.
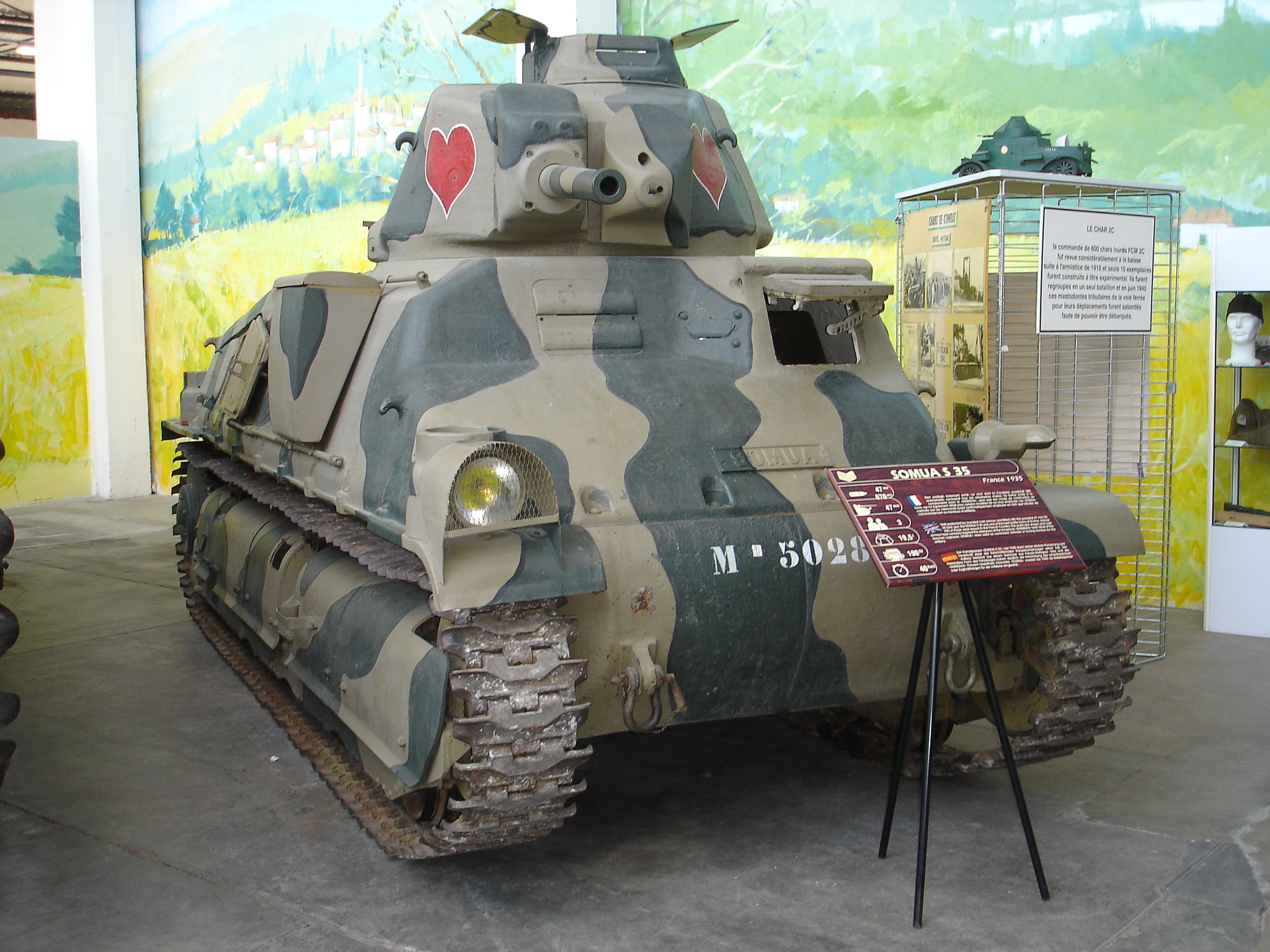
Somua S-35.
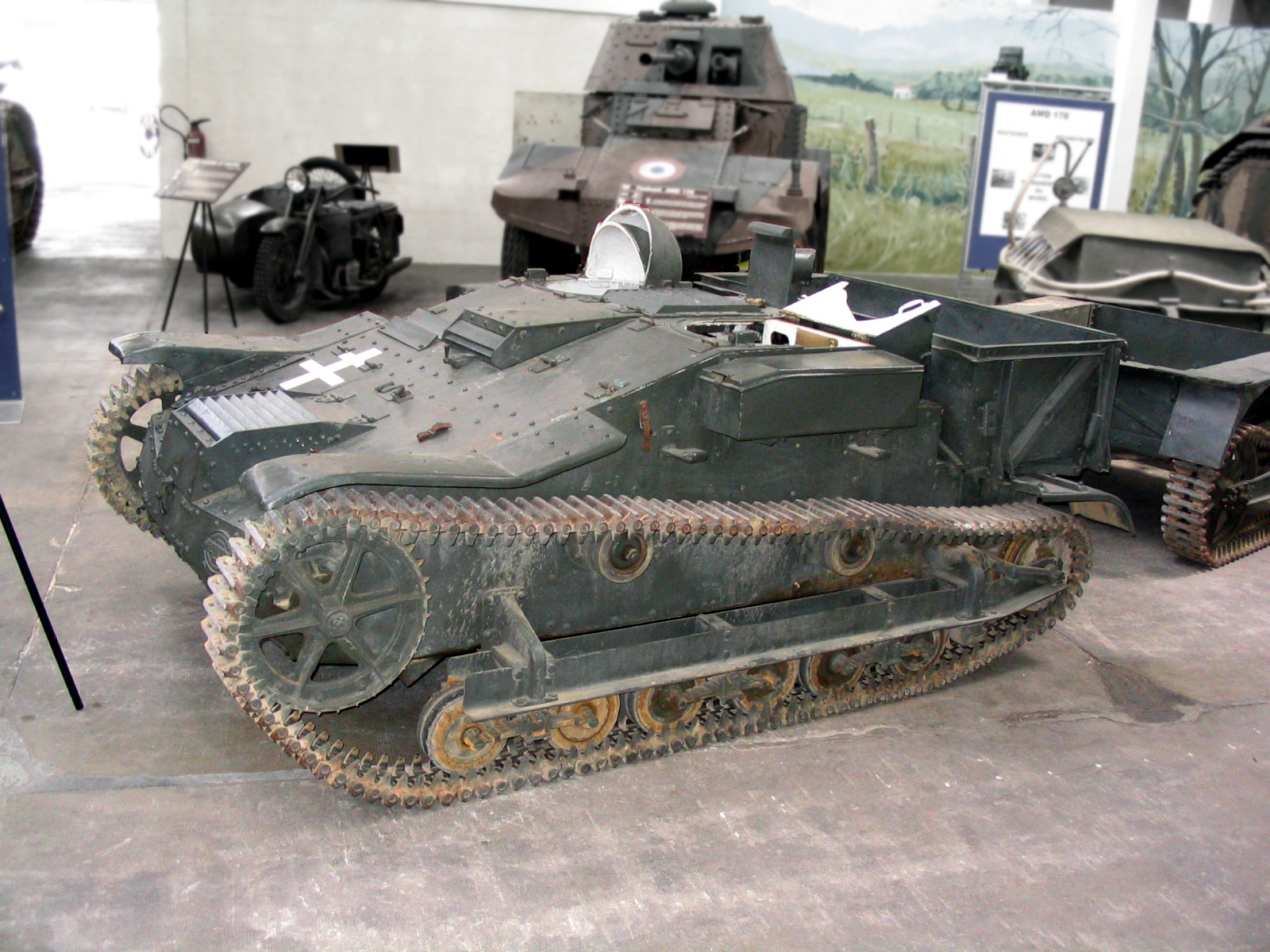
Renault UE-31.
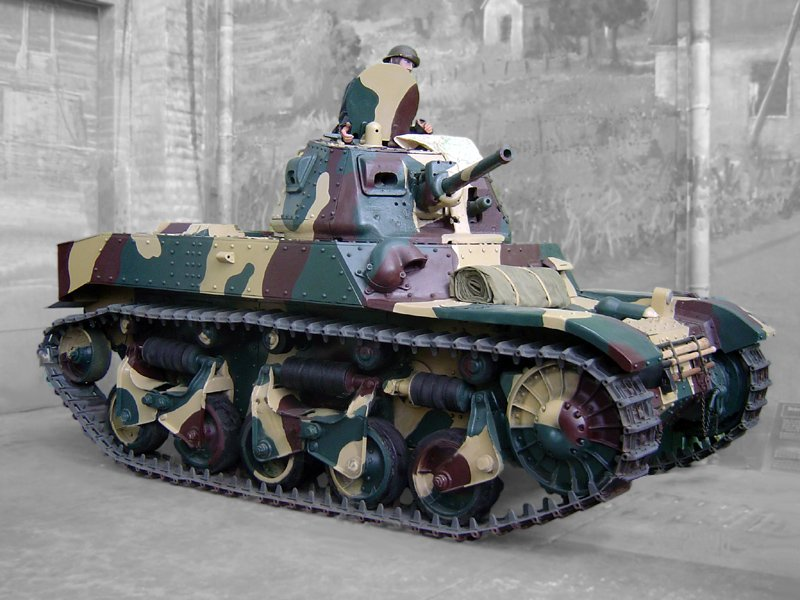
Renault AMC 35 ACG 1.
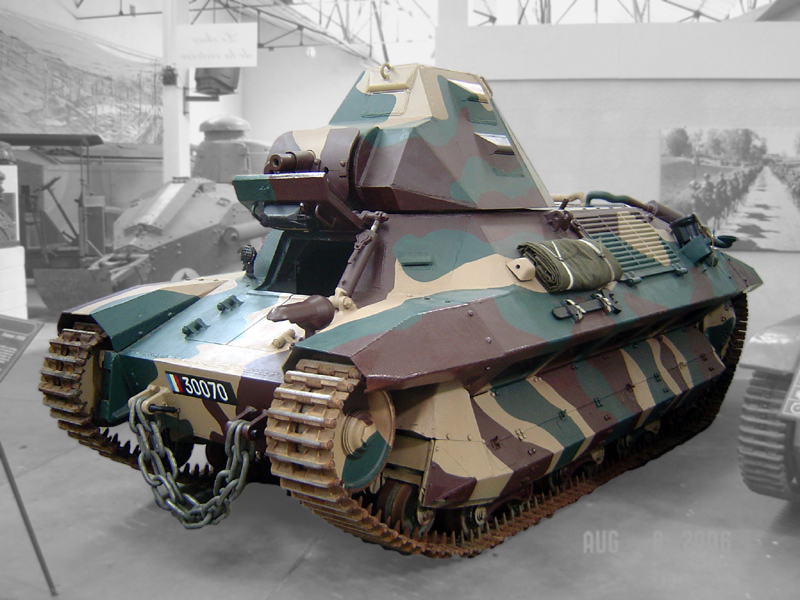
FCM 36.
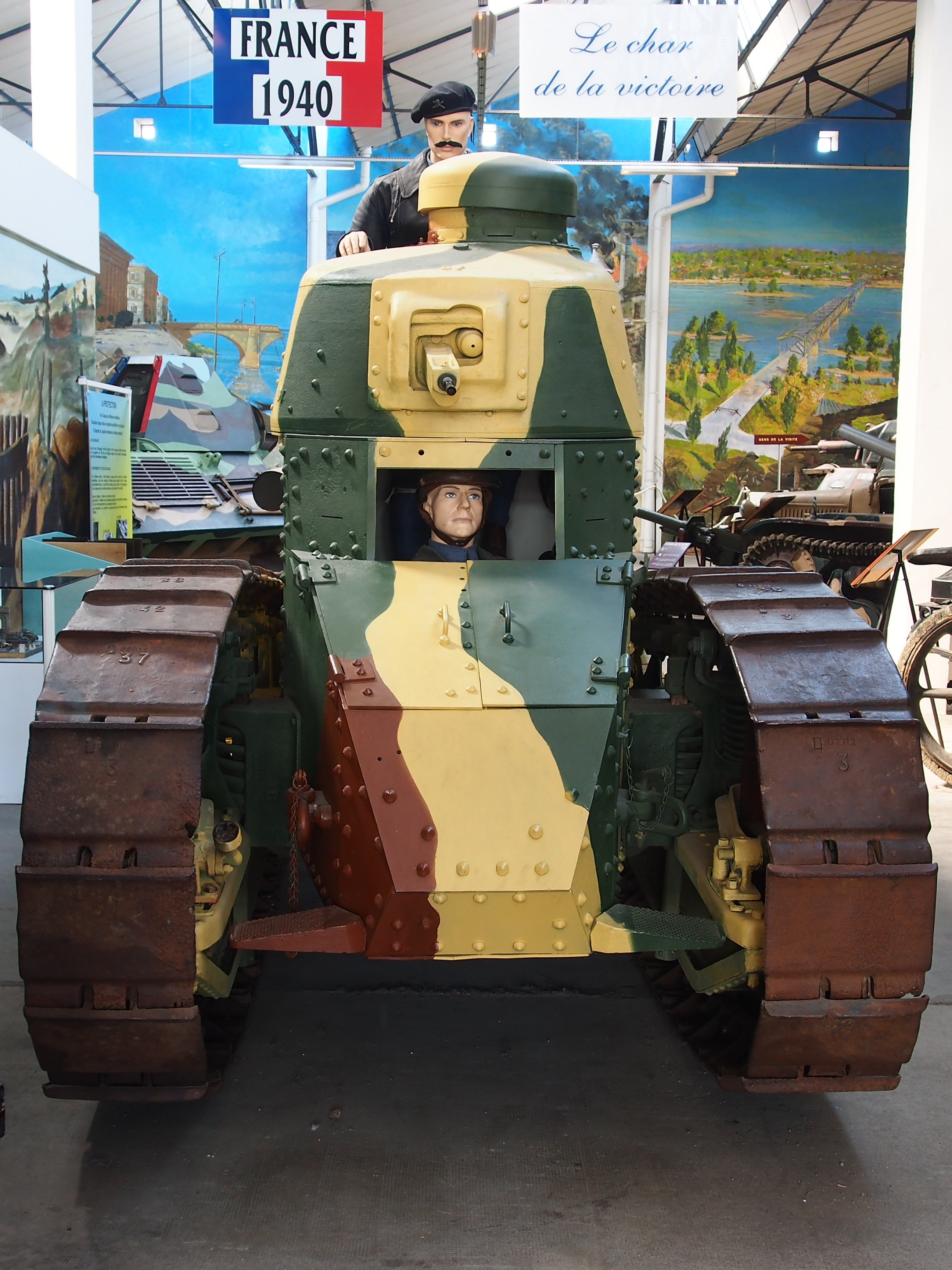
Renault FT.
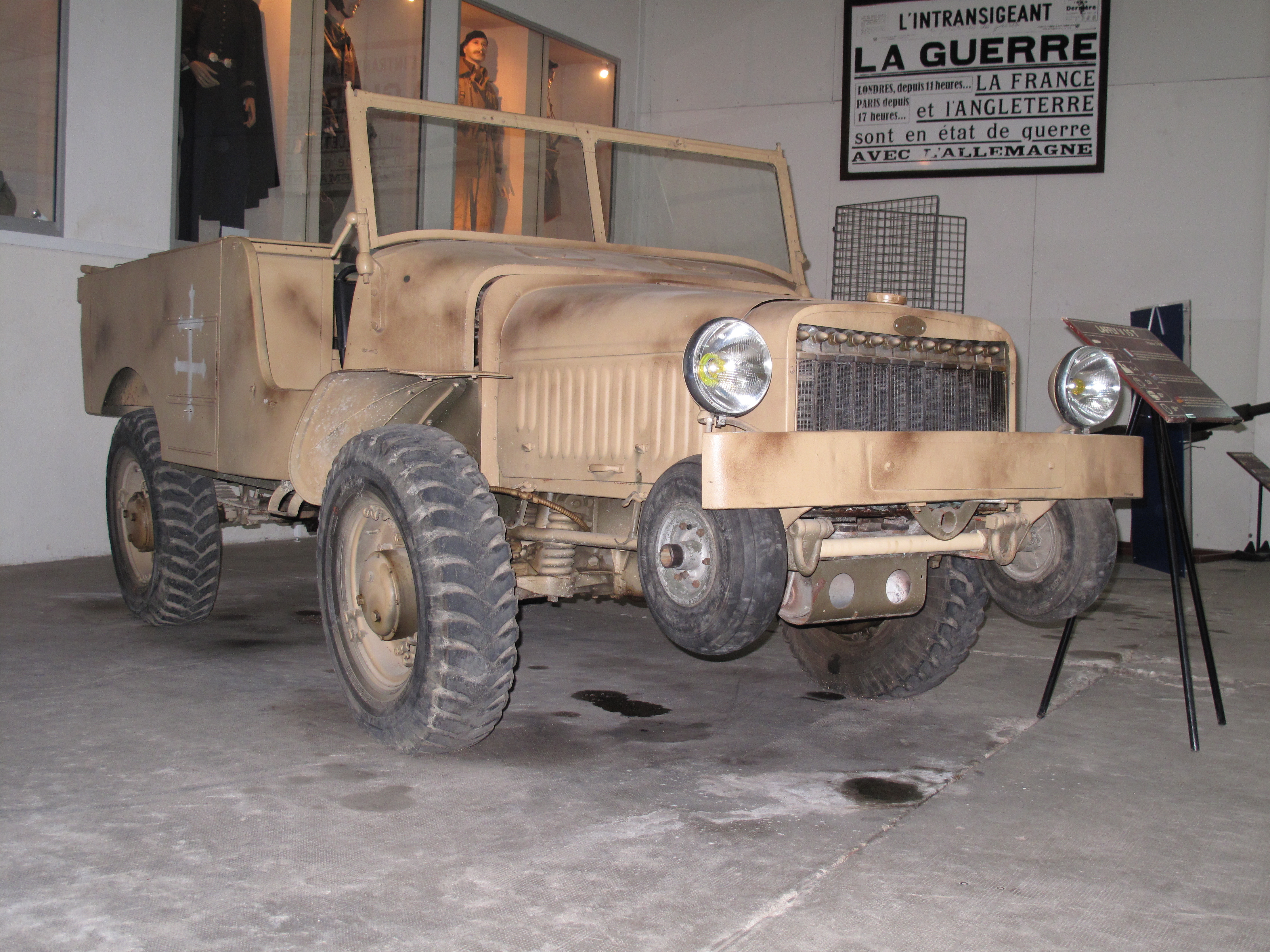
Laffly V15.
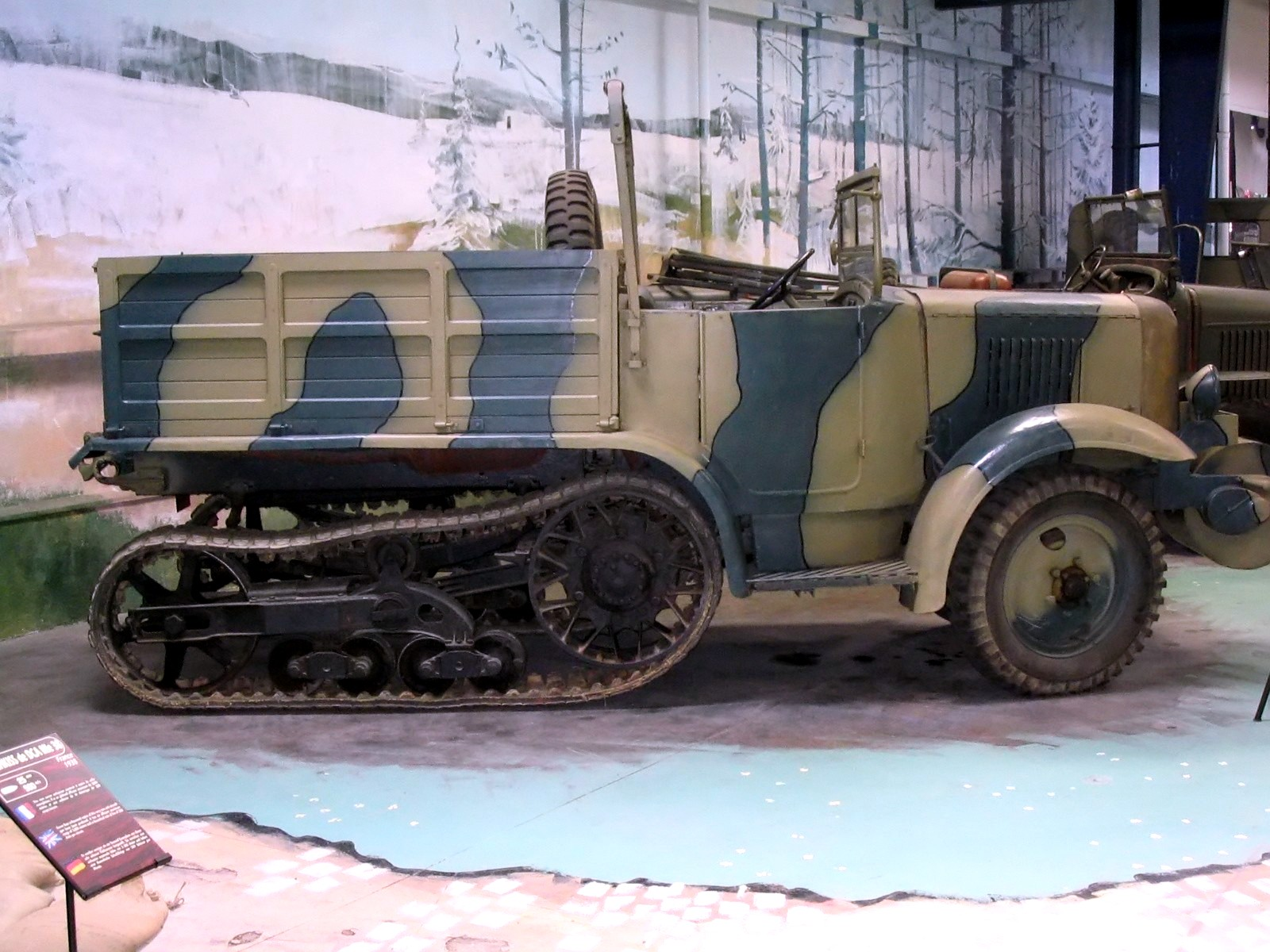
Unic P107.
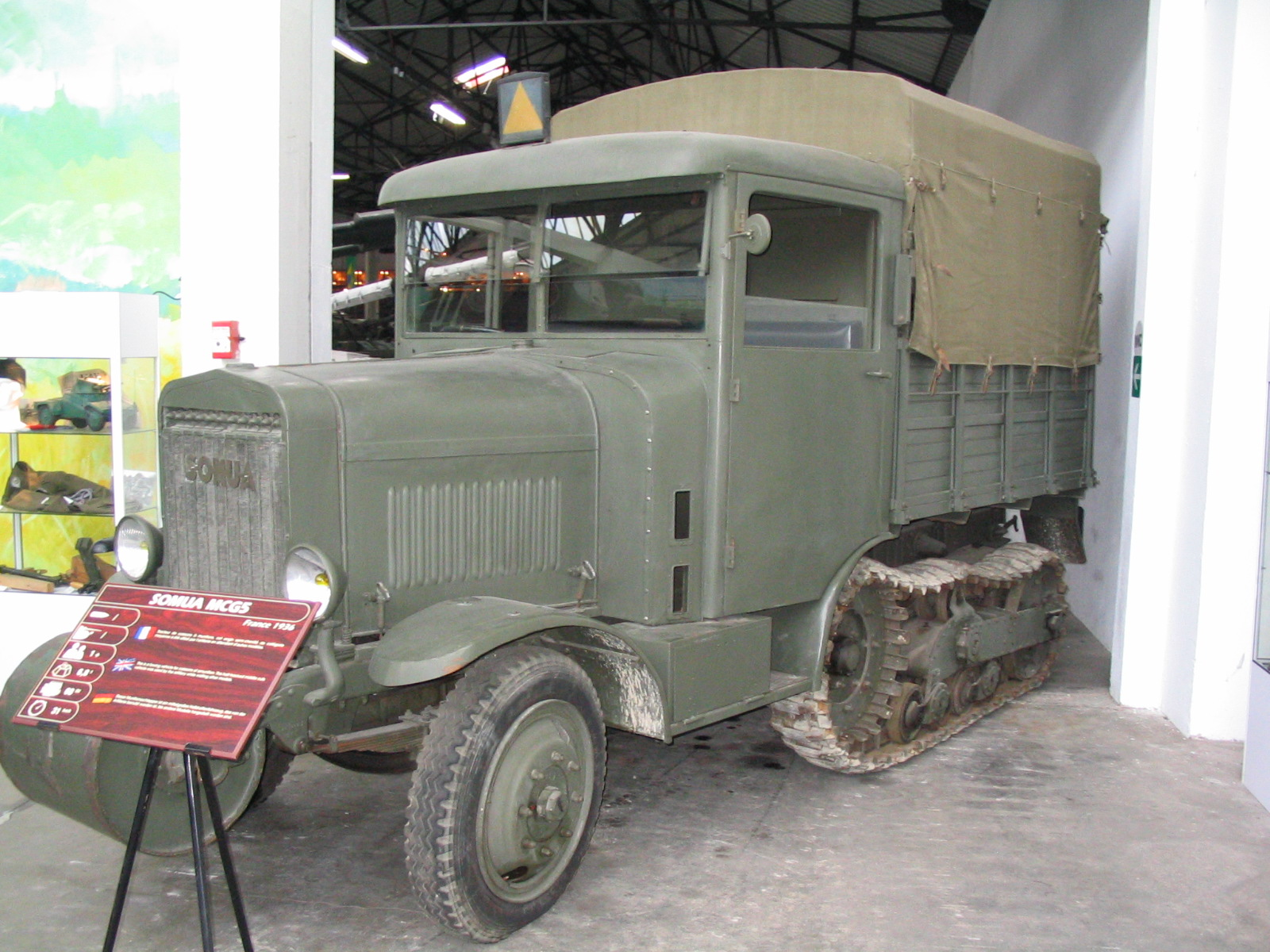
SOMUA MCG.
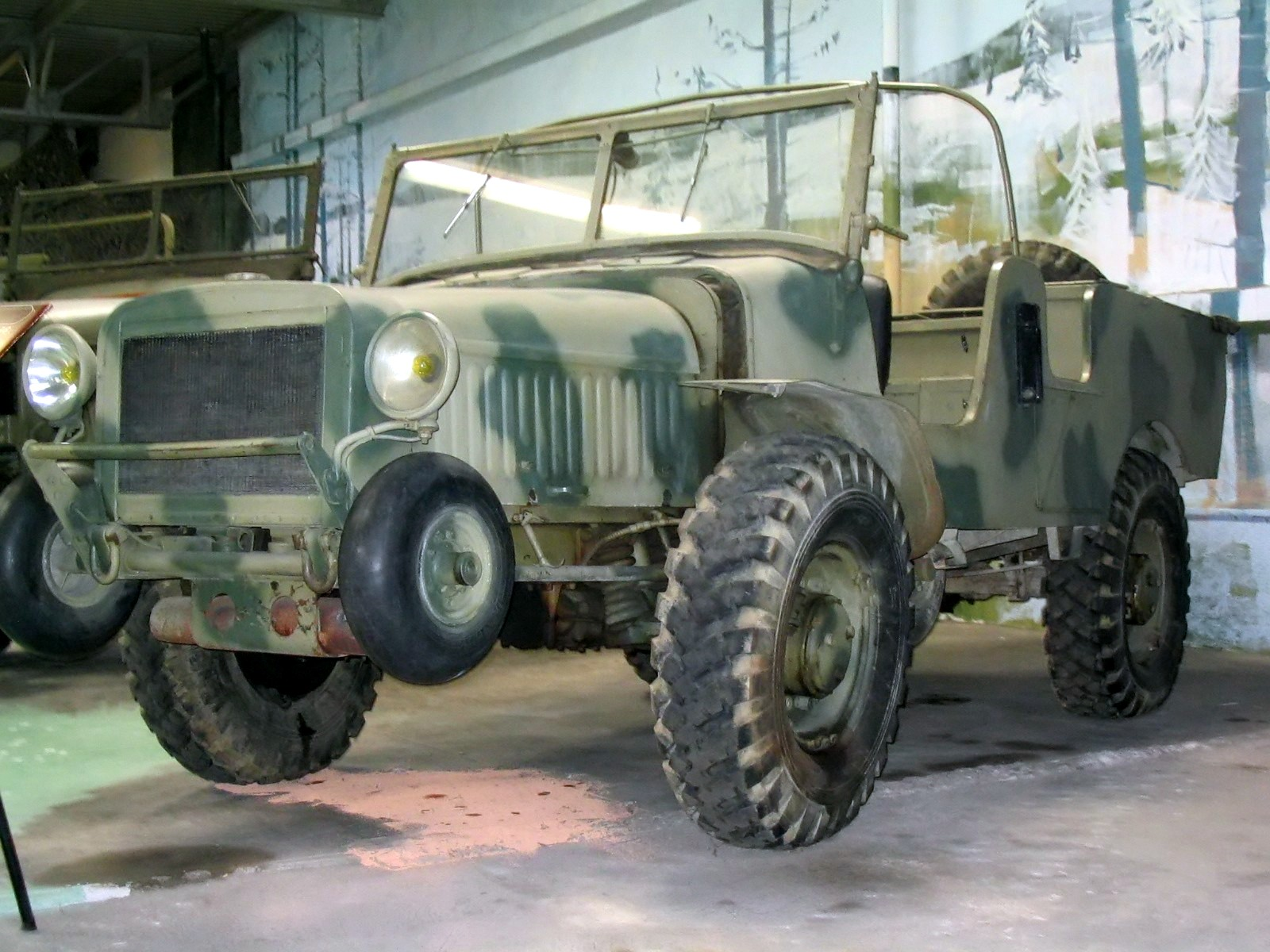
Laffly V15.
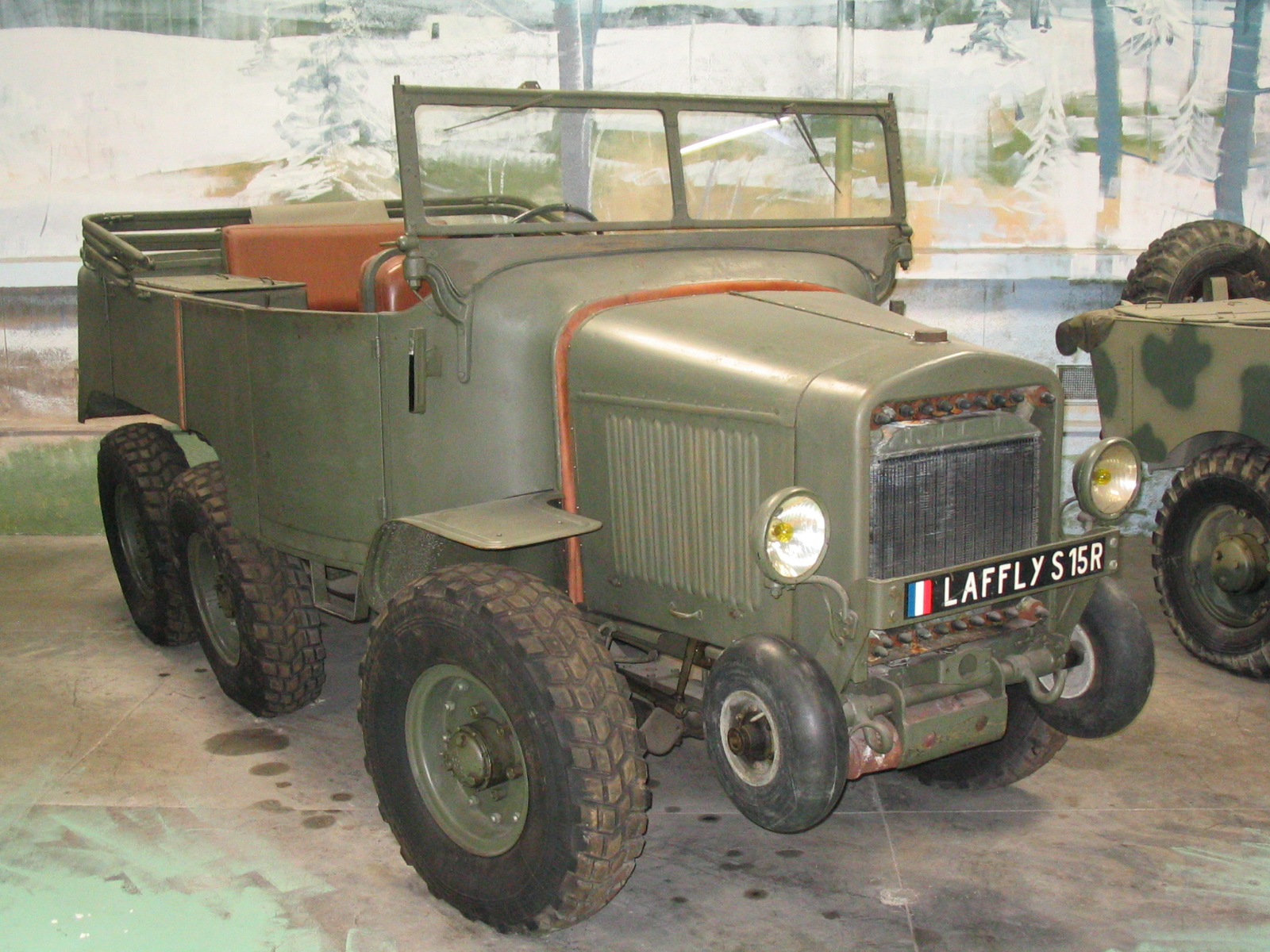
Laffly S15R 6×6.
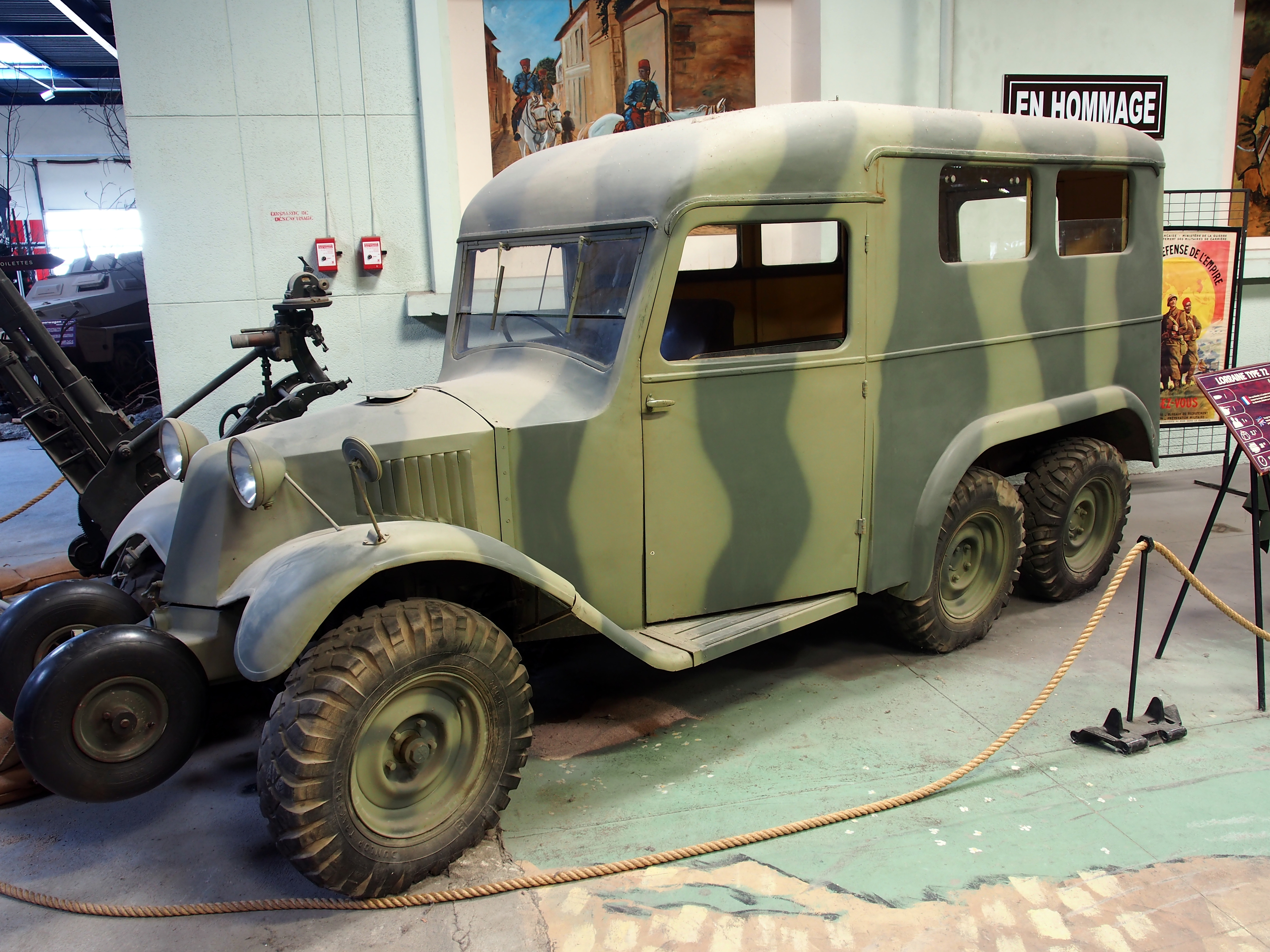
Lorraine 72.

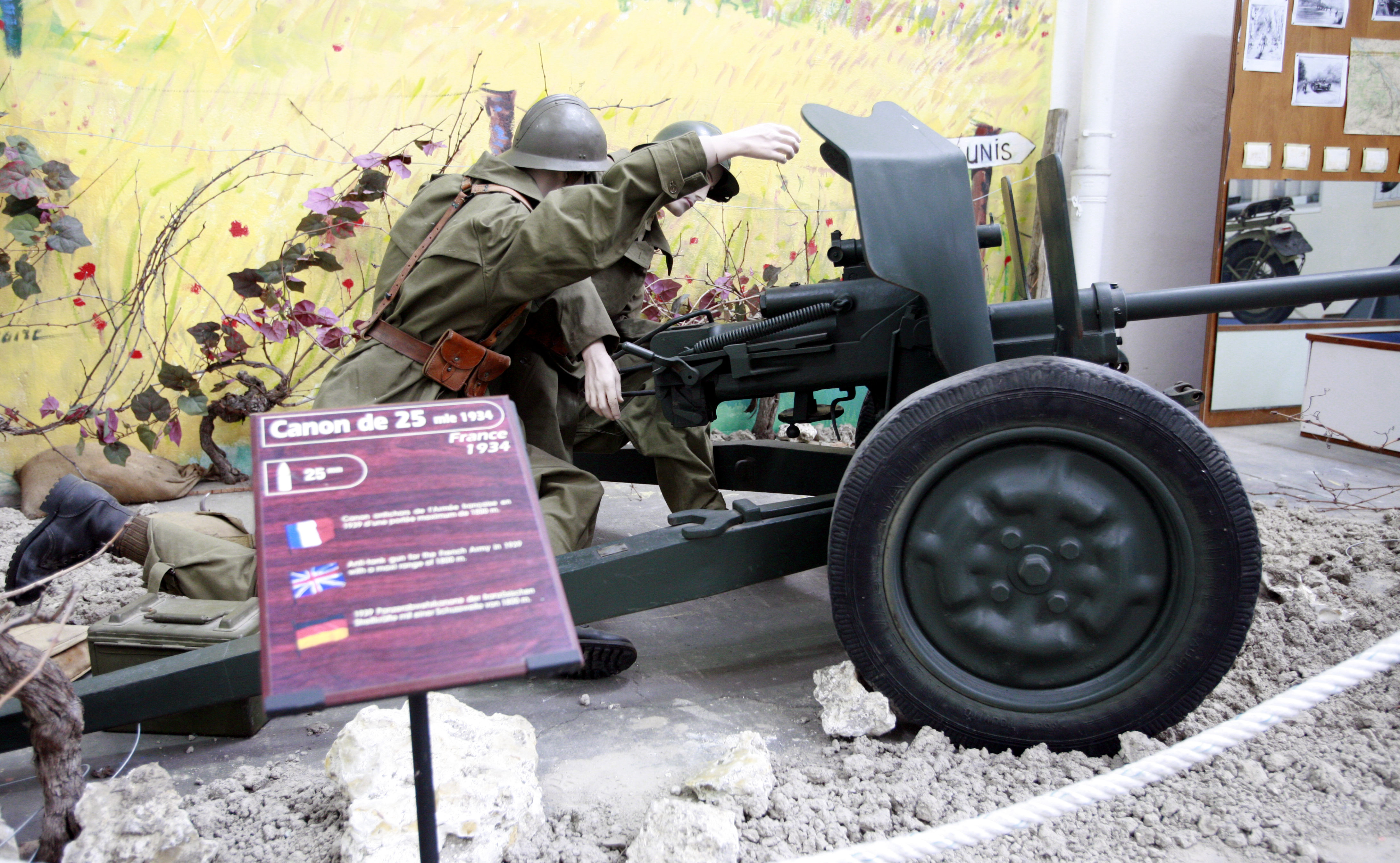
Canon léger de 25 antichar SA-L modèle 1934

### SalleLes Allemands, Seconde Guerre mondiale
La deuxième salle du musée rassemble les blindés allemands utilisés lors de la Seconde Guerre mondiale. C'est la salle la plus vaste du musée, rassemblant vingt-huit blindés différents : un SdKfz 10, un Marder I, un Obusier FH 18M sur H-39, un Marder III Ausf. M, un Marder 38, un Wespe, un Maultier, un Jagdpanzer 38(t) (G-13), un Klein Kettenkrad, des Panzer II, Panzer II Luchs, III, IV, un Sturmgeschütz III, des Tigre I, un Tigre II (dernier à être en état de marche), un Brummbär, un Sturmhaubitze III, un Jagdpanzer IV, une moto Zündapp, un SdKfz 251, un Jagdpanther, un Jagdpanzer IV/70 (A) Zwischenlosung, deux Panther, un Bergepanther, un Möbelwagen, et un Hummel.

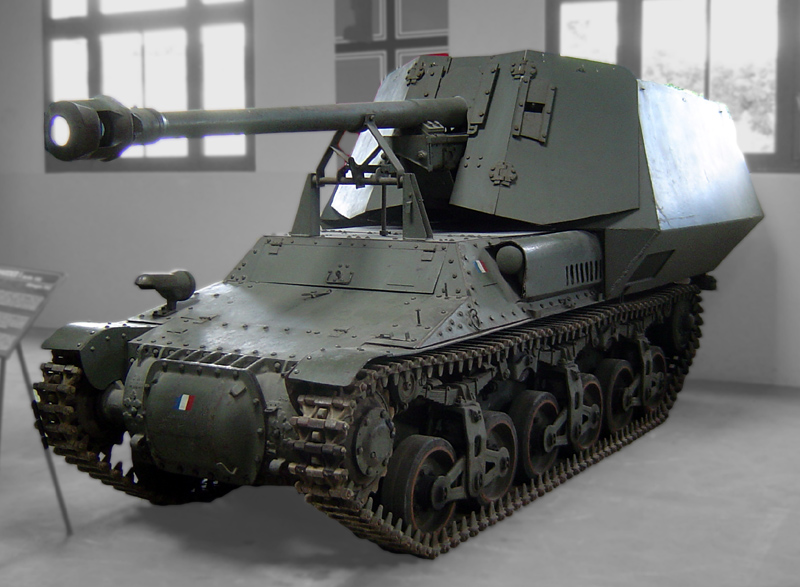
Marder I.
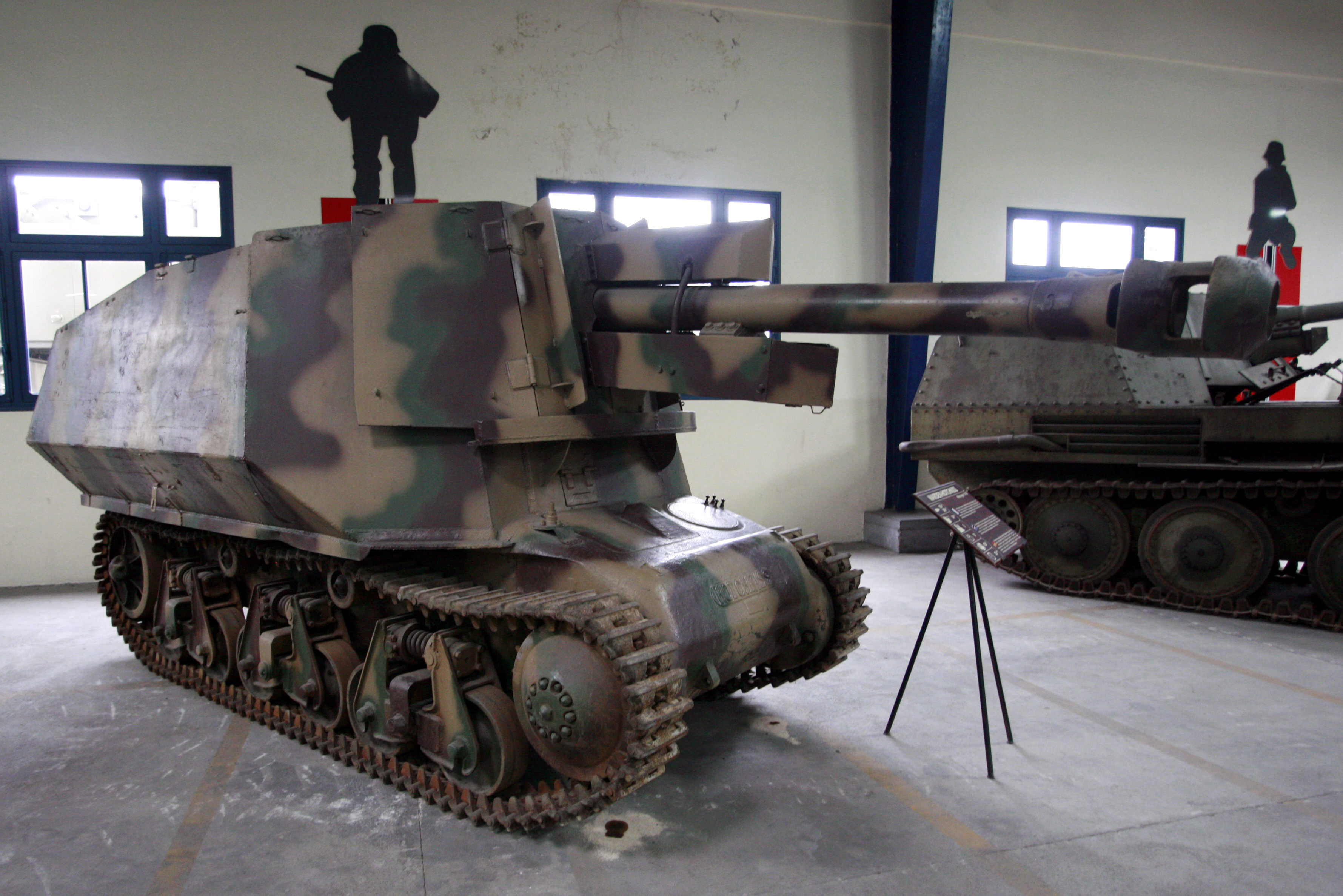
Obusier FH 18M sur H-39.
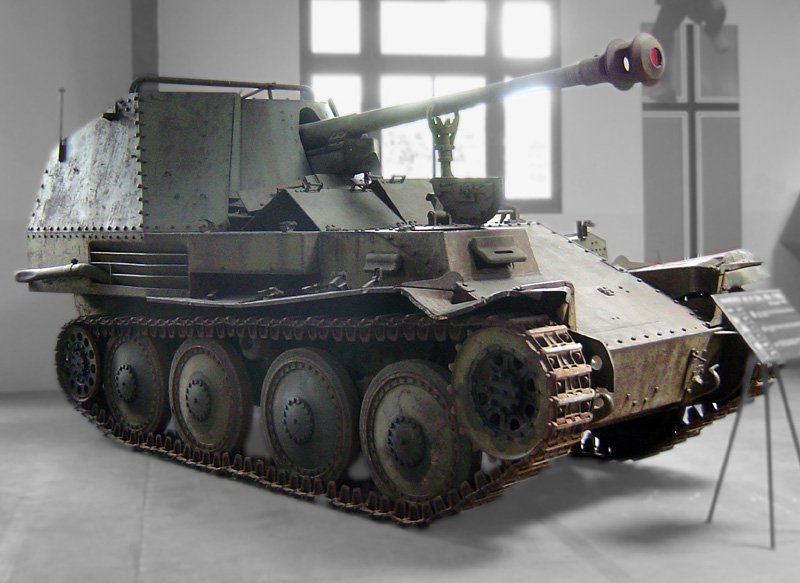
Marder III Ausf. M.
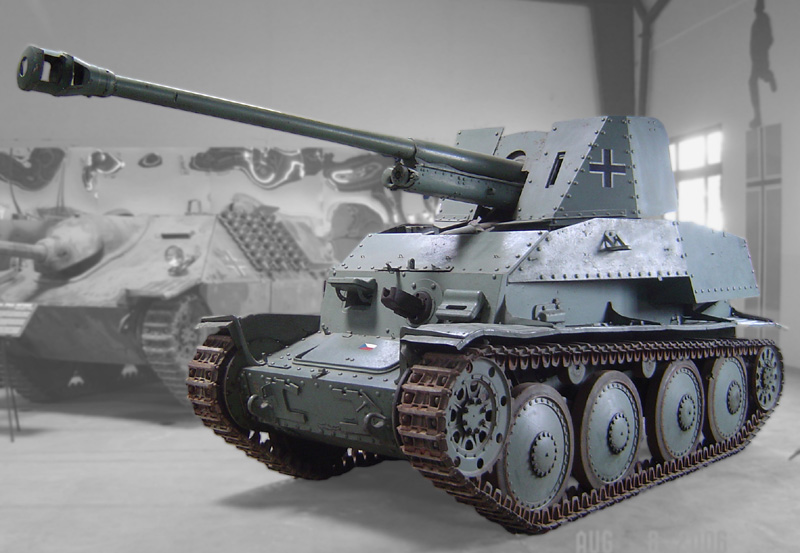
Marder III 38 (Sd.Kfz.139).
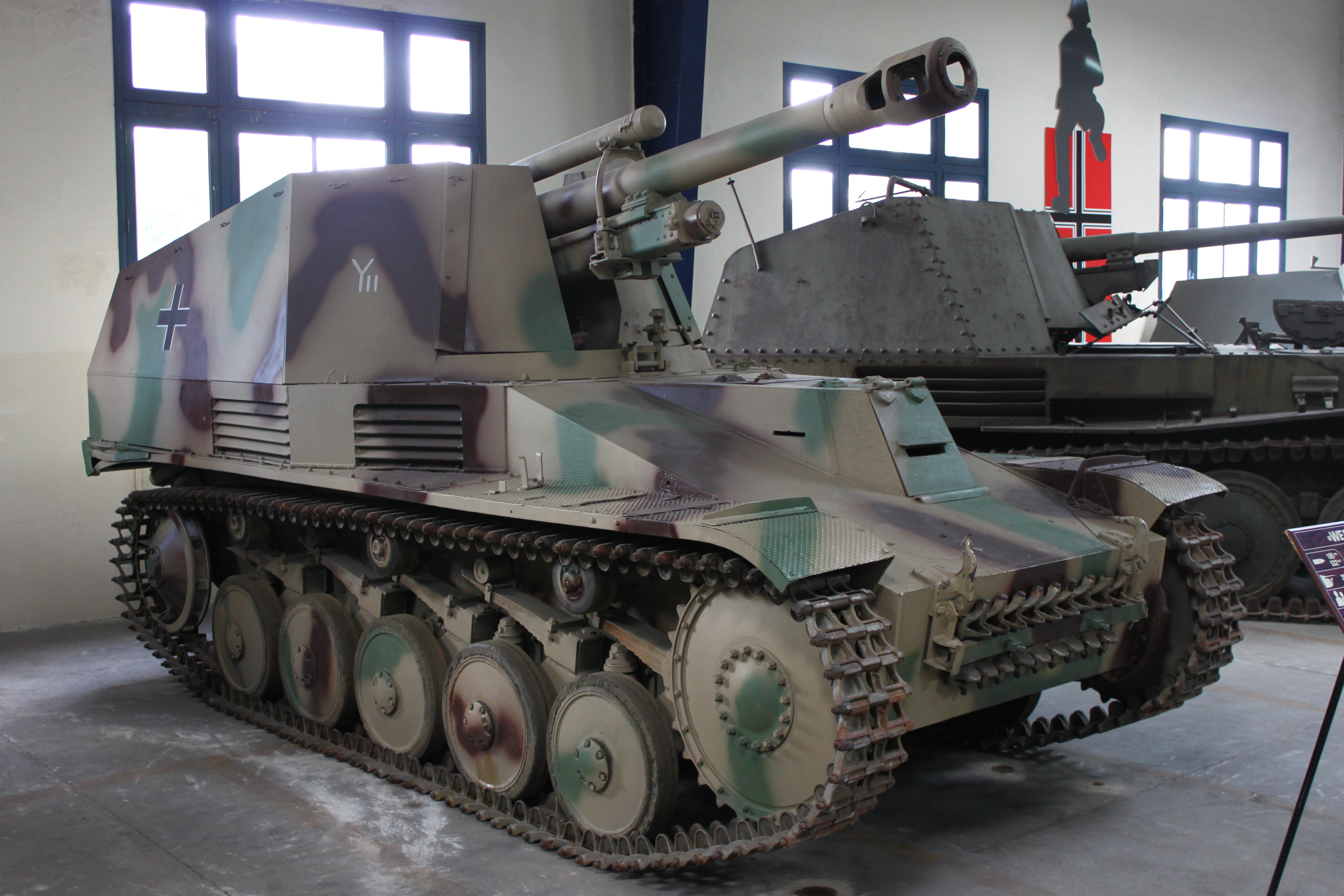
Wespe.
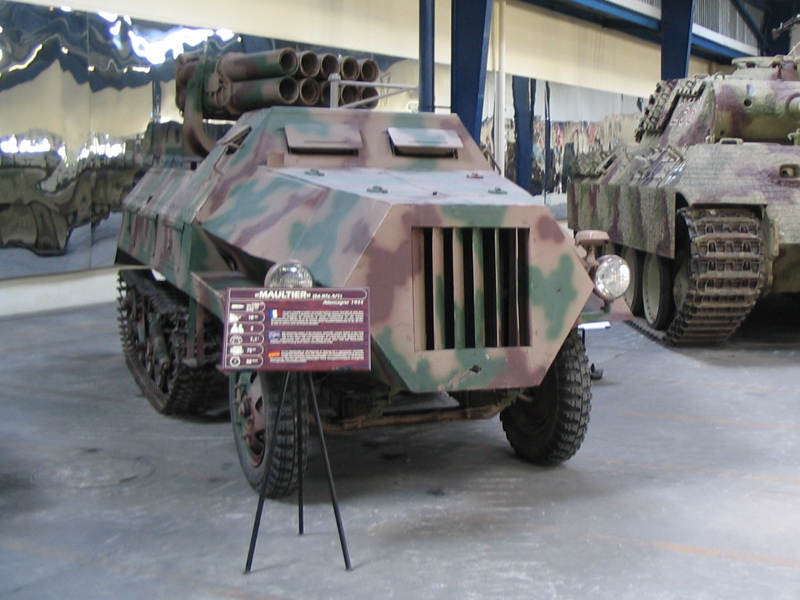
Maultier.
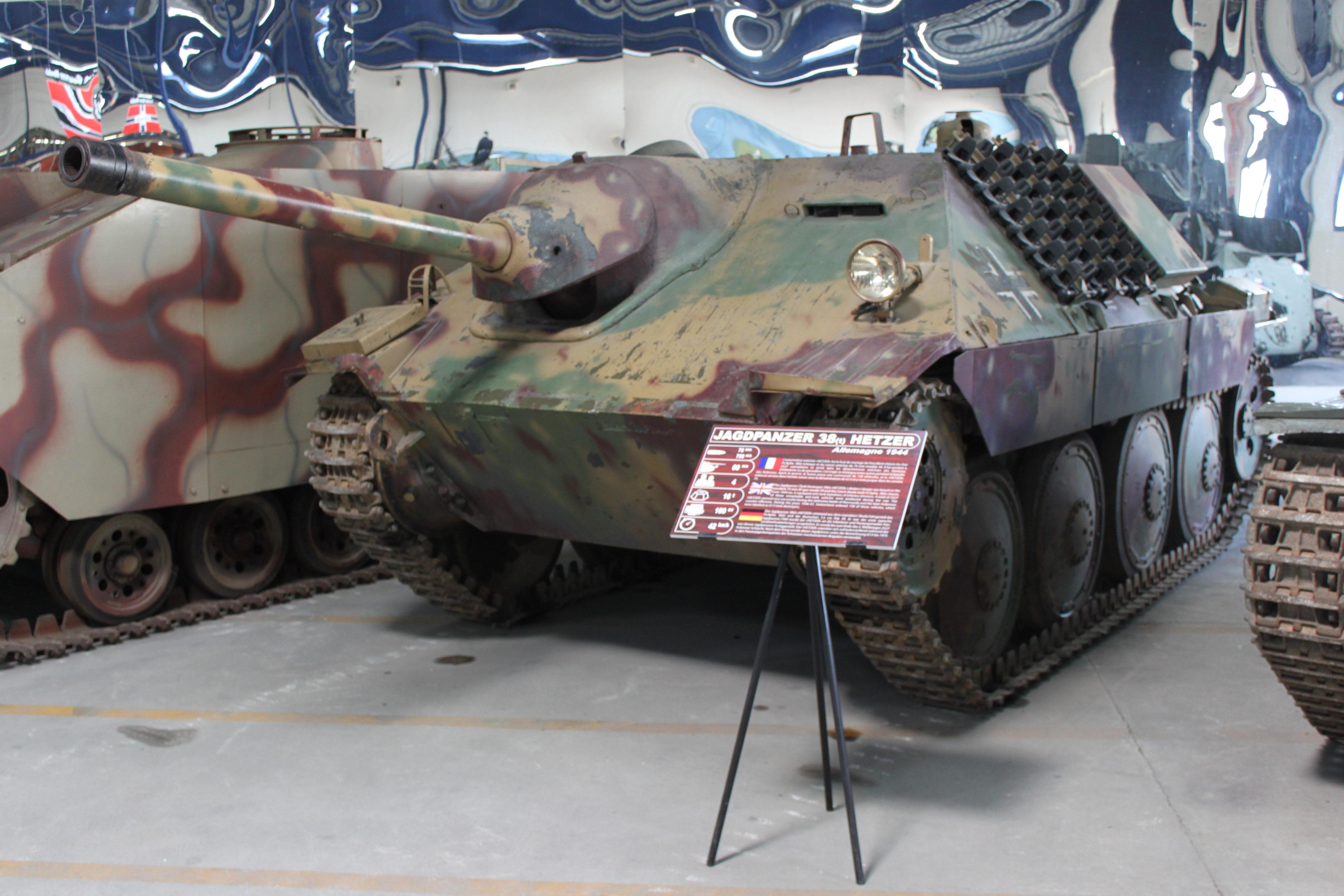
Jagdpanzer 38(t) Hetzer (G-13).
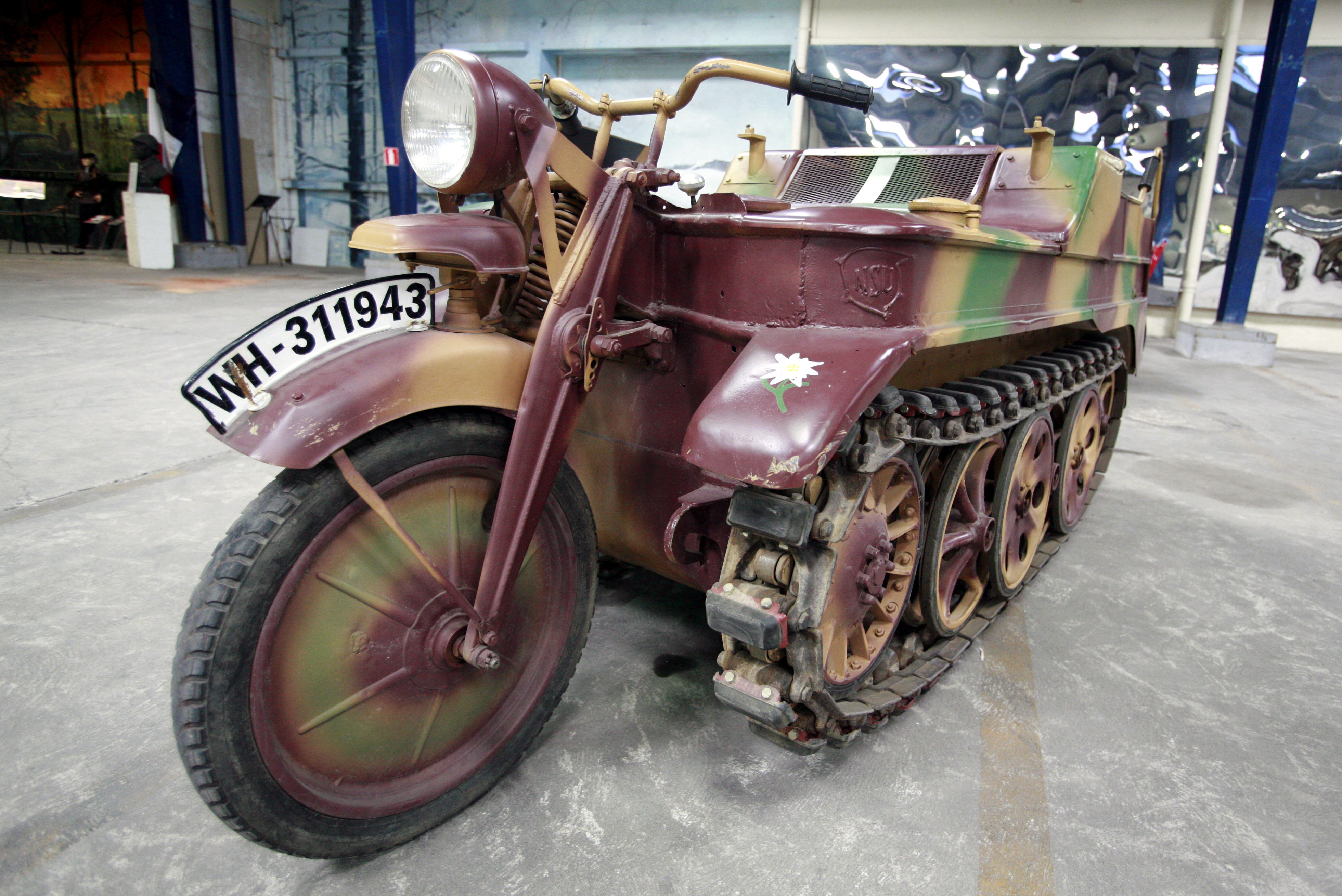
Kettenkrad.
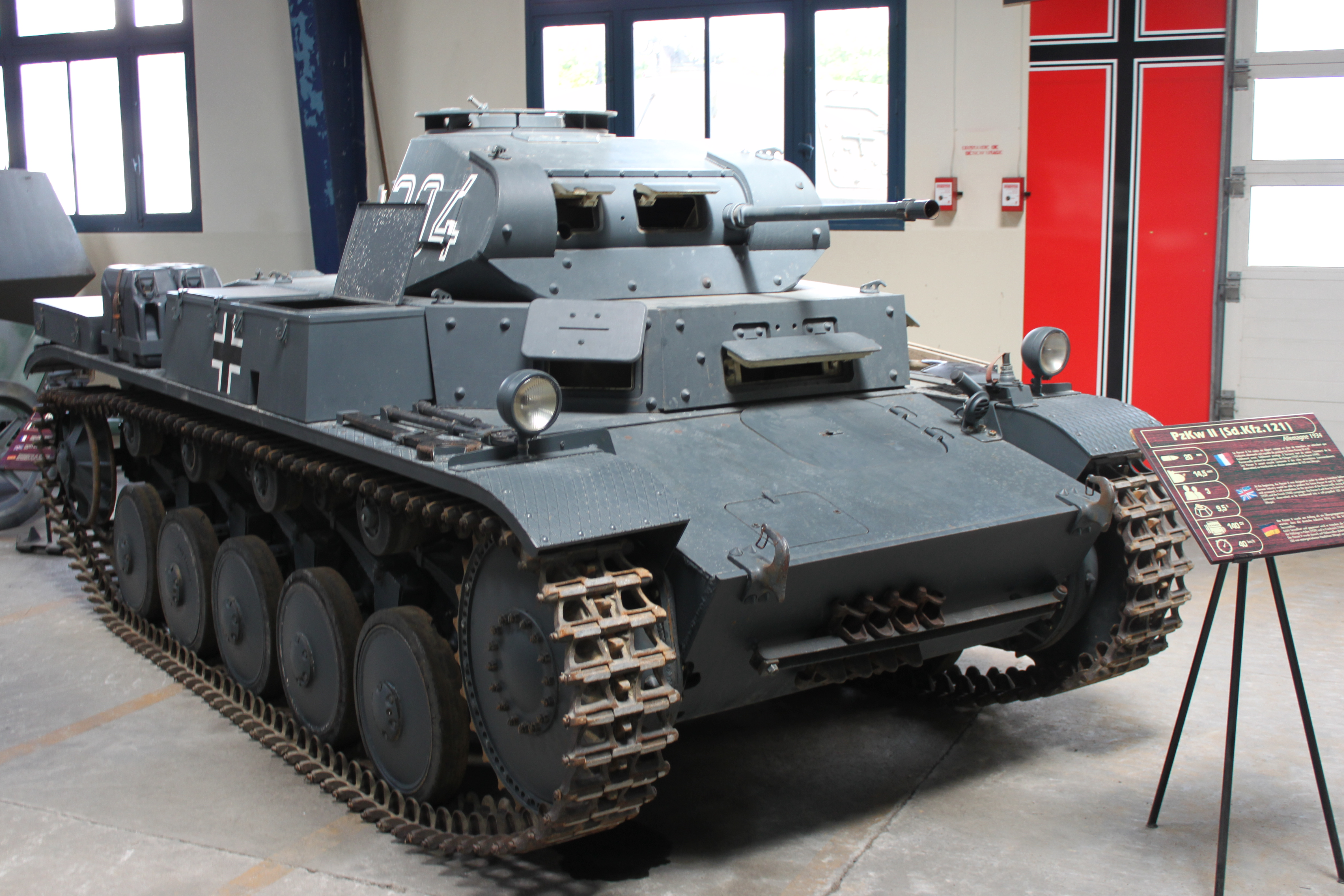
Panzer II.
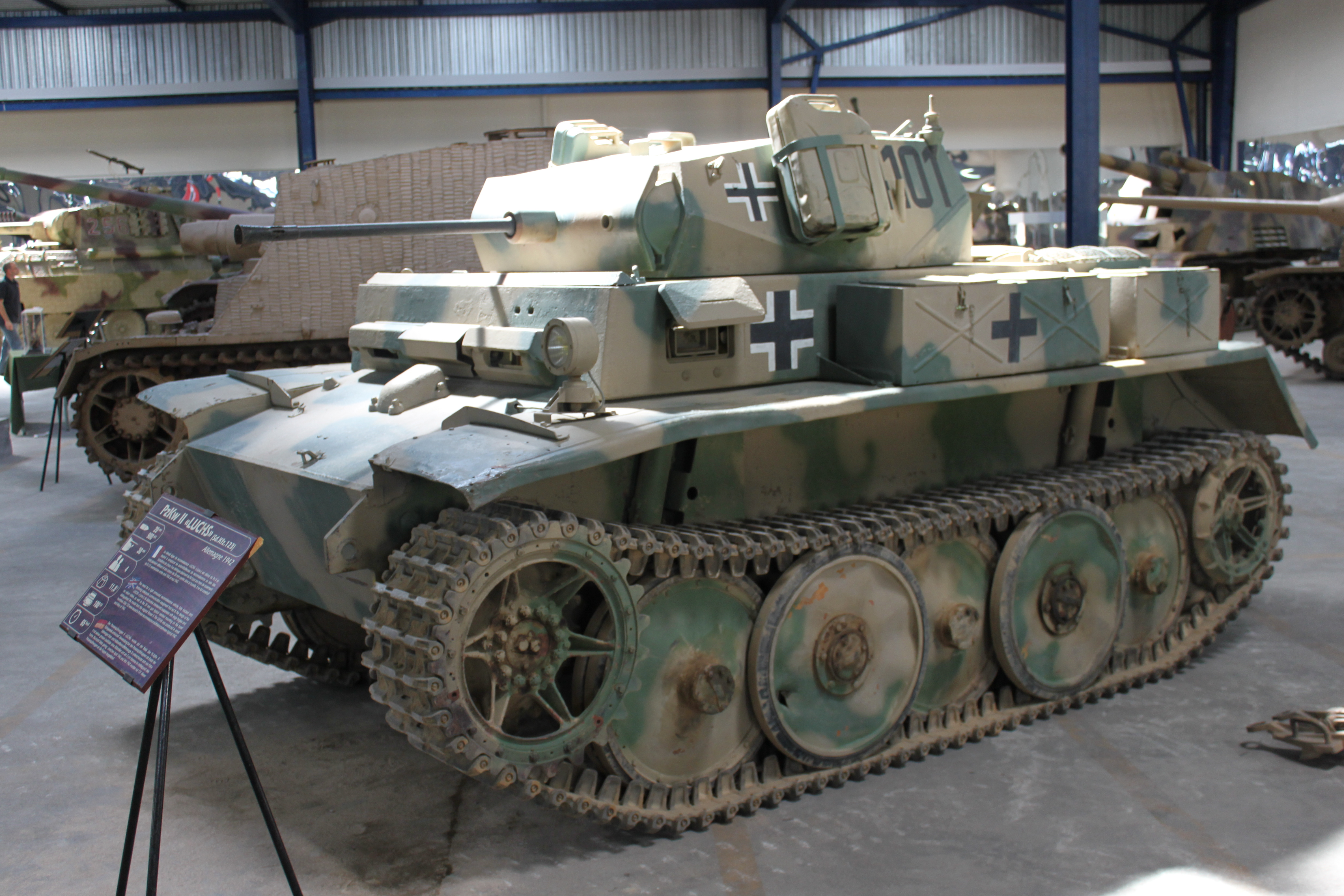
Panzer II Luchs.
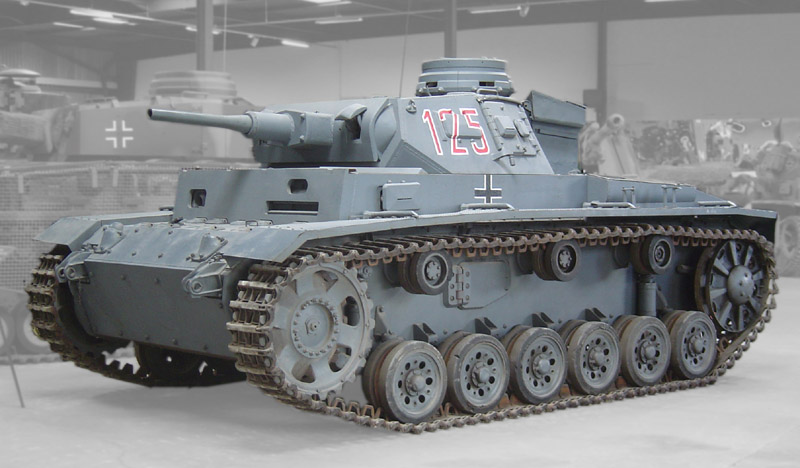
Panzer III.
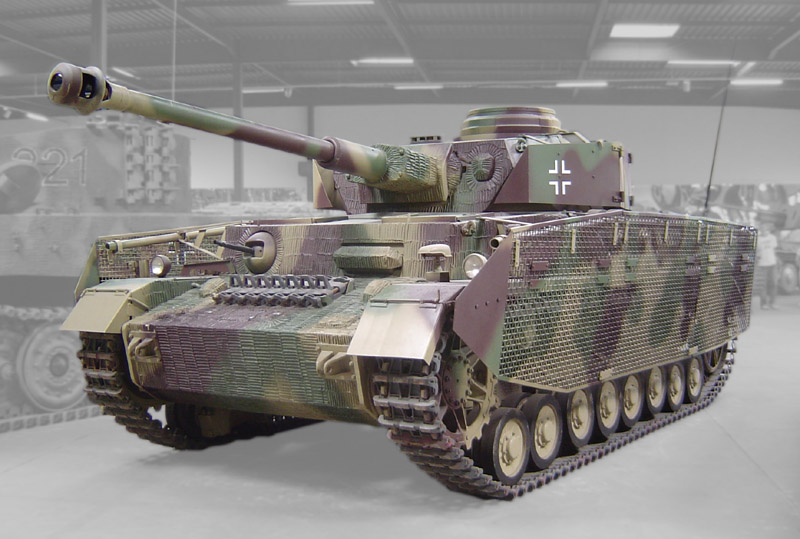
Panzer IV.
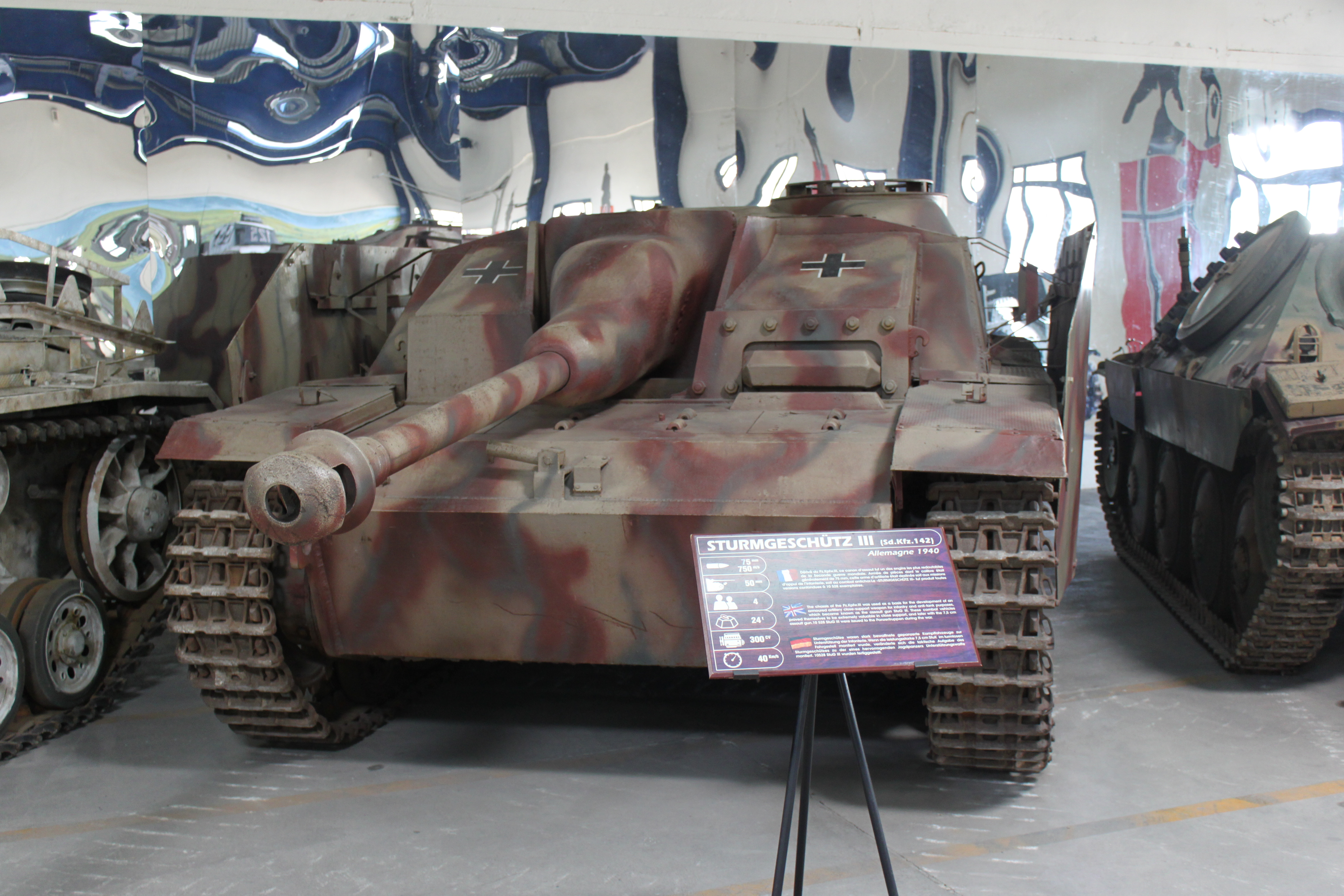
Sturmgeschütz III.
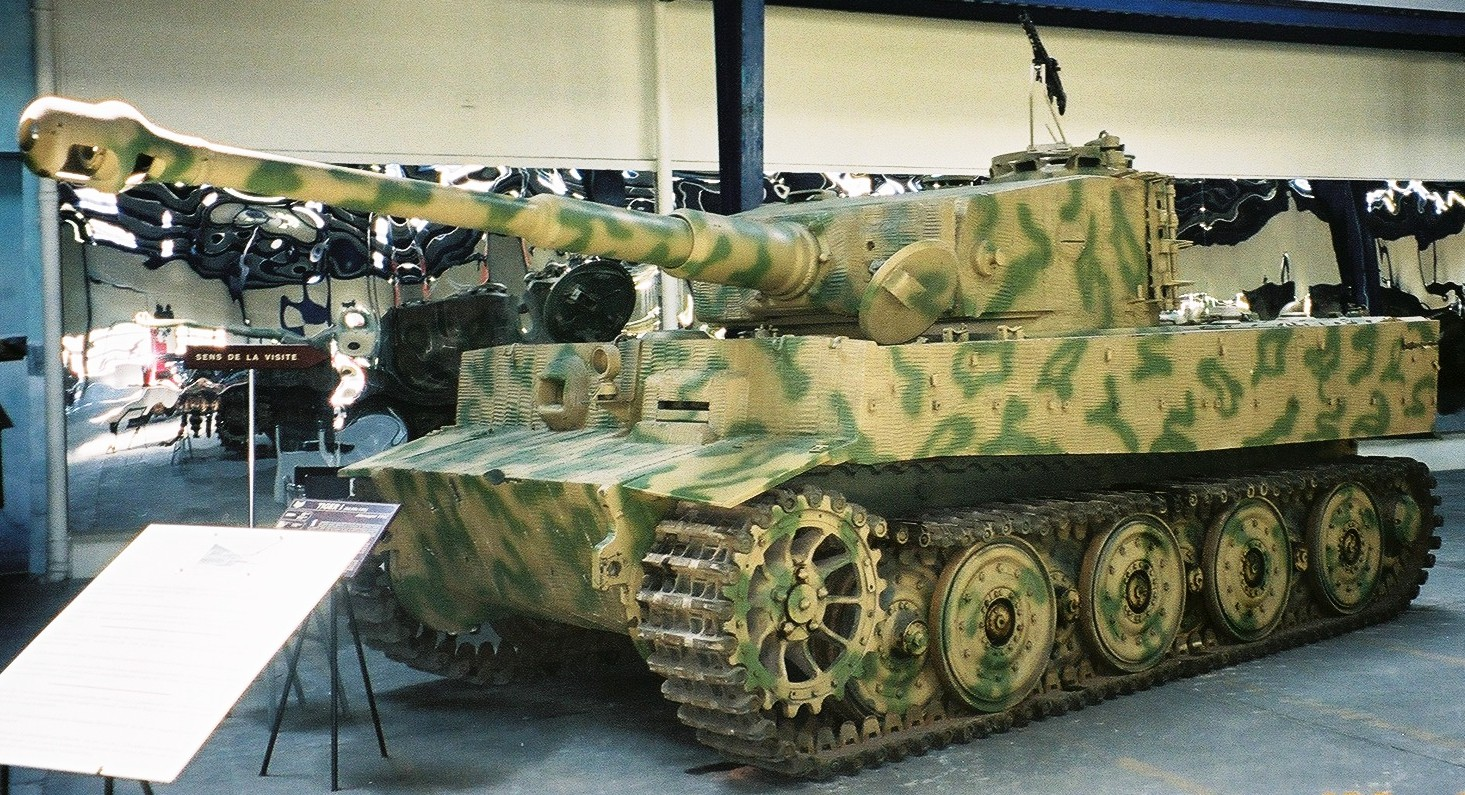
Tigre I.
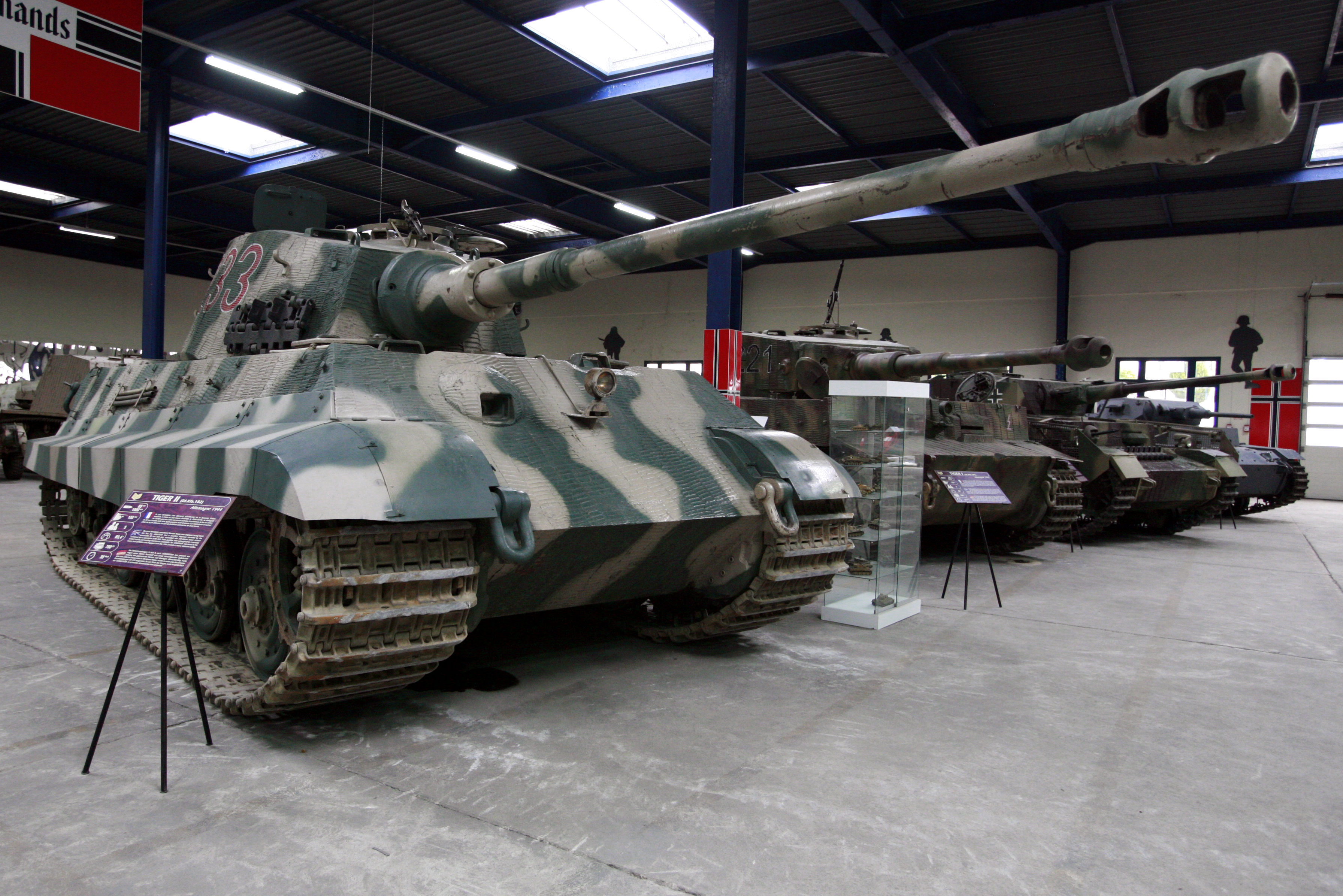
Tigre II.
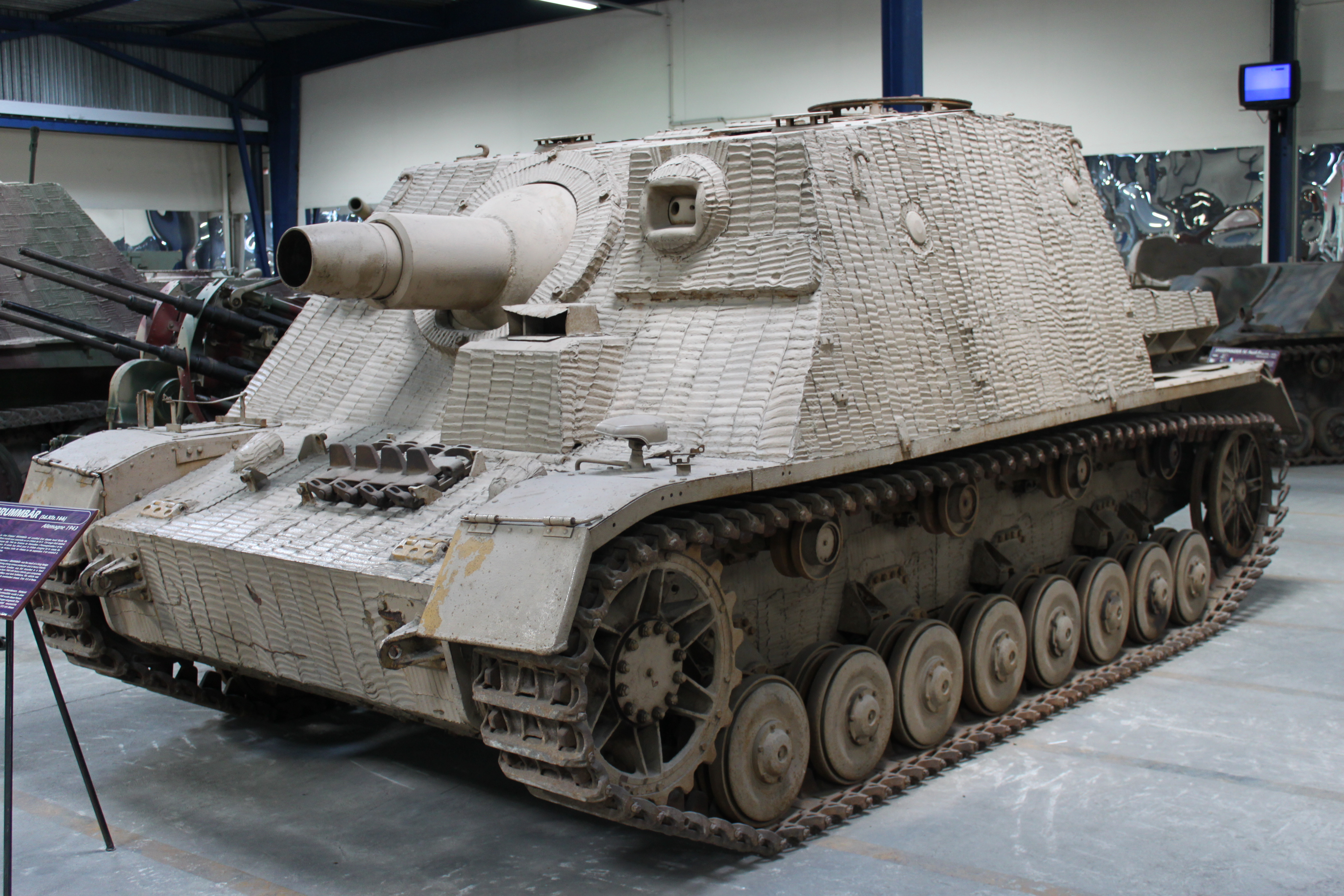
Brummbär.
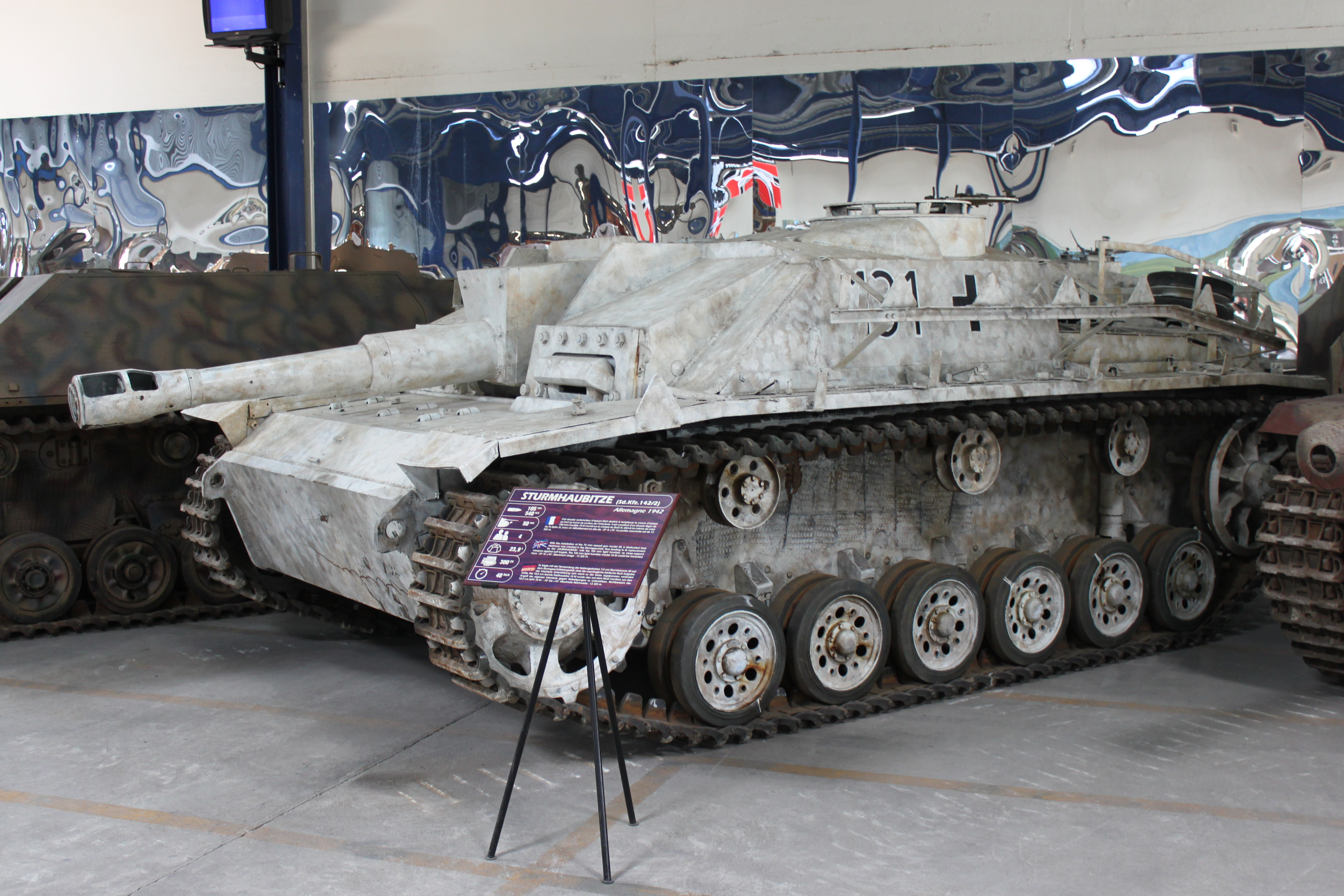
Sturmhaubitze III.
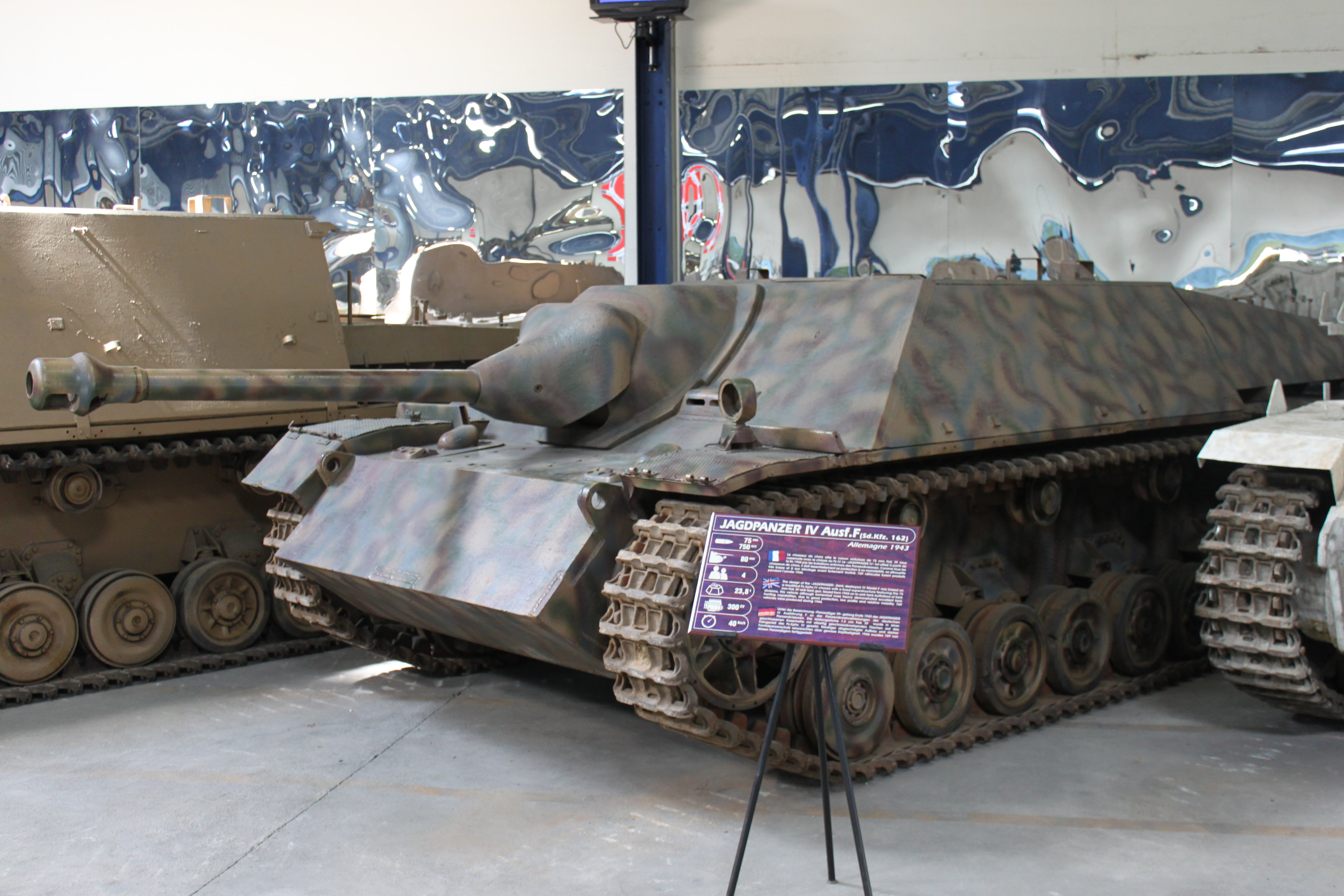
Jagdpanzer IV.
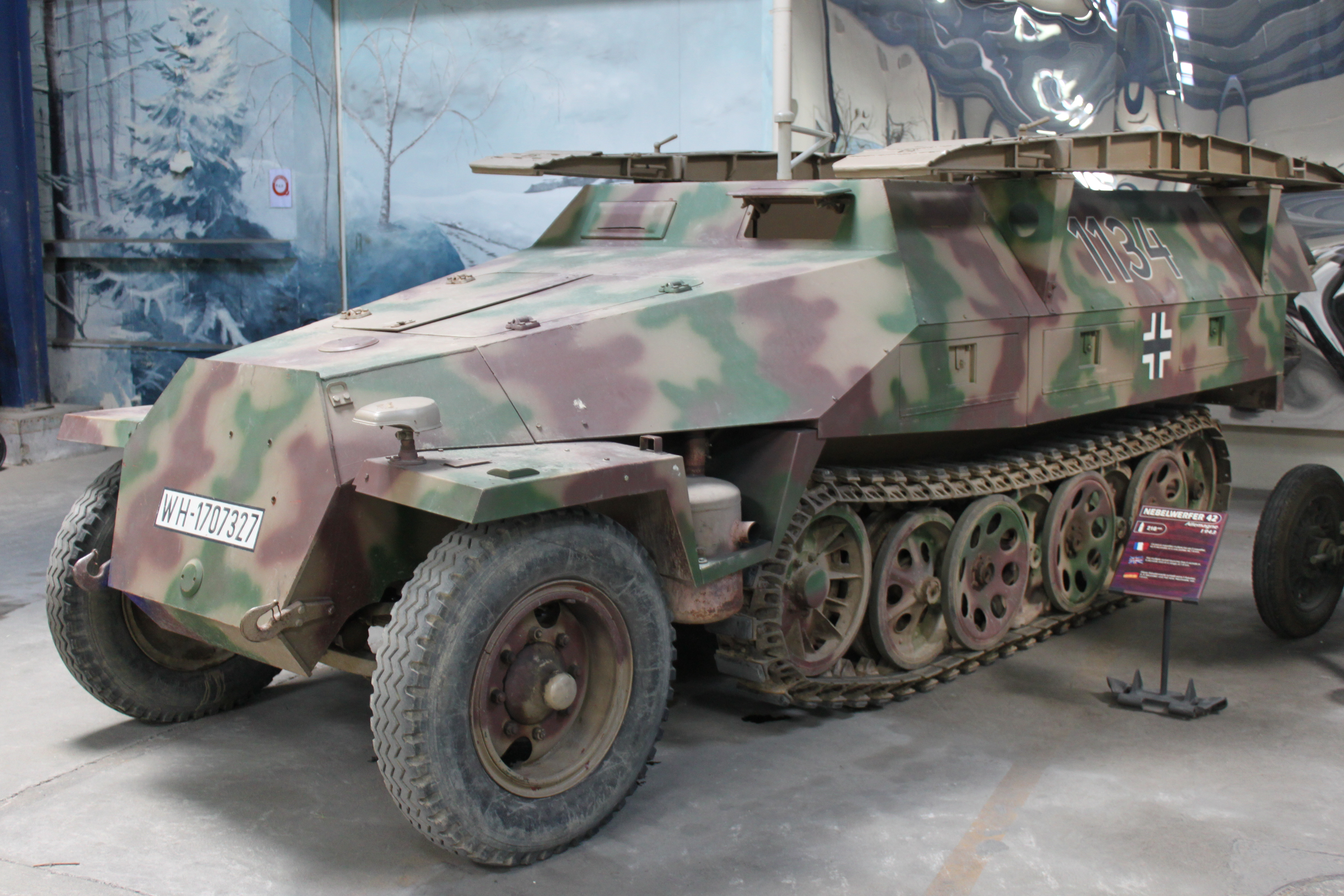
SdKfz 251.
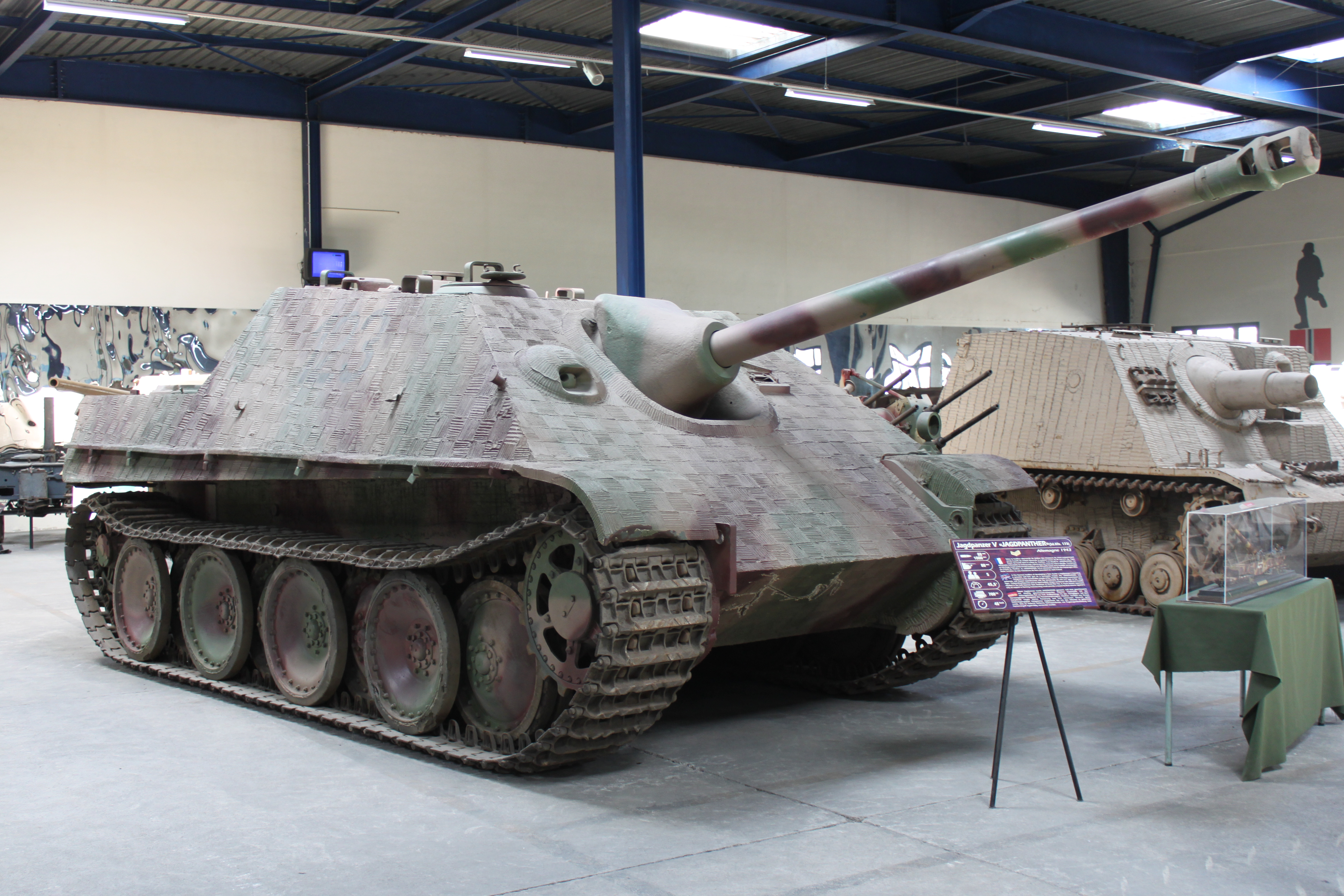
Jagdpanther V.
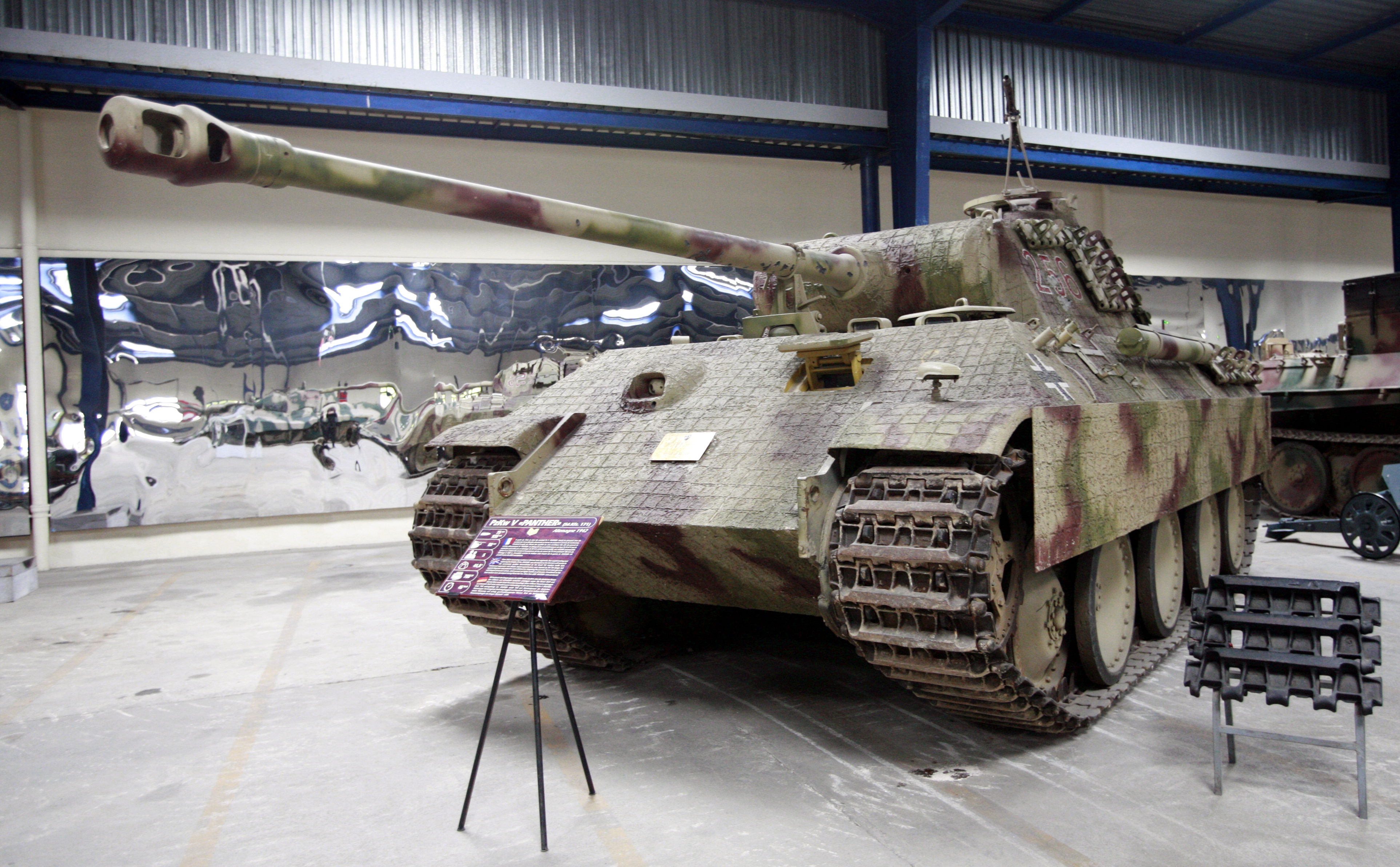
Panther.
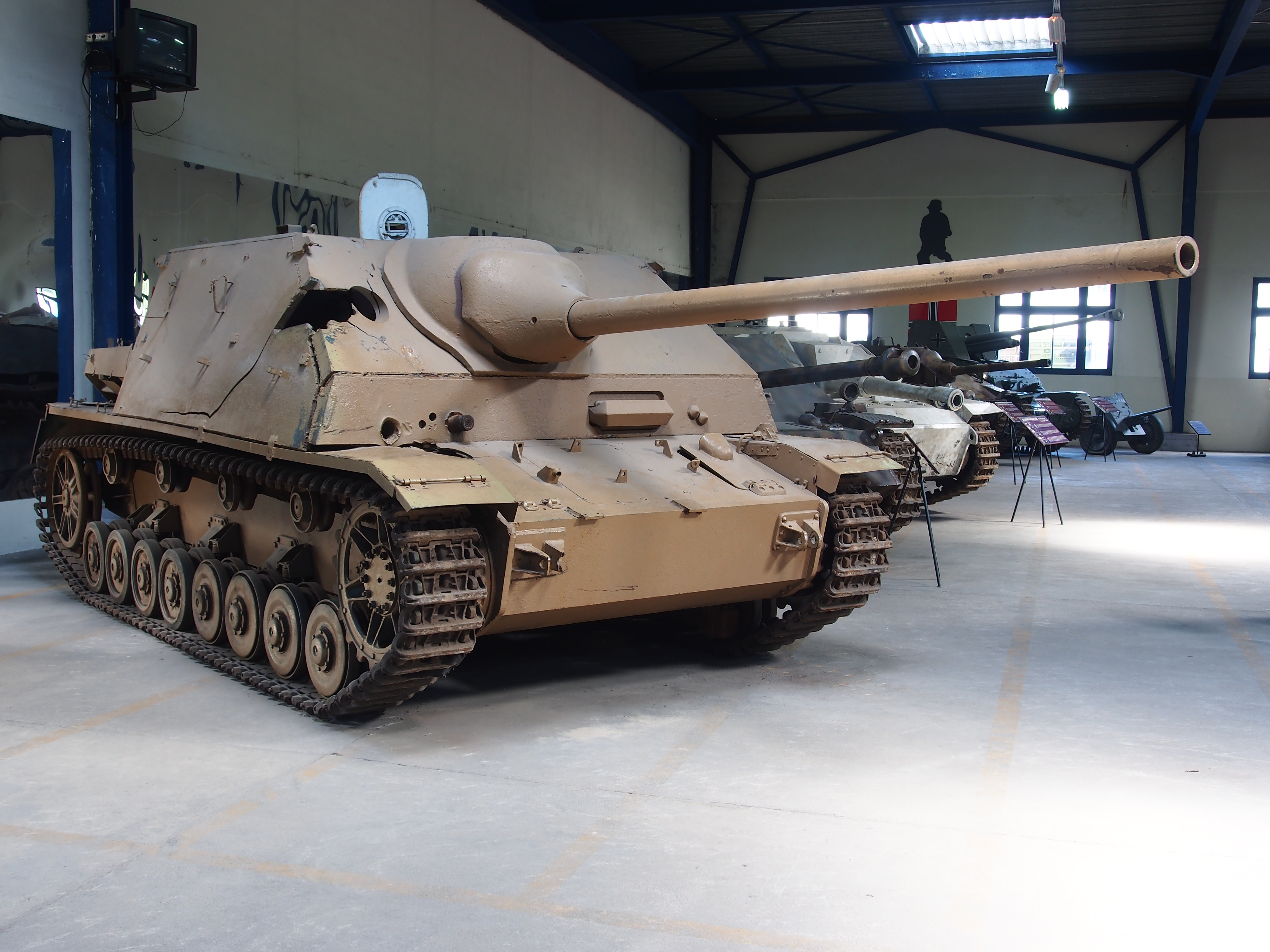
Jagdpanzer IV-70(A).
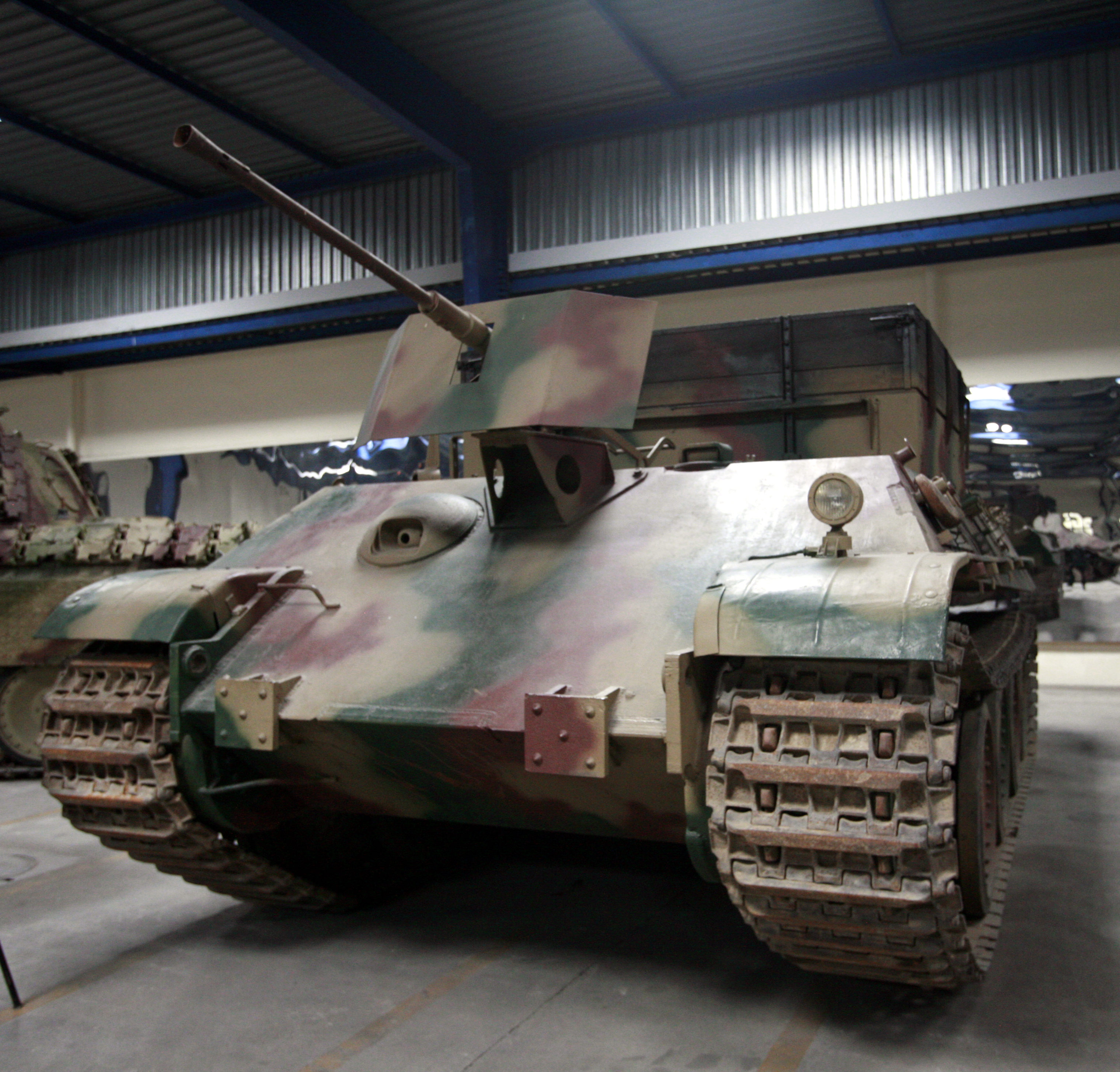
Bergepanther.
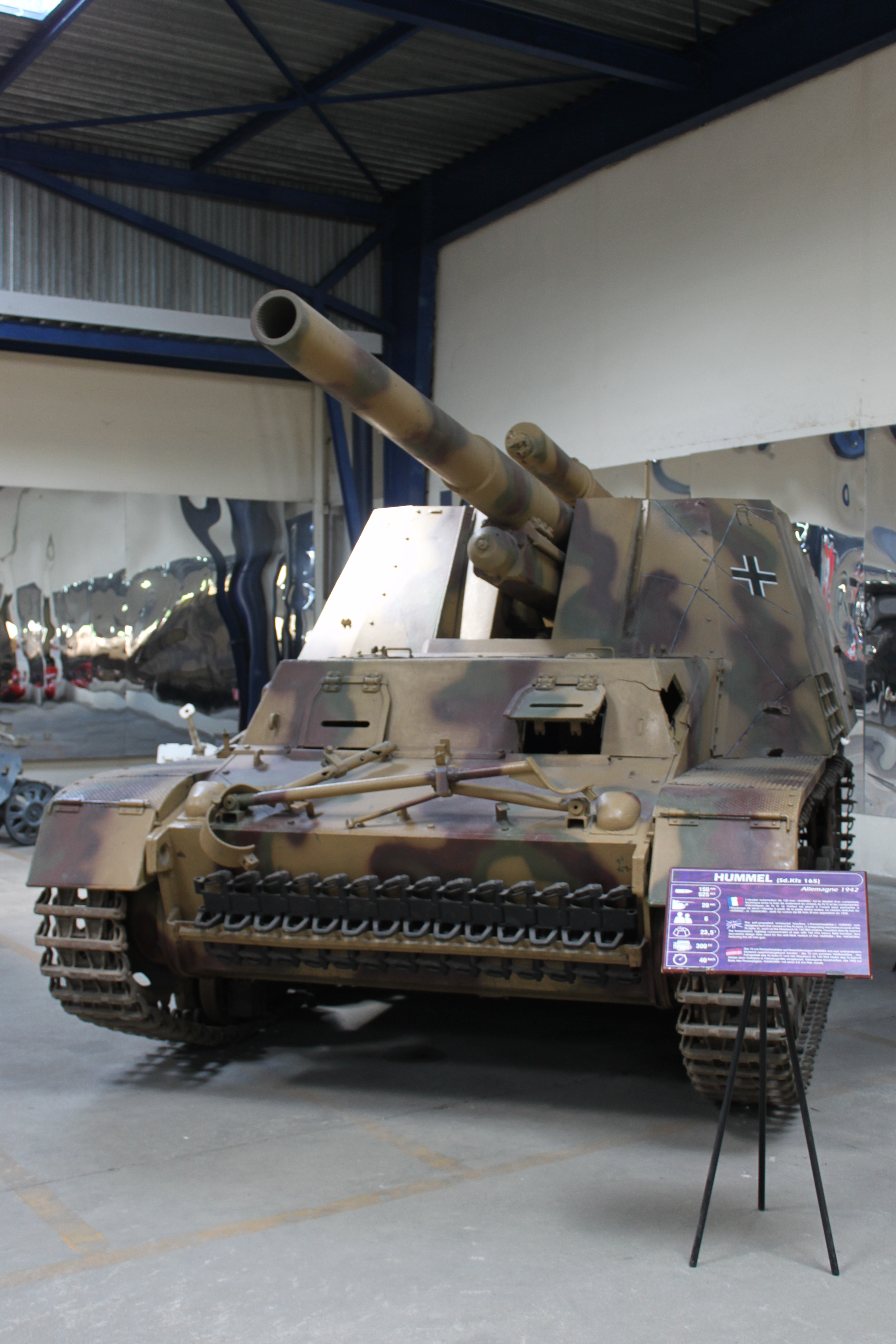
Hummel.
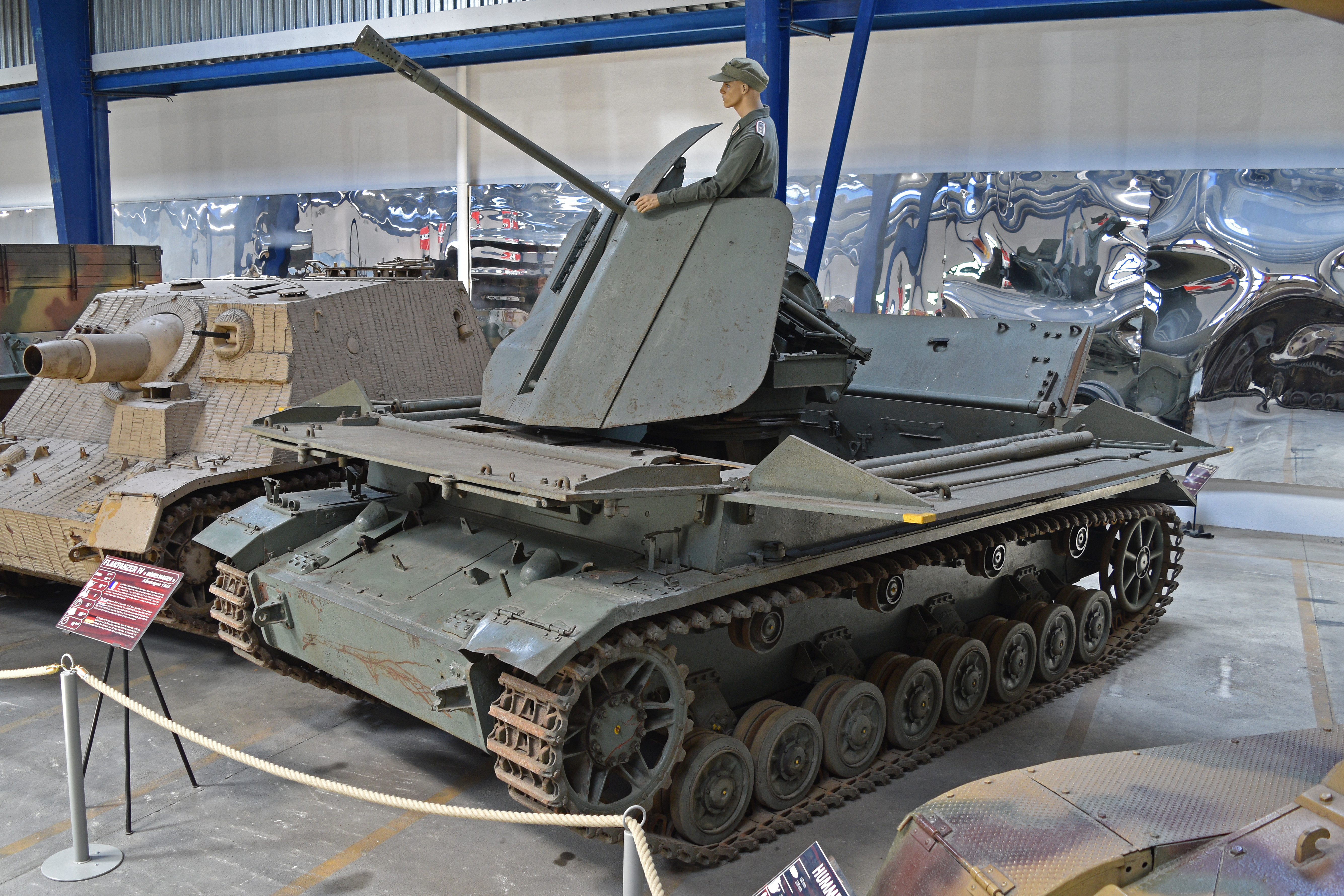
Flakpanzer IV “Möbelwagen”
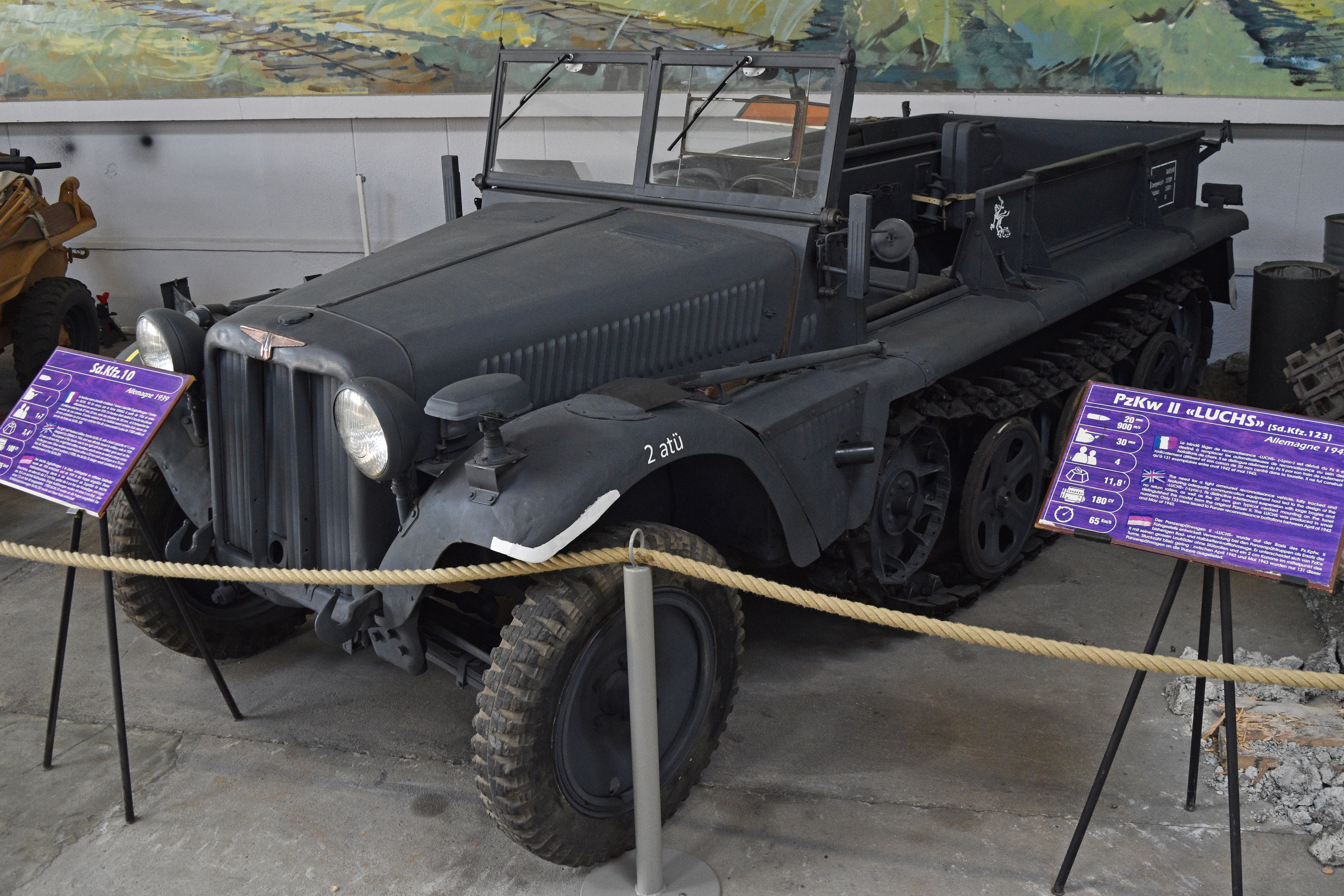
SdKfz 10.

### EspaceItalie
La salle italienne contient uniquement deux modèles de blindés : un obusier automoteur Semovente 75/18, un char Fiat M15/42, un obusier 75/38 et un canon OTO Melara 56 de 105 mm.

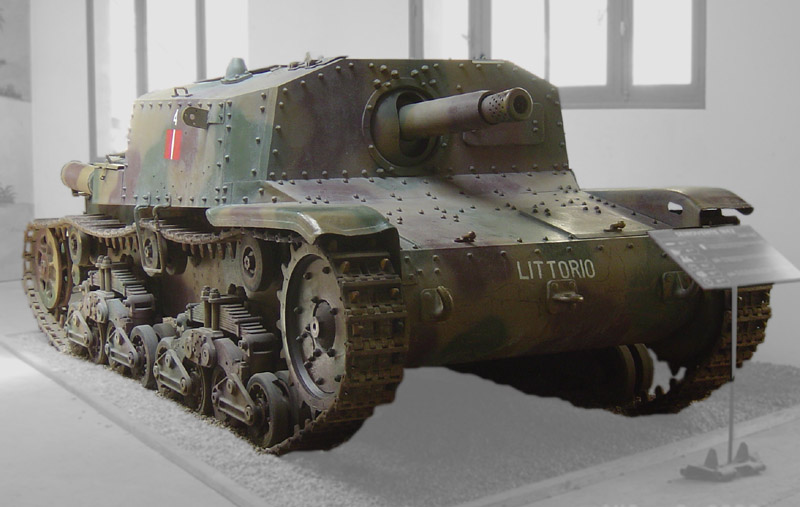
Semovente 75/18.
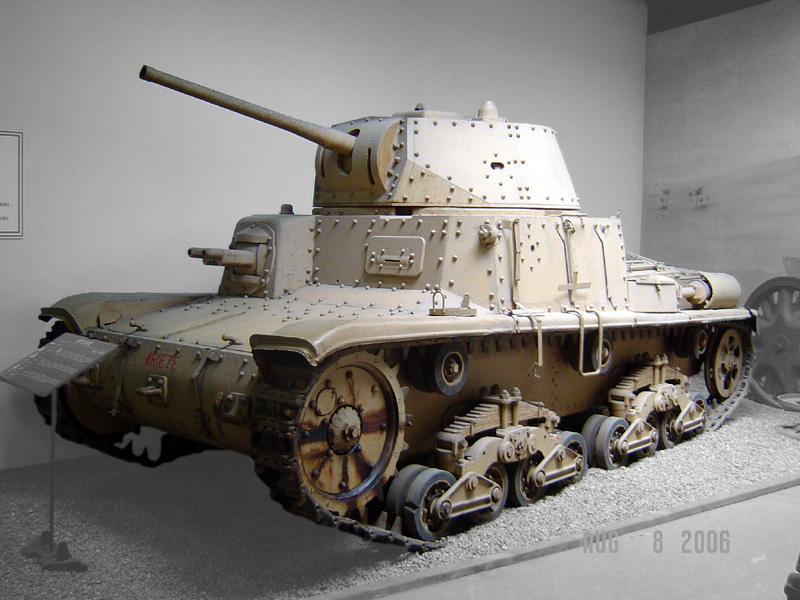
Char Fiat M15/42.

### SalleGuerre froide

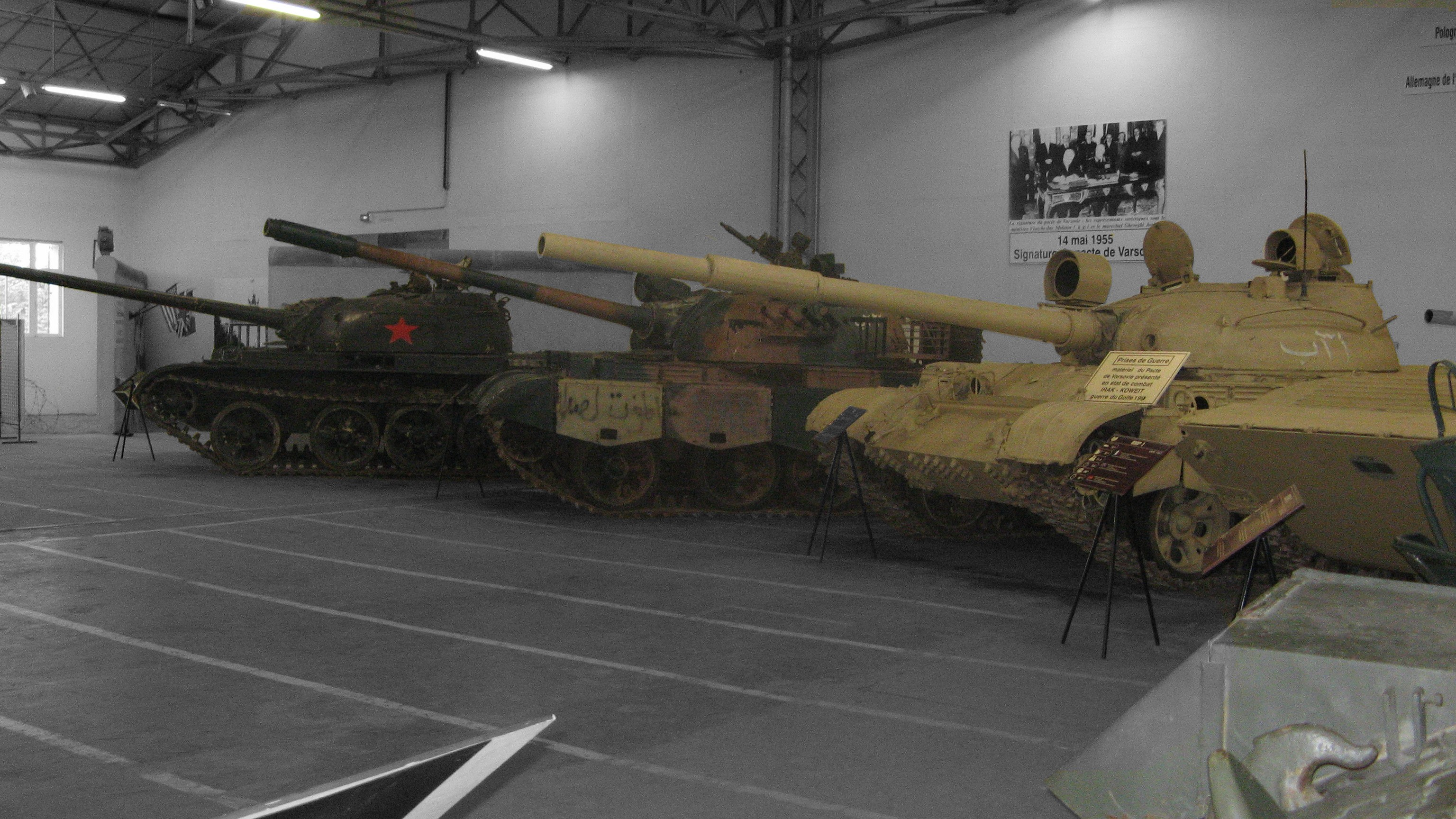
Quelques-uns des blindés du pacte de Varsovie. De gauche à droite, un T-54 (1952), un Type 69 II, copie chinoise légèrement modifiée du T-54/55 et un T-62 (1963). Les deux derniers chars sont des véhicules irakiens capturés en 1991.

Dans la quatrième salle du musée, le public est accueilli par une portion du mur de Berlin. Il peut ici appréhender l'évolution du matériel blindé soviétique pendant la Guerre froide, en commençant avec le T-54 (capturé en Égypte en 1956), un Type 69-II chinois (capturé en Irak en 1991), un T-62 (Idem), un BMP-1 (Idem), un BRDM 2 Sagger, un T-34/85 (capturé en Égypte en 1956), un BTR-152, un BTR-70, un BRDM-2 (capturé en Irak), un BOV-3 (pl) (capturé en Bosnie en 1996), un SPR-1, un MT-LB du génie, un RM-70, un ZSU-23-4 Shilka, un 2S1 Gvozdika, un PT-76 ainsi qu'un T-72 écorché qui permet de voir l'intérieur de l'engin. On peut également voir plusieurs pièces d'artillerie dont un canon sans recul SPG-9 et un ZiS-2 de 57 mm.

### SalleLes Alliés Seconde Guerre mondiale
La salle rassemble les blindés et véhicules utilisés par les Alliés pendant la Seconde Guerre mondiale.

#### France libre

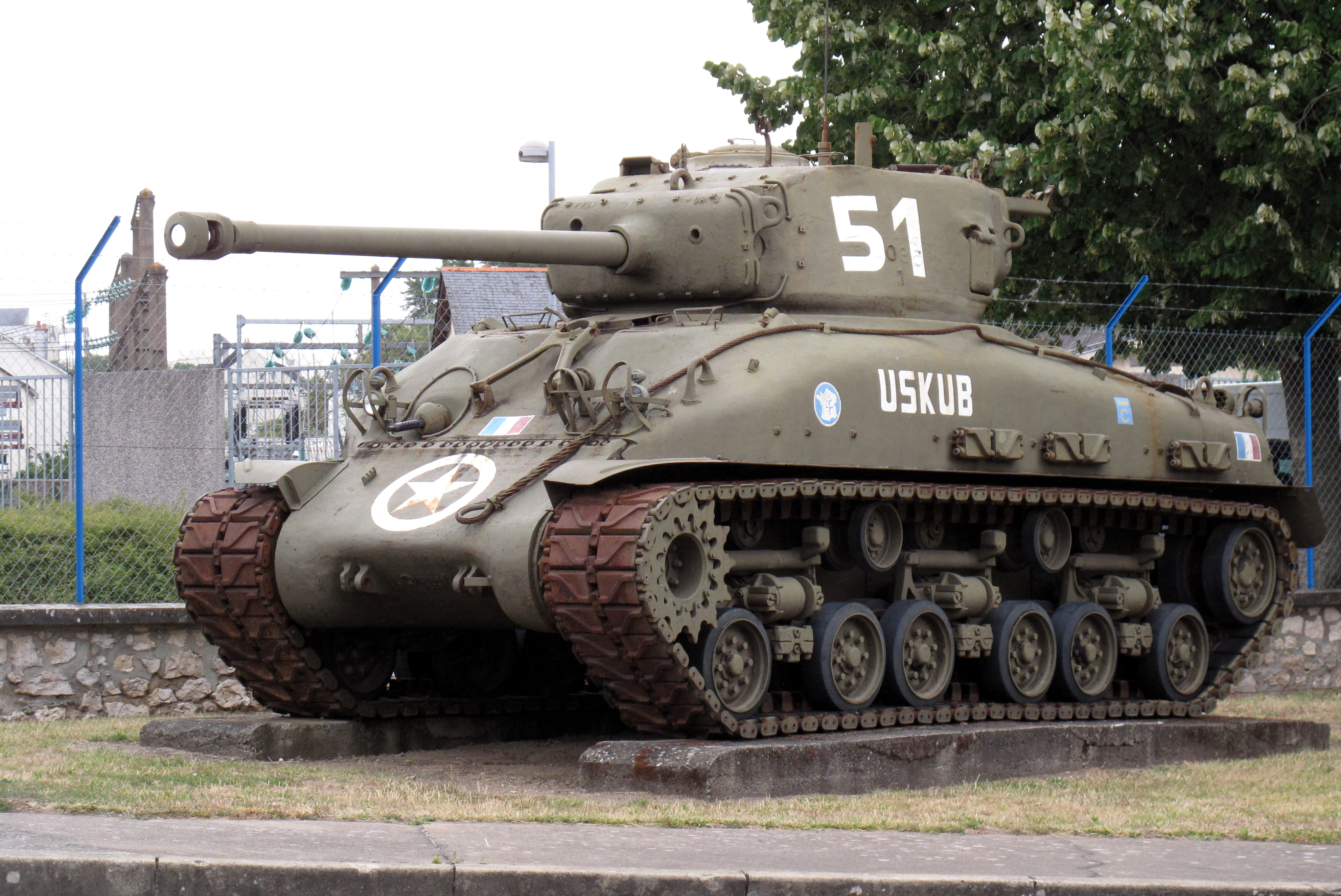
Char Sherman « USKUB ».
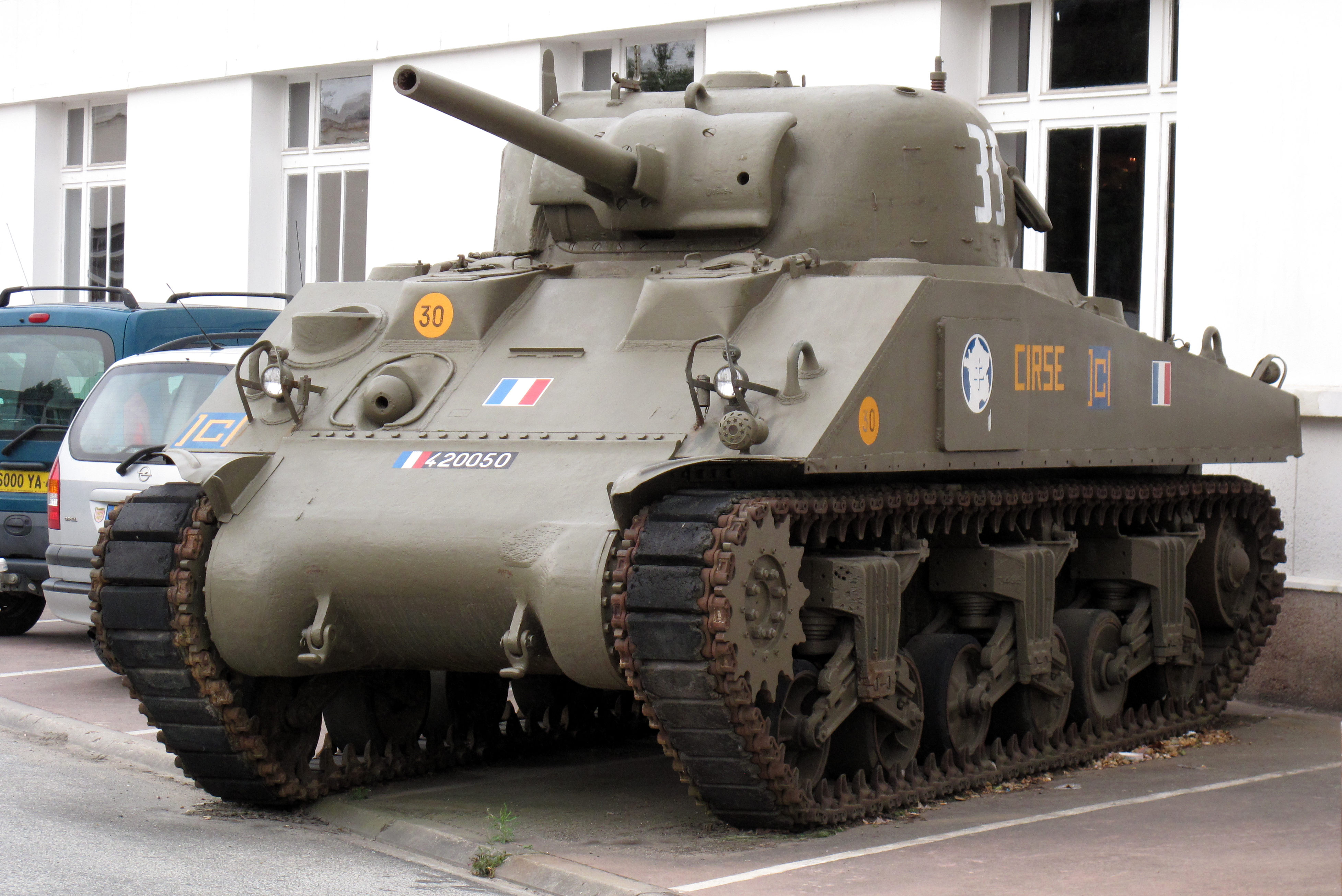
Char Sherman « CORSE ».
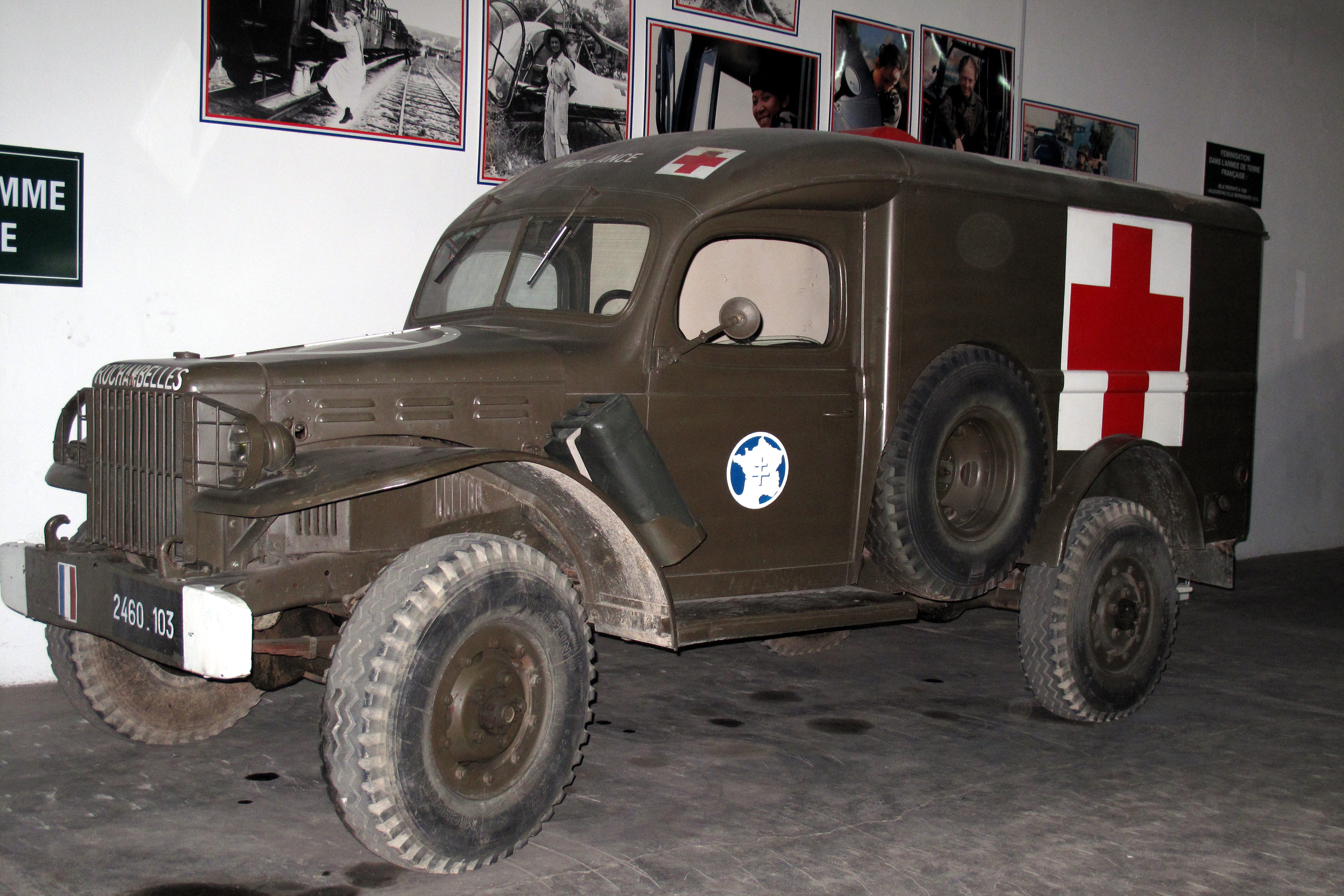
Dodge WC54 ambulance.

#### Royaume-Uni

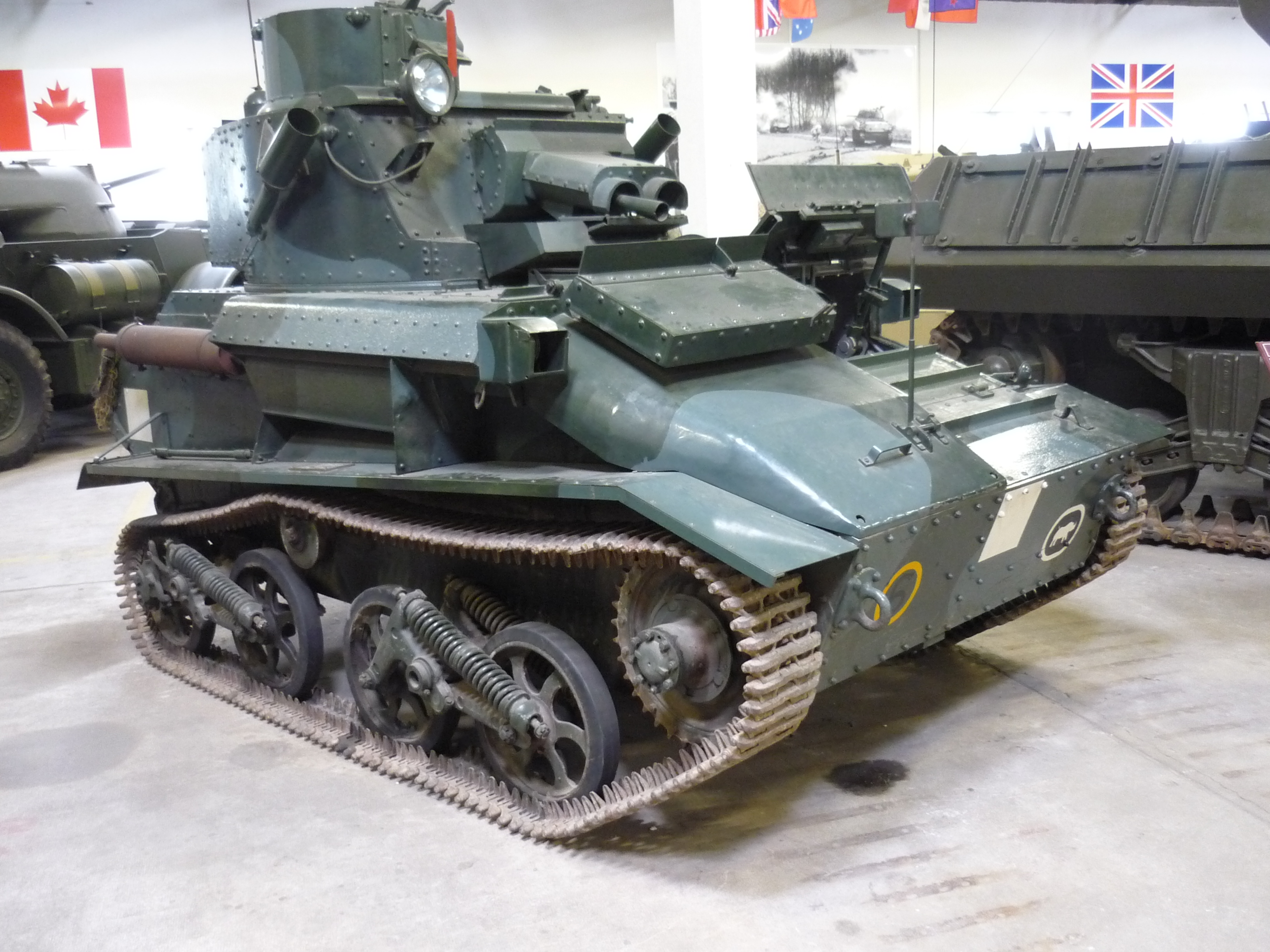
Vickers Mk VI.
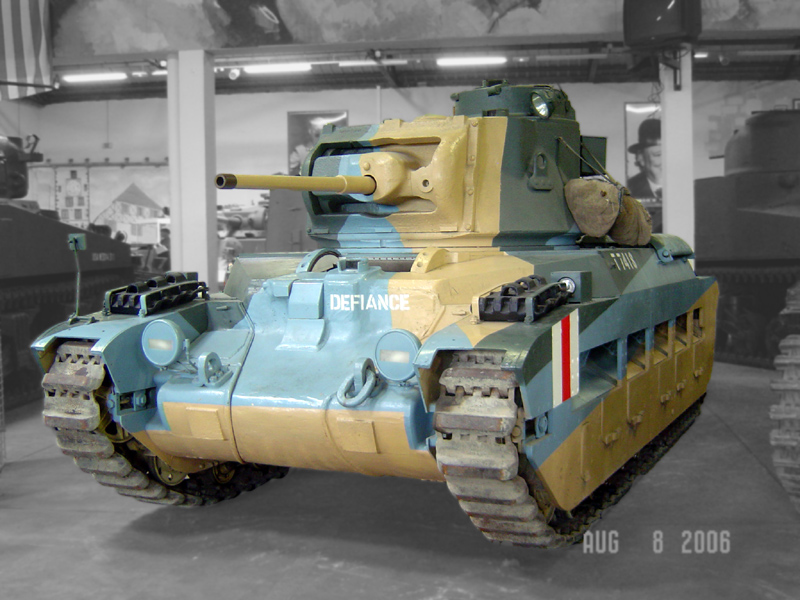
Matilda II.
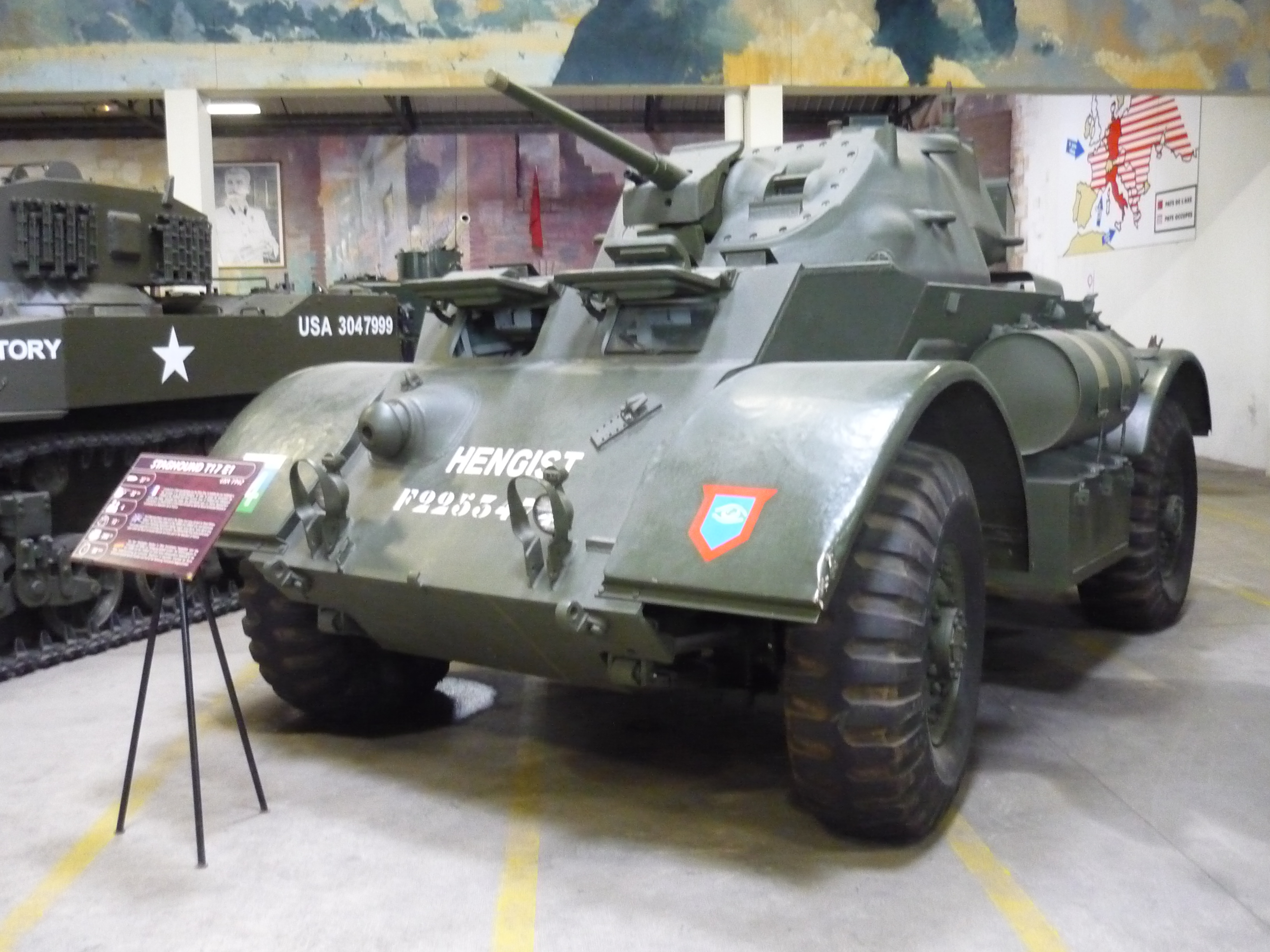
Staghound T17E1.
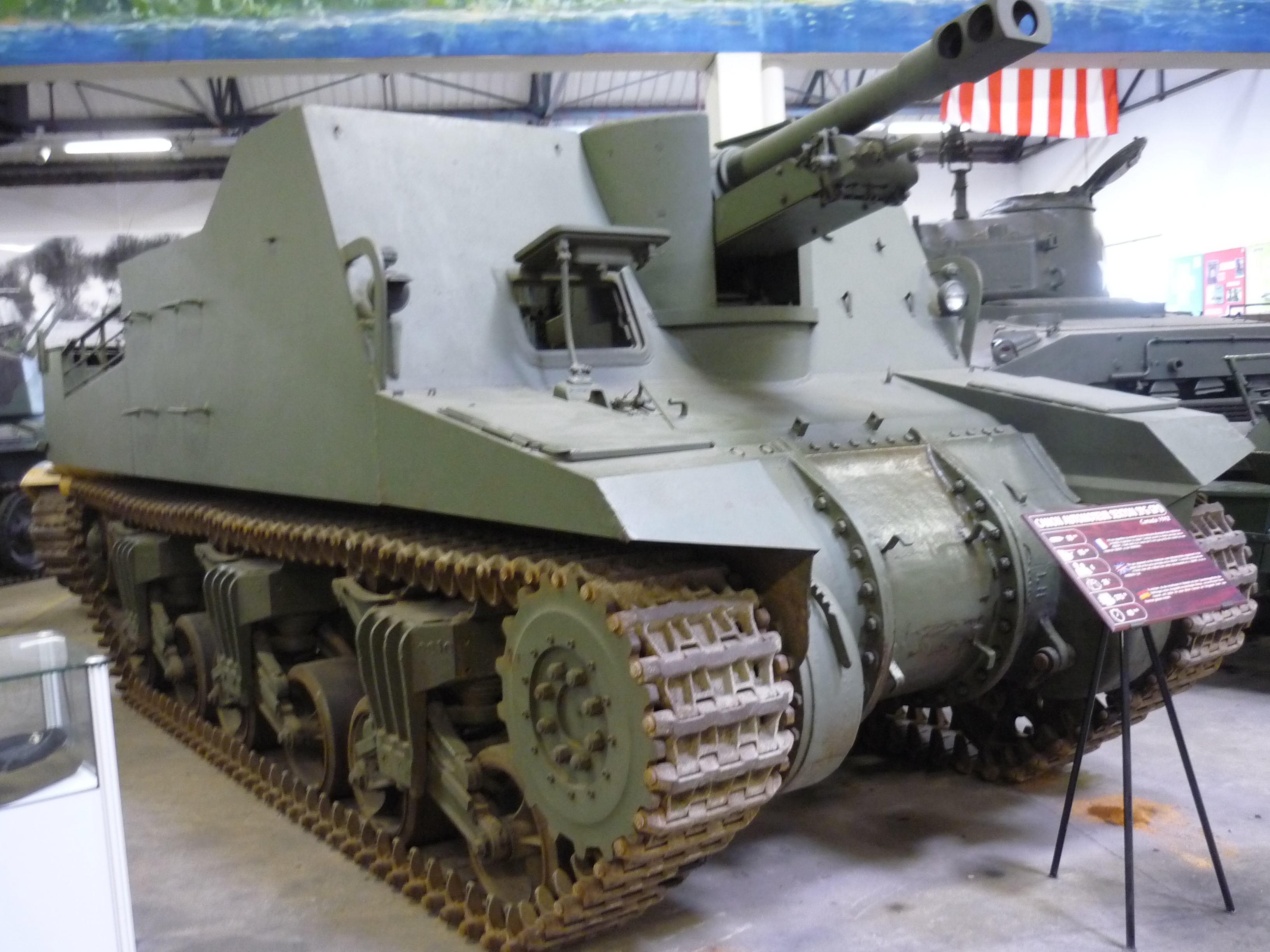
Canon auto-moteur Sexton.
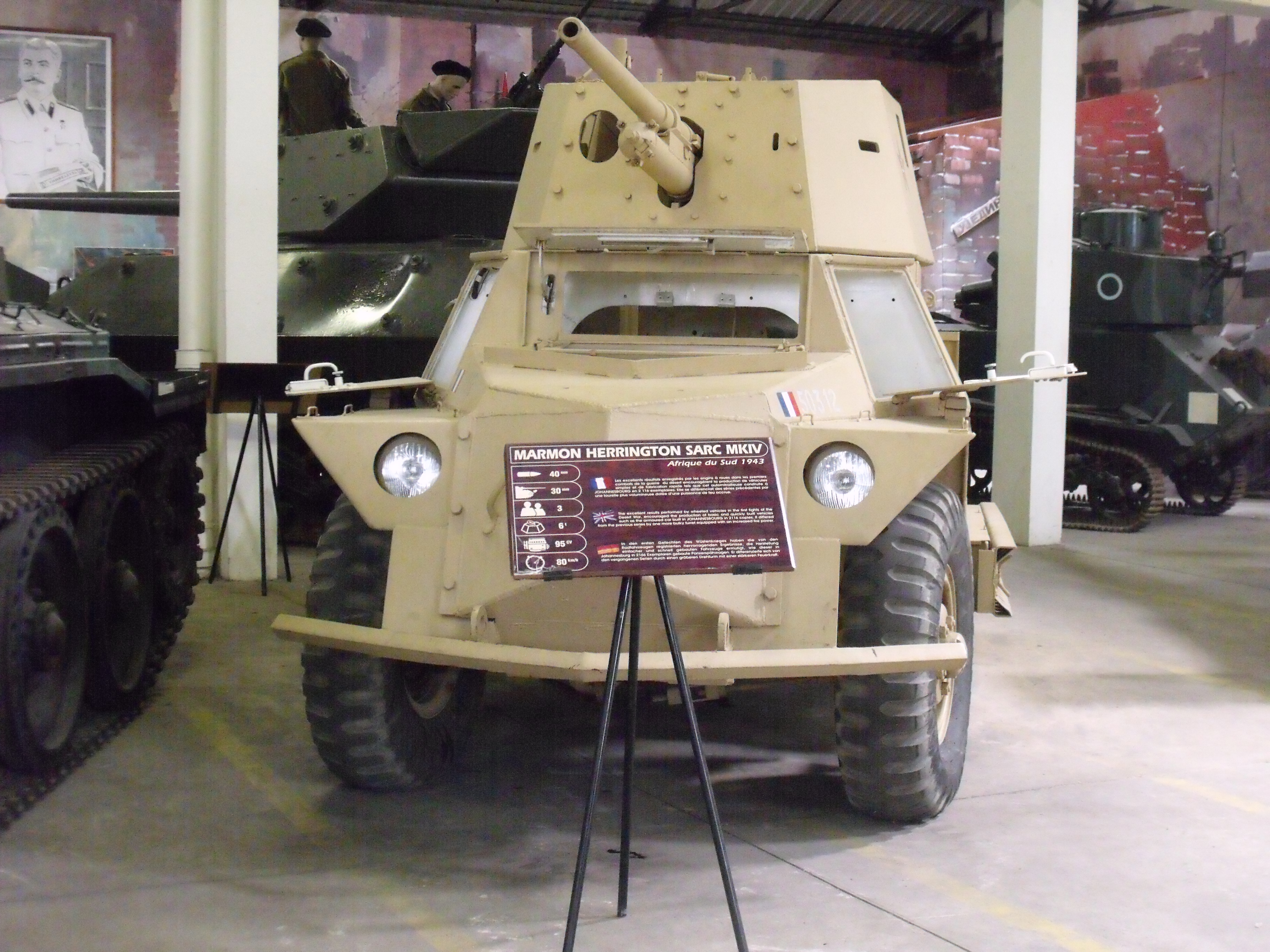
Marmon-Herrington Mk IV.
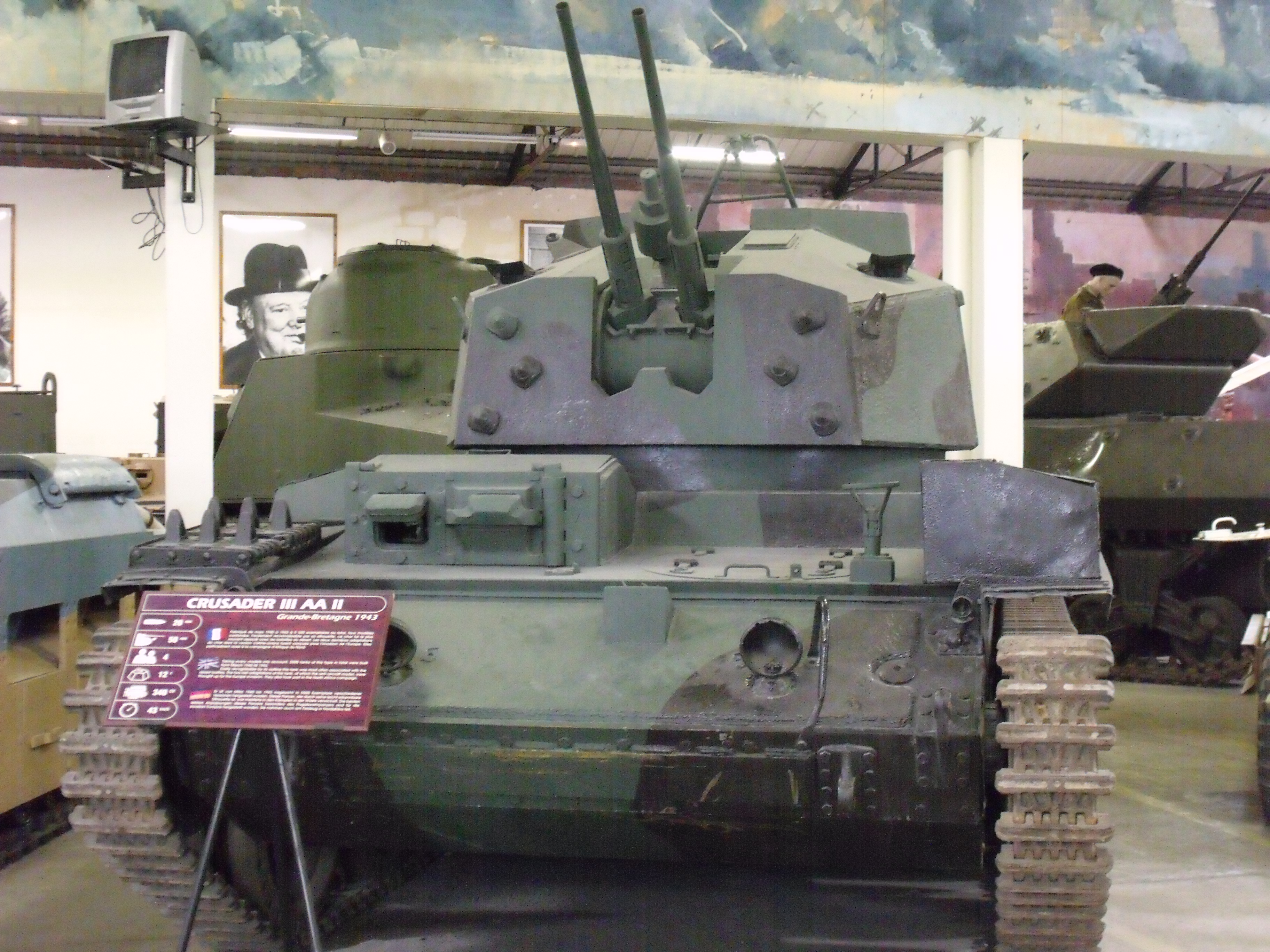
Crusader III AA II.
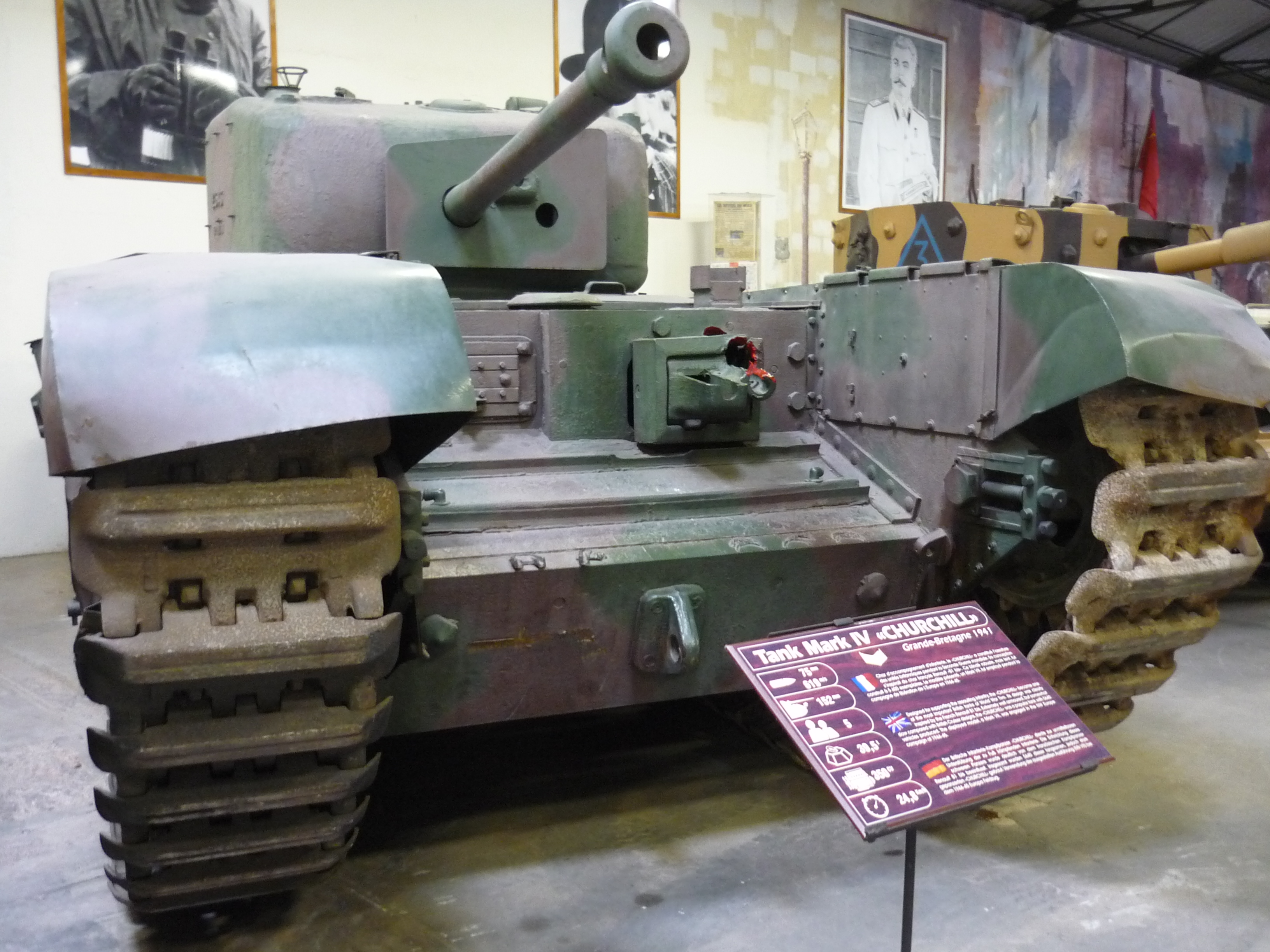
Churchill.
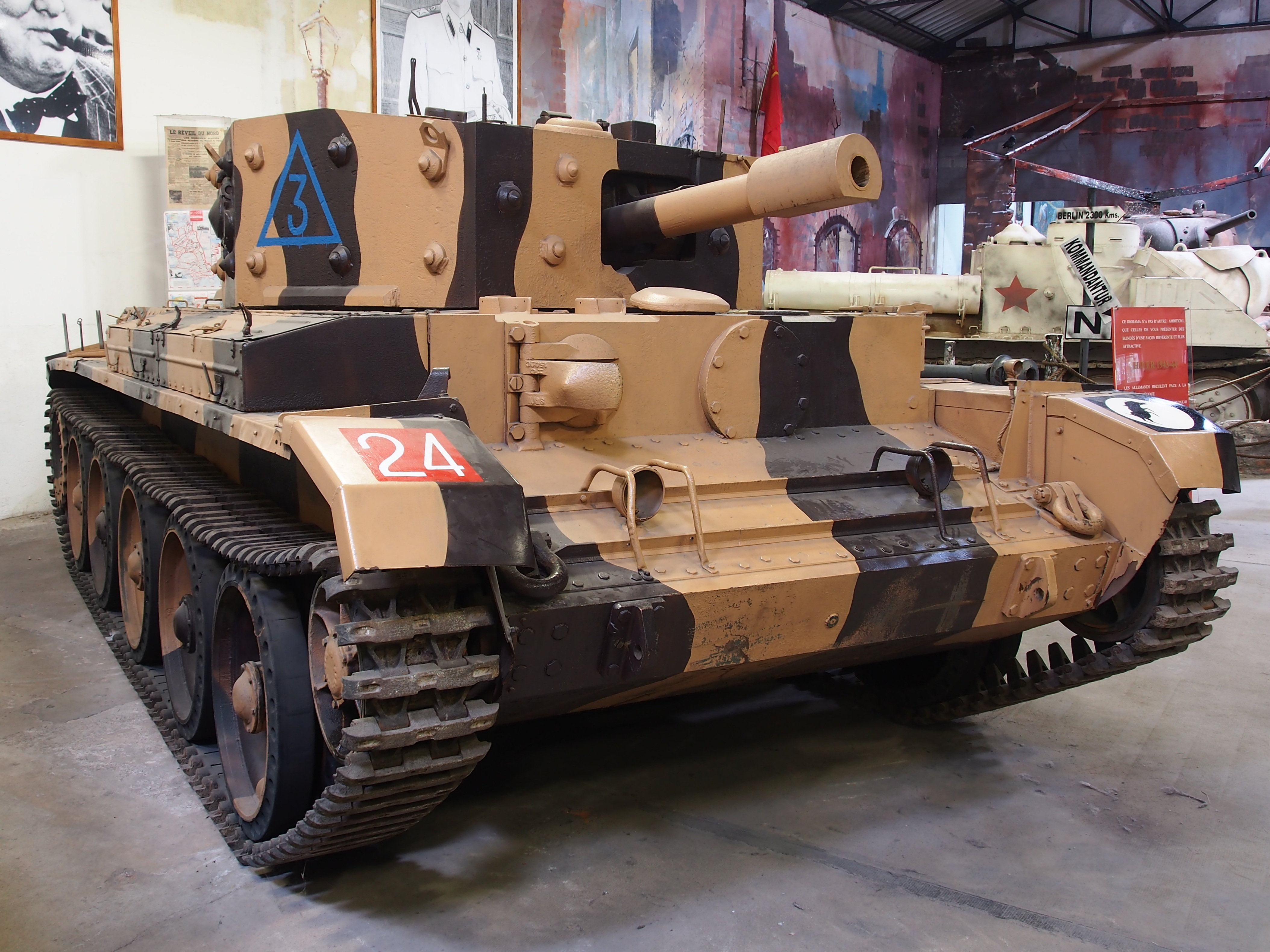
Cromwell Mk VIII Centaur.
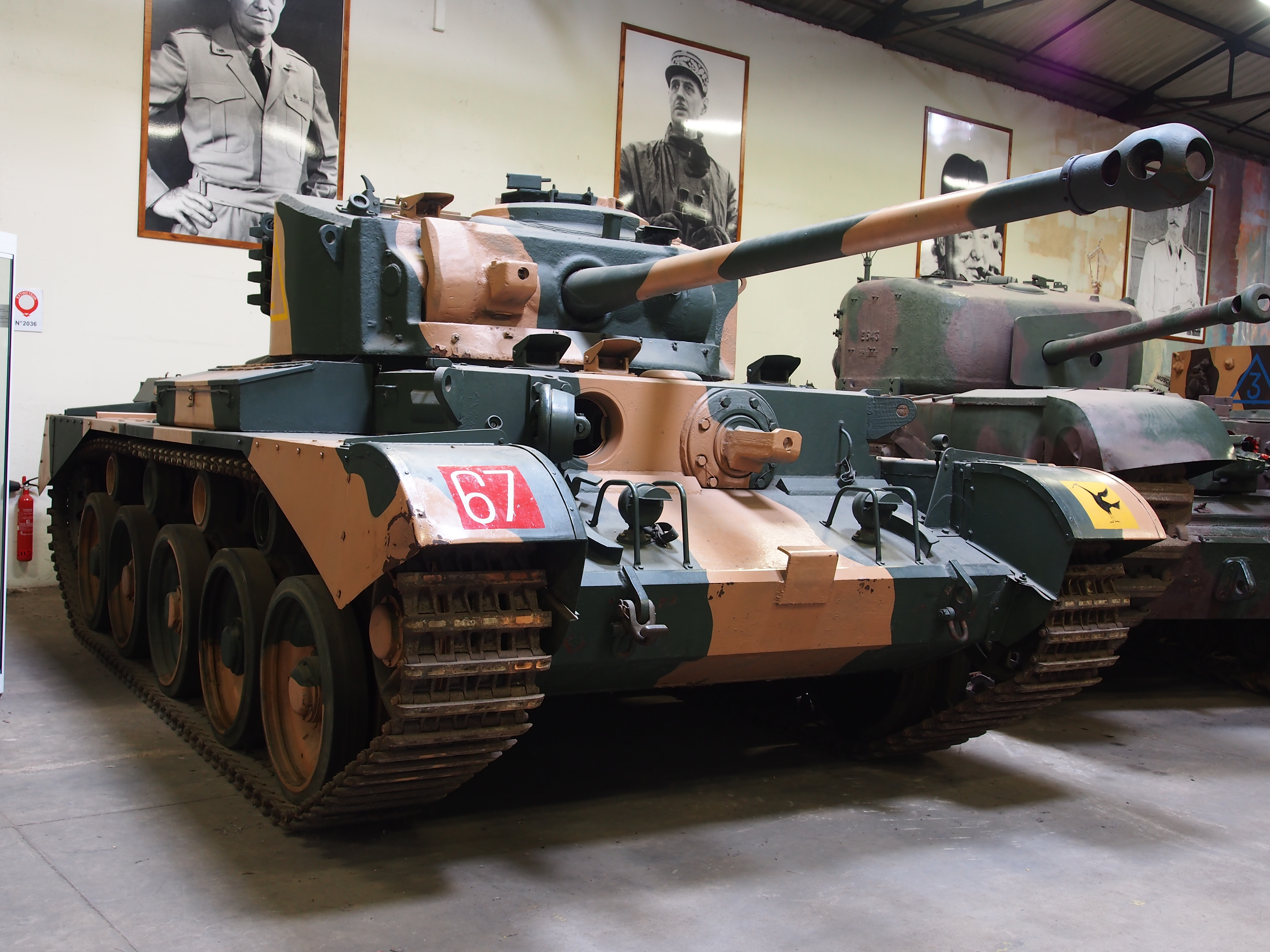
Cruiser tank Comet.

#### États-Unis

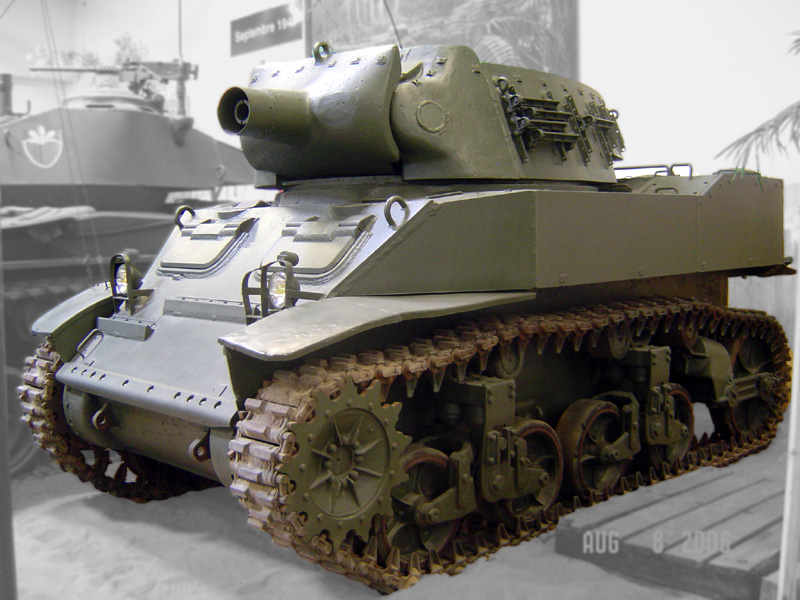
M8 Howitzer Motor Carriage.
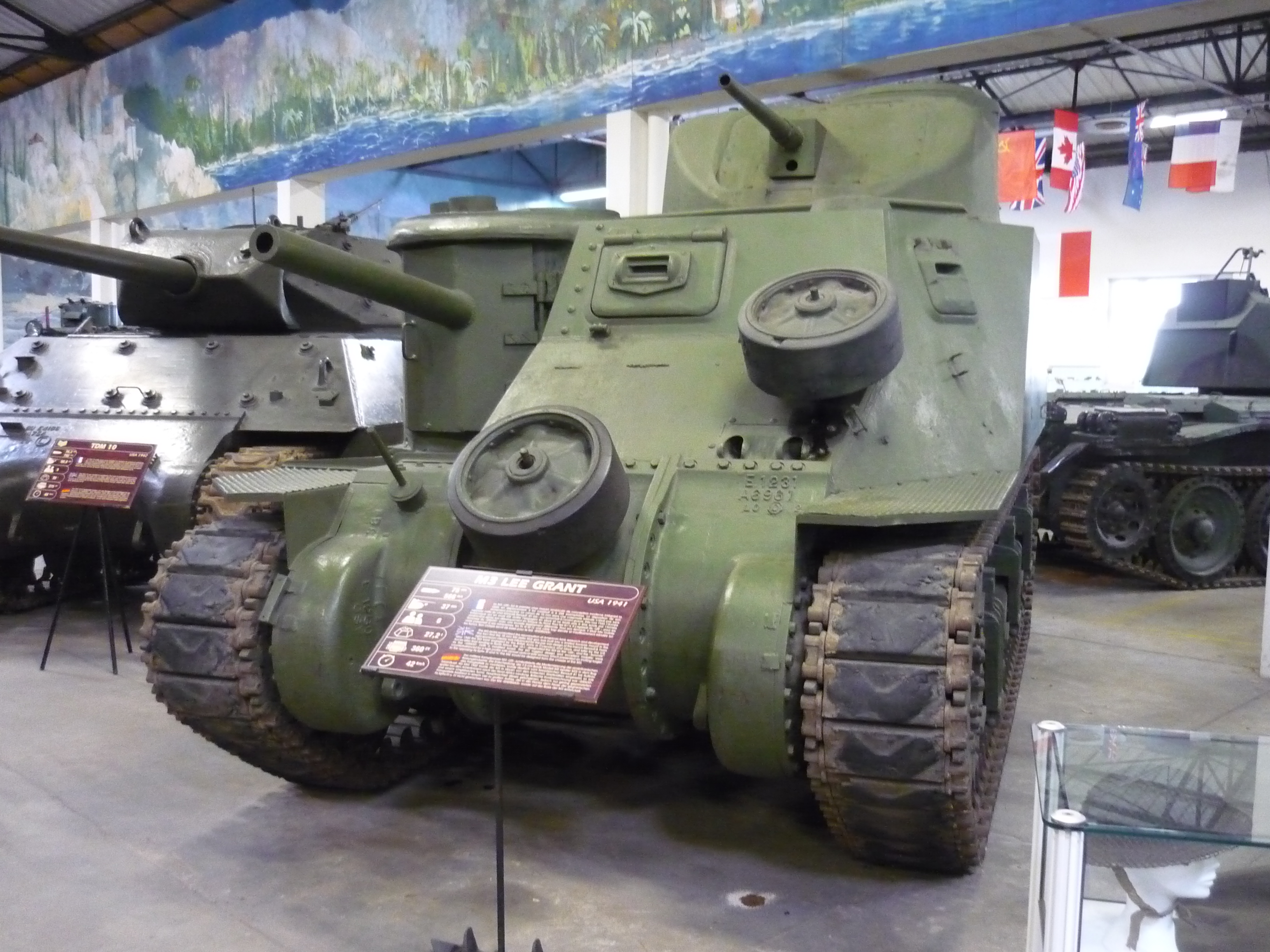
M31 Tank Recovery Vehicle (Grant ARV I).
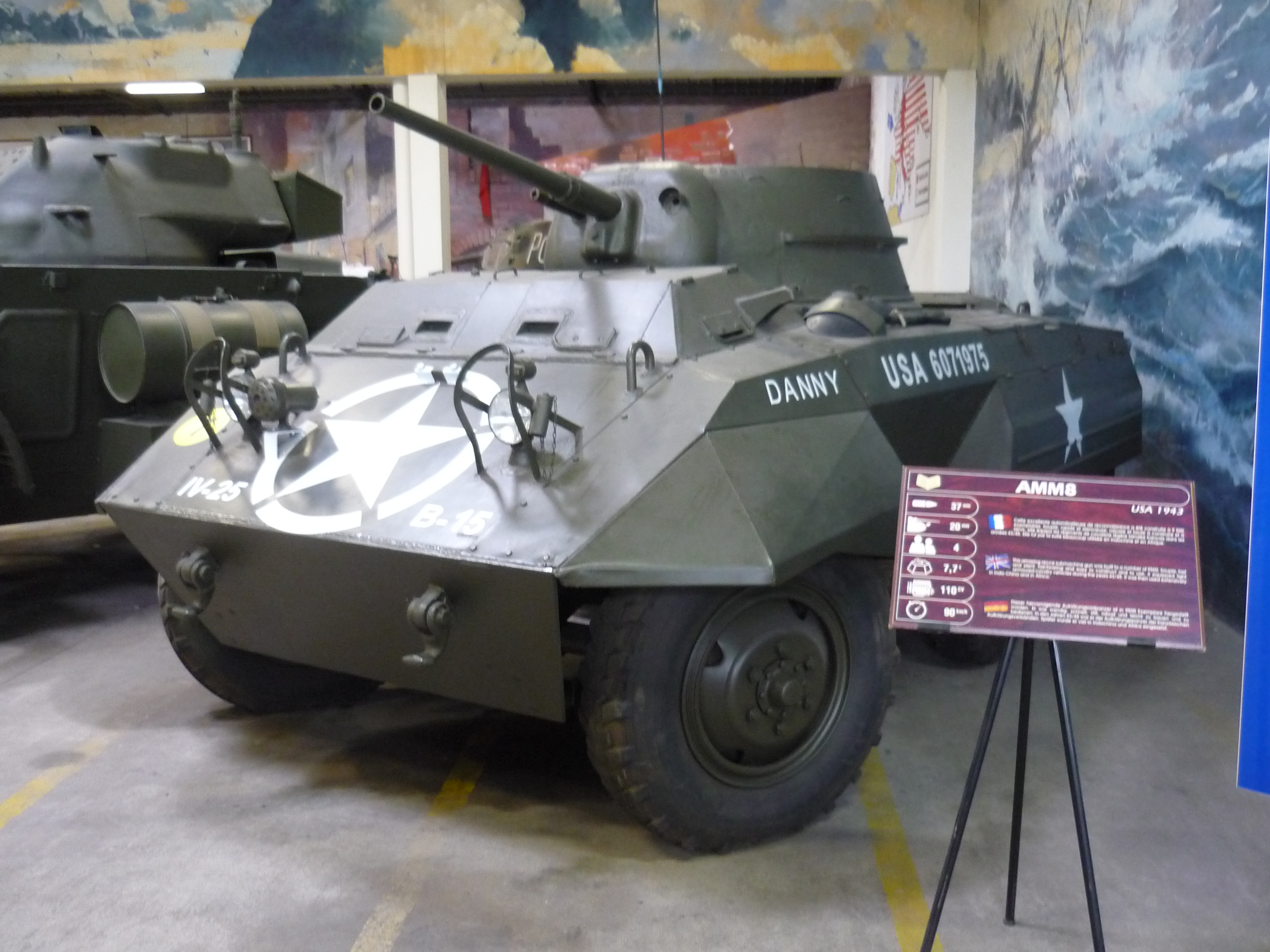
M8 Light Armored.
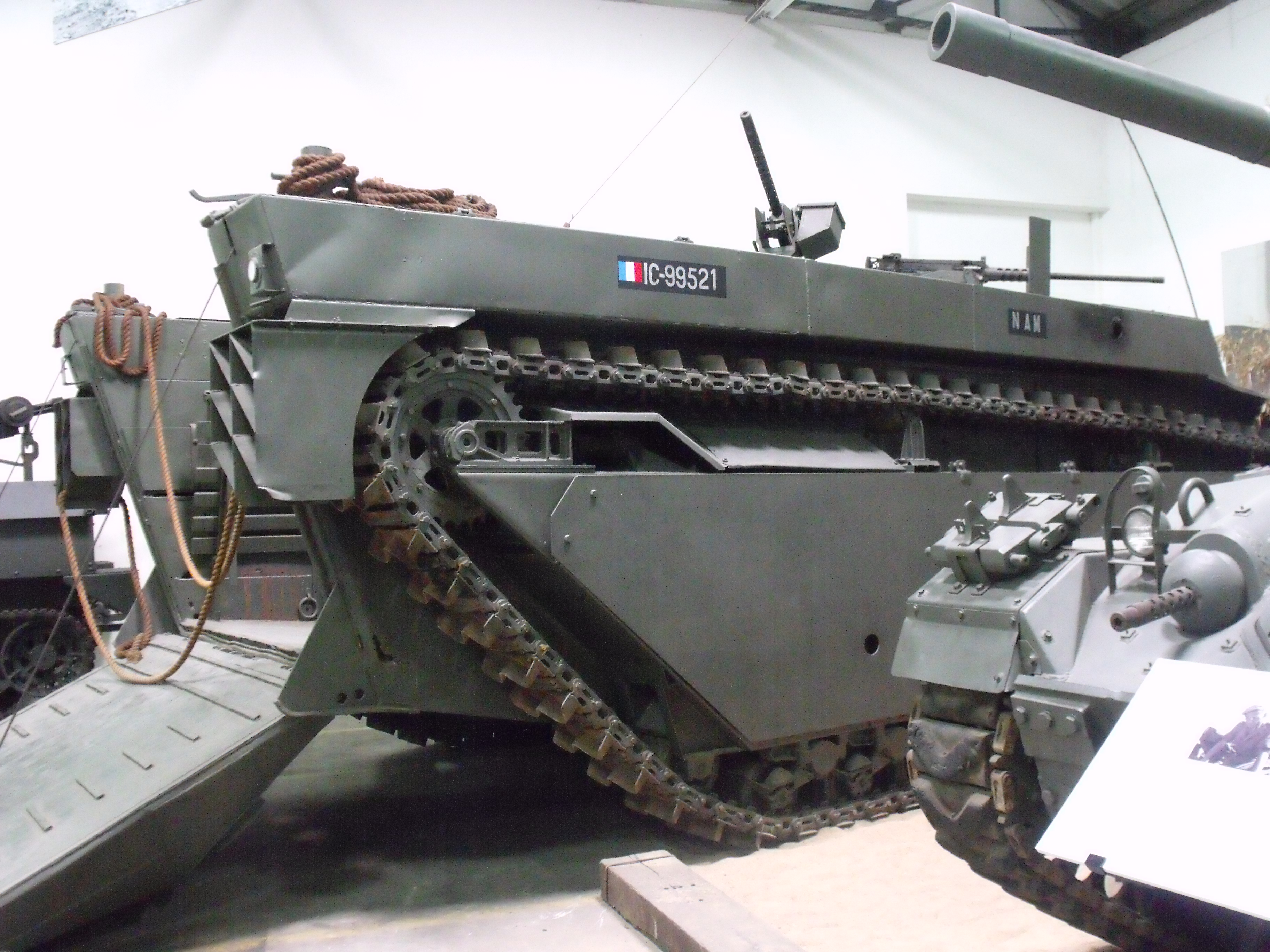
Alligator LVT-4.
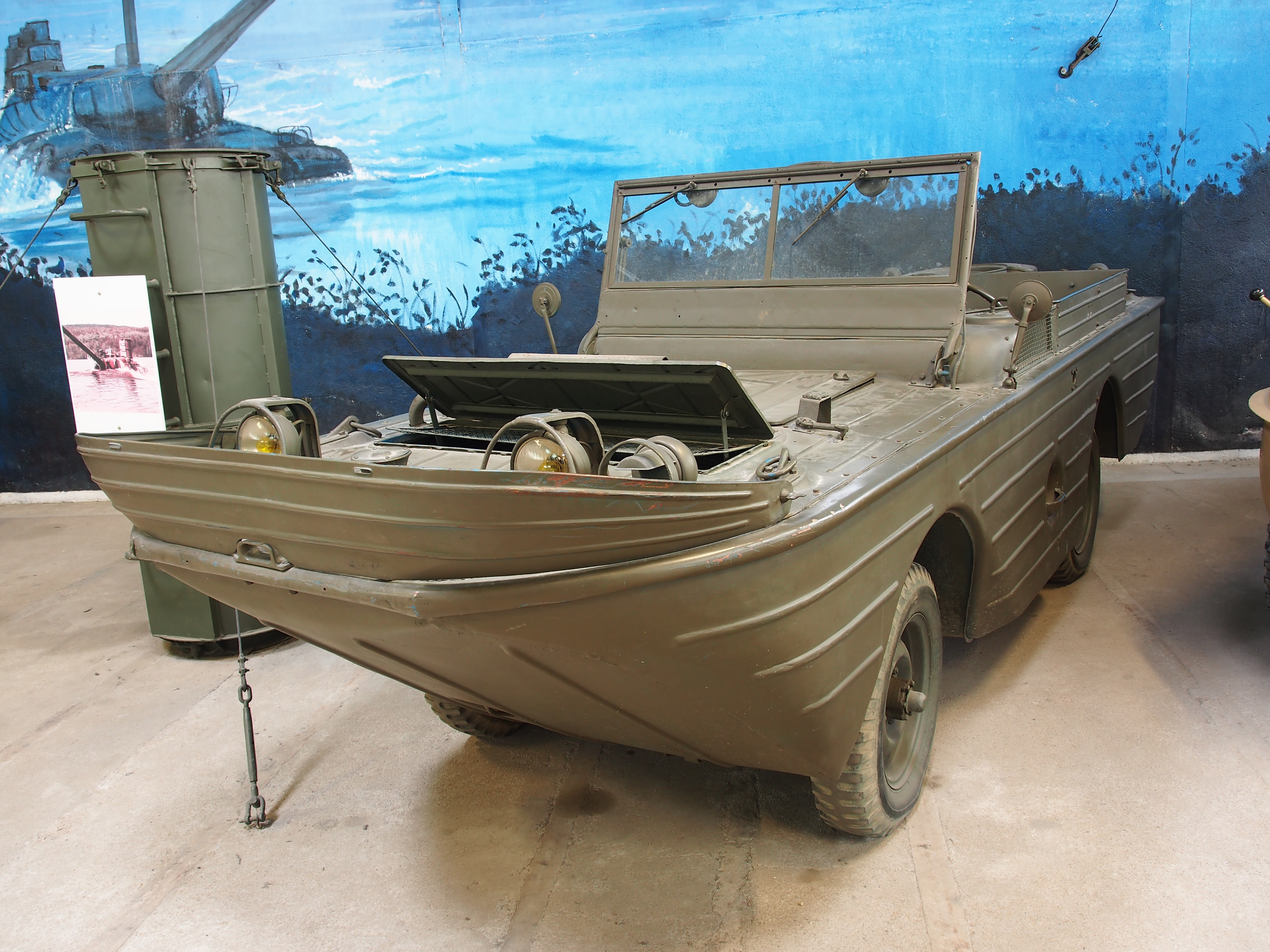
Ford GPA.
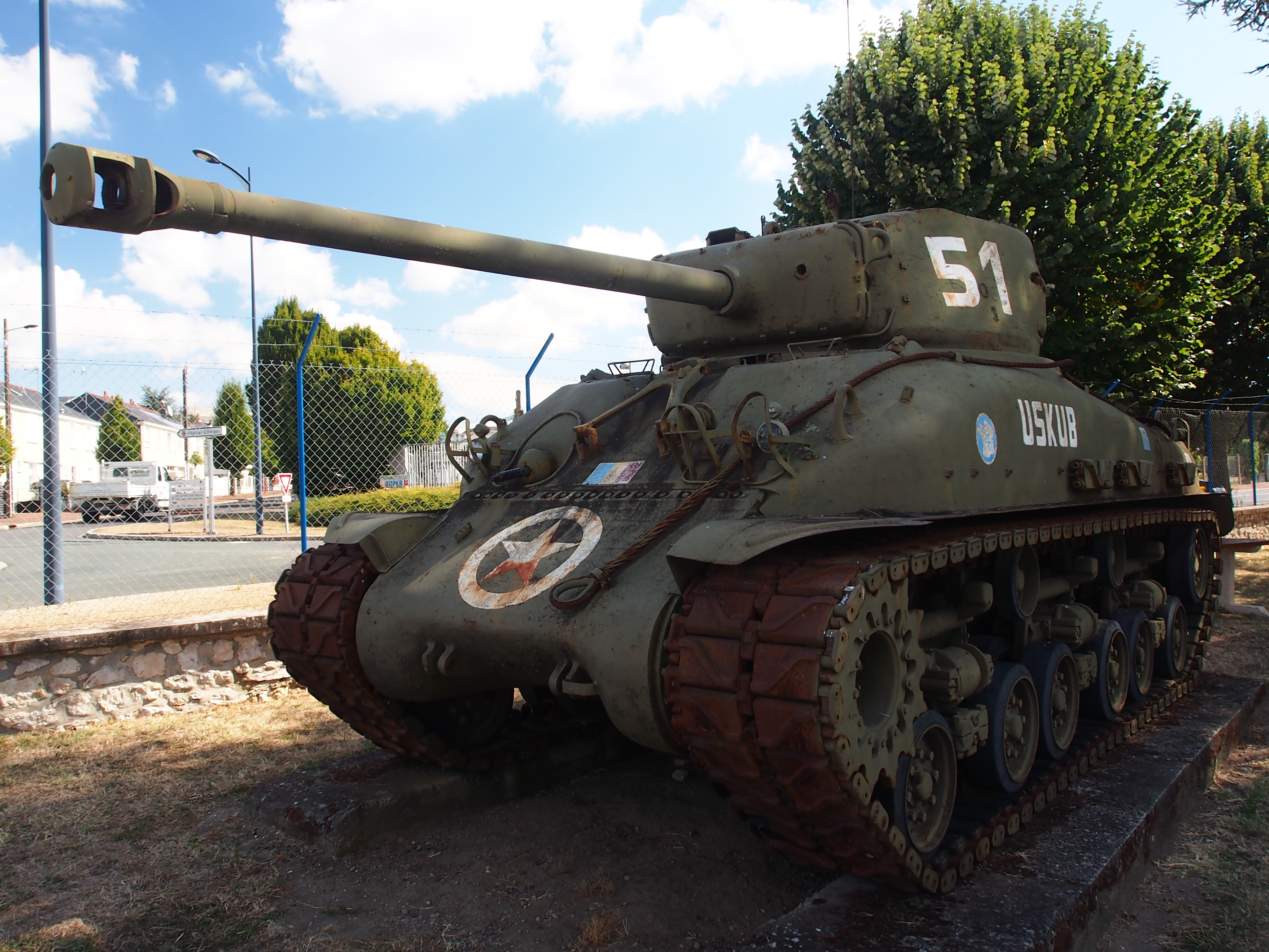
Sherman M4A1(76)W E8.
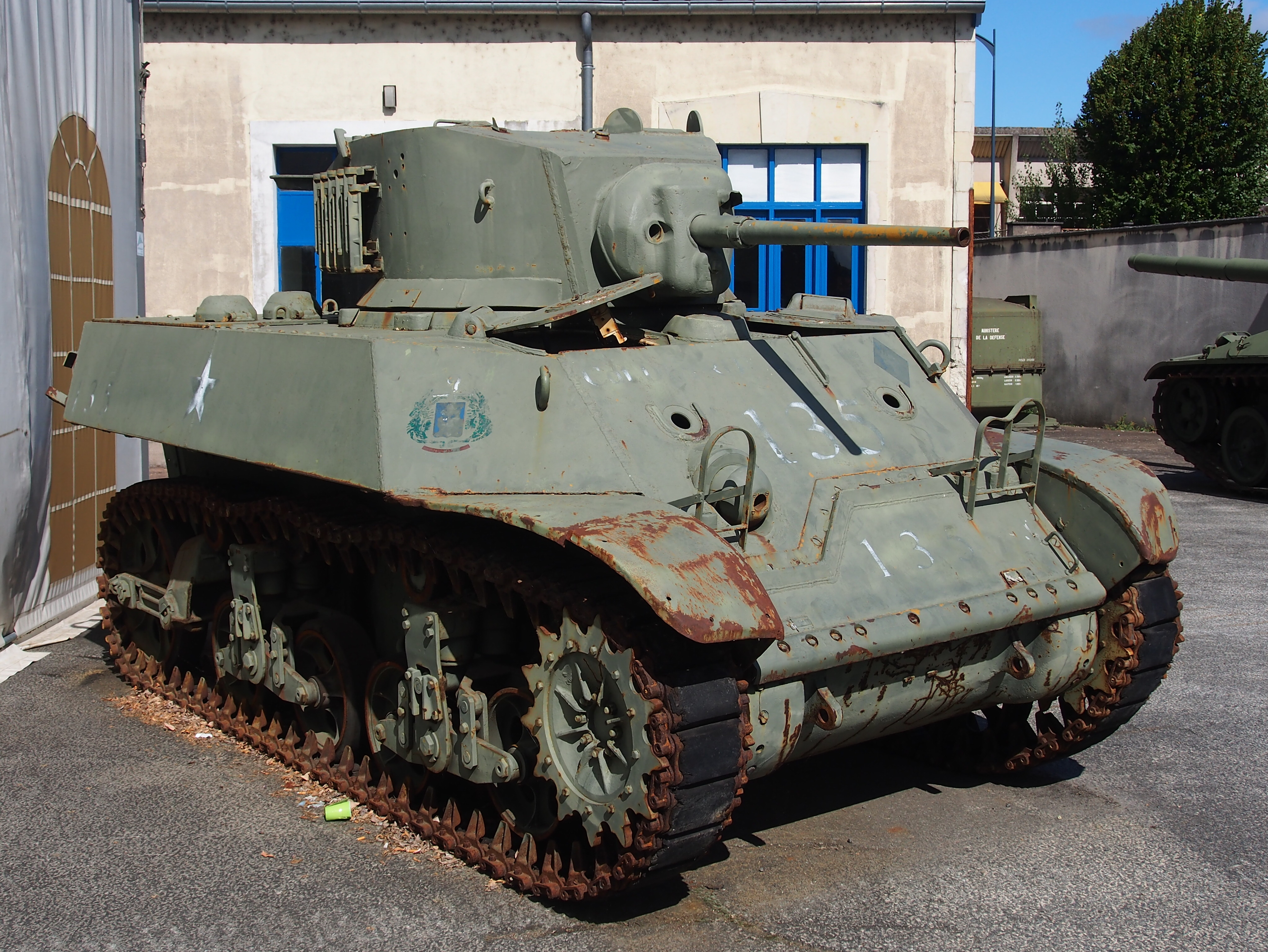
Stuart.

### SalleFrance
Sixème salle du musée, cette salle retrace l'évolution de l'Arme Blindée française, de 1945 à aujourd'hui. On commence avec la Guerre d'Indochine avec la présence d'un M29C Crabe, d'un Alligator LVT-4, d'un M24 Chaffee, d'un DUKW 353 et d'un Half Track M2. Il s'ensuit la Guerre d'Algérie avec l'EBR, la Jeep ENTAC et la Jeep Delahaye, une étonnante Vespa TAP 56 ainsi qu'un Ferret Mk II. Tous les chars français sont là, comme l'ARL 44, l'AMX-30, l'AMX-40, l'AMX-10 RC et le Leclerc. Un AMX 30 EBD (Engin Blindé de Déminage) ayant combattu en Irak en 1991 est également exposé. On retrouve également un prototype emblématique : l'AMX-50 120 surbaissé.

### EspaceMoteurs
La salle des moteurs présente, comme son nom l'indique, des moteurs et notamment un Maybach V12.

### Allée des Grands Hommes

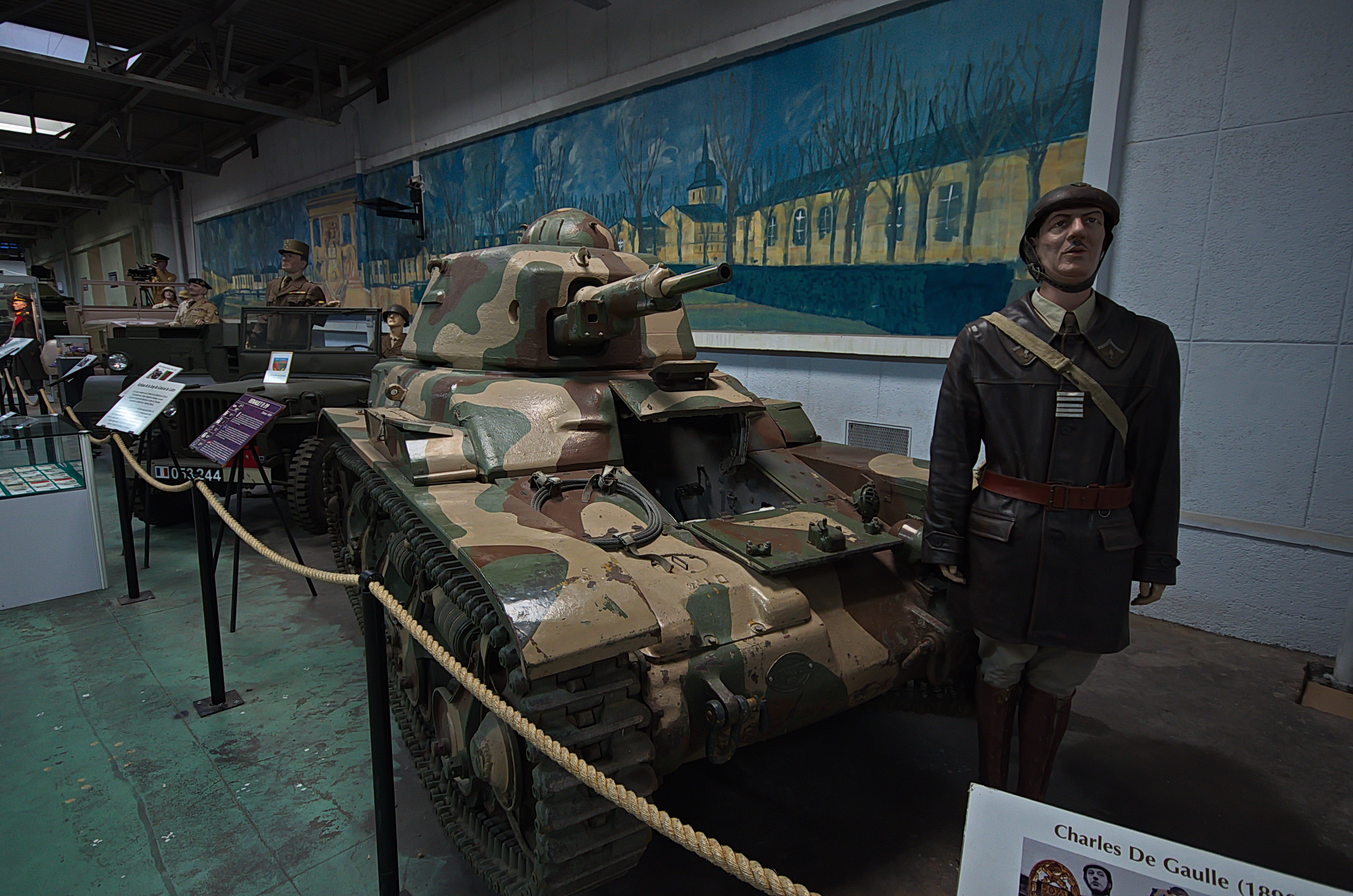

### SalleÉpoque contemporaine
Quelques nationalités sont représentées dans cette salle avec des engins plus ou moins emblématiques de la Guerre froide.
On retrouve ainsi le Merkava, le Conqueror, le Cascavel (capturé aux Libyens dans la Bande d'Aozou), le Strv 103, un prototype du Leopard 2, les Patton M47, M48 et M60…

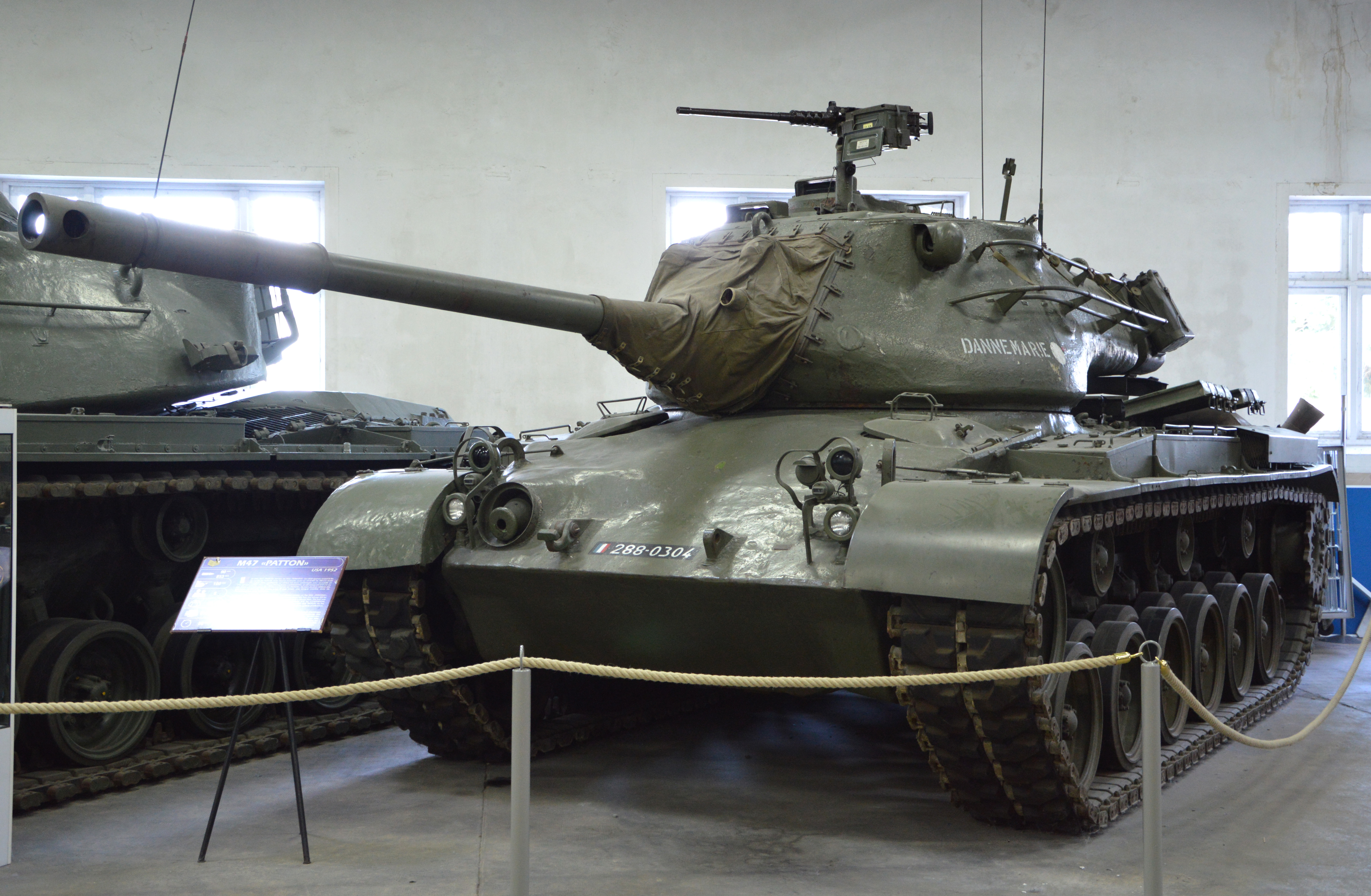
Un M47 français.